# Плей-офф Кубка Гагарина 2015

Эмблема Плей-офф Кубка Гагарина 2015

Плей-офф Кубка Гагарина 2015 — второй этап чемпионата КХЛ сезона 2014/2015. Включал в себя четыре раунда: четвертьфиналы, полуфиналы и финалы конференций и финал Кубка Гагарина. Стартовал 27 февраля и завершился 19 апреля 2015 года.
Впервые участниками плей-офф стали «Сочи» и «Йокерит», которым удалось попасть во второй этап чемпионата КХЛ уже в первый сезон своего пребывания в Лиге. 6 команд участвовали во всёх семи розыгрышах Кубка Гагарина: «Ак Барс», «Барыс», «Динамо» (Москва), «Металлург» (Магнитогорск), «Салават Юлаев» и СКА.
Впервые в истории КХЛ в финалах конференций встретились две лучшие команды конференций по итогам регулярного сезона: ЦСКА и СКА в Западной и «Ак Барс» и «Сибирь» в Восточной.
Победителем финальной серии стал СКА, обыгравший «Ак Барс» в четырёх матчах из пяти и впервые в своей истории завоевавший Кубок Гагарина.

## Участники и посев перед плей-офф

### Восточная конференция
1. «Ак Барс», победитель Восточной конференции и Дивизиона Харламова — 120 очков
2. «Сибирь», победитель Дивизиона Чернышёва — 111 очков
3. «Металлург» Мг — 117 очков
4. «Авангард» — 108 очков
5. «Барыс» — 93 очка
6. «Салават Юлаев» — 86 очков
7. «Трактор» — 84 очка
8. «Автомобилист» — 80 очков

### Западная конференция
1. ЦСКА, победитель Западной конференции и Дивизиона Тарасова, обладатель Кубка Континента — 139 очков
2. СКА, победитель Дивизиона Боброва — 123 очка
3. «Динамо» М — 123 очка
4. «Йокерит» — 119 очков
5. «Динамо» Мн — 100 очков
6. «Локомотив» — 97 очков
7. «Торпедо» — 90 очков
8. «Сочи» — 88 очков

## Сетка
В каждой конференции серии матчей 1/4 финала, 1/2 финала и финала проводились до 4 побед в формате 2–2–1–1–1, максимальное количество матчей — семь. В каждом раунде команда с наибольшим номером «посева» проводила дома первые две игры серии (и, в случае необходимости, пятую и седьмую), а команда с наименьшим номером «посева» — третью и четвёртую игры серии (и, в случае необходимости, шестую). В случае, если в финале Кубка Гагарина встречаются команды, имеющие в своих конференциях одинаковый номер «посева», преимущество своей площадки получает команда, имеющая наилучший результат по итогам регулярного чемпионата.
|  | Четвертьфиналы конференций | Четвертьфиналы конференций | Четвертьфиналы конференций | Четвертьфиналы конференций | Четвертьфиналы конференций | Четвертьфиналы конференций | Четвертьфиналы конференций | Четвертьфиналы конференций | Четвертьфиналы конференций | Четвертьфиналы конференций |              |         | Полуфиналы конференций (перепосев) | Полуфиналы конференций (перепосев) | Полуфиналы конференций (перепосев) | Полуфиналы конференций (перепосев) | Полуфиналы конференций (перепосев) | Полуфиналы конференций (перепосев) | Полуфиналы конференций (перепосев) | Полуфиналы конференций (перепосев) | Полуфиналы конференций (перепосев) | Полуфиналы конференций (перепосев) |   |         | Финалы конференций | Финалы конференций | Финалы конференций | Финалы конференций | Финалы конференций | Финалы конференций | Финалы конференций | Финалы конференций | Финалы конференций | Финалы конференций |   |         | Финал Кубка Гагарина | Финал Кубка Гагарина | Финал Кубка Гагарина | Финал Кубка Гагарина | Финал Кубка Гагарина | Финал Кубка Гагарина | Финал Кубка Гагарина | Финал Кубка Гагарина | Финал Кубка Гагарина | Финал Кубка Гагарина |
|  |                            |                            |                            |                            |                            |                            |                            |                            |                            |                            |              |         |                                    |                                    |                                    |                                    |                                    |                                    |                                    |                                    |                                    |                                    |   |         |                    |                    |                    |                    |                    |                    |                    |                    |                    |                    |   |         |                      |                      |                      |                      |                      |                      |                      |                      |                      |                      |
|  | 1                          | Ак Барс                    | Ак Барс                    | Ак Барс                    | Ак Барс                    | Ак Барс                    | Ак Барс                    | Ак Барс                    | Ак Барс                    | 4                          |              |         |                                    |                                    |                                    |                                    |                                    |                                    |                                    |                                    |                                    |                                    |   |         |                    |                    |                    |                    |                    |                    |                    |                    |                    |                    |   |         |                      |                      |                      |                      |                      |                      |                      |                      |                      |                      |
|  | 1                          | Ак Барс                    | Ак Барс                    | Ак Барс                    | Ак Барс                    | Ак Барс                    | Ак Барс                    | Ак Барс                    | Ак Барс                    | 4                          |              |         |                                    |                                    |                                    |                                    |                                    |                                    |                                    |                                    |                                    |                                    |   |         |                    |                    |                    |                    |                    |                    |                    |                    |                    |                    |   |         |                      |                      |                      |                      |                      |                      |                      |                      |                      |                      |
|  | 8                          | Автомобилист               | Автомобилист               | Автомобилист               | Автомобилист               | Автомобилист               | Автомобилист               | Автомобилист               | Автомобилист               | 1                          |              |         |                                    |                                    |                                    |                                    |                                    |                                    |                                    |                                    |                                    |                                    |   |         |                    |                    |                    |                    |                    |                    |                    |                    |                    |                    |   |         |                      |                      |                      |                      |                      |                      |                      |                      |                      |                      |
|  | 8                          | Автомобилист               | Автомобилист               | Автомобилист               | Автомобилист               | Автомобилист               | Автомобилист               | Автомобилист               | Автомобилист               | 1                          | 1            | Ак Барс | Ак Барс                            | Ак Барс                            | Ак Барс                            | Ак Барс                            | Ак Барс                            | Ак Барс                            | Ак Барс                            | 4                                  |                                    |                                    |   |         |                    |                    |                    |                    |                    |                    |                    |                    |                    |                    |   |         |                      |                      |                      |                      |                      |                      |                      |                      |                      |                      |
|  |                            |                            |                            |                            |                            |                            |                            |                            |                            |                            | 1            | Ак Барс | Ак Барс                            | Ак Барс                            | Ак Барс                            | Ак Барс                            | Ак Барс                            | Ак Барс                            | Ак Барс                            | 4                                  |                                    |                                    |   |         |                    |                    |                    |                    |                    |                    |                    |                    |                    |                    |   |         |                      |                      |                      |                      |                      |                      |                      |                      |                      |                      |
|  |                            |                            | 4                          | Авангард                   | Авангард                   | Авангард                   | Авангард                   | Авангард                   | Авангард                   | Авангард                   | Авангард     | 1       |                                    |                                    |                                    |                                    |                                    |                                    |                                    |                                    |                                    |                                    |   |         |                    |                    |                    |                    |                    |                    |                    |                    |                    |                    |   |         |                      |                      |                      |                      |                      |                      |                      |                      |                      |                      |
|  | 2                          | Сибирь                     | Сибирь                     | Сибирь                     | Сибирь                     | Сибирь                     | Сибирь                     | Сибирь                     | Сибирь                     | Авангард                   | Авангард     | 1       | 4                                  |                                    |                                    |                                    |                                    |                                    |                                    |                                    |                                    |                                    |   |         |                    |                    |                    |                    |                    |                    |                    |                    |                    |                    |   |         |                      |                      |                      |                      |                      |                      |                      |                      |                      |                      |
|  | 2                          | Сибирь                     | Сибирь                     | Сибирь                     | Сибирь                     | Сибирь                     | Сибирь                     | Сибирь                     | Сибирь                     |                            |              |         | 4                                  |                                    |                                    |                                    |                                    |                                    |                                    |                                    |                                    |                                    |   |         |                    |                    |                    |                    |                    |                    |                    |                    |                    |                    |   |         |                      |                      |                      |                      |                      |                      |                      |                      |                      |                      |
|  | 7                          | Трактор                    | Трактор                    | Трактор                    | Трактор                    | Трактор                    | Трактор                    | Трактор                    | Трактор                    | 2                          |              |         |                                    |                                    |                                    |                                    |                                    |                                    |                                    |                                    |                                    |                                    |   |         |                    |                    |                    |                    |                    |                    |                    |                    |                    |                    |   |         |                      |                      |                      |                      |                      |                      |                      |                      |                      |                      |
|  | 7                          | Трактор                    | Трактор                    | Трактор                    | Трактор                    | Трактор                    | Трактор                    | Трактор                    | Трактор                    | 2                          |              |         |                                    |                                    |                                    |                                    |                                    |                                    |                                    |                                    |                                    |                                    | 1 | Ак Барс | Ак Барс            | Ак Барс            | Ак Барс            | Ак Барс            | Ак Барс            | Ак Барс            | Ак Барс            | 4                  |                    |                    |   |         |                      |                      |                      |                      |                      |                      |                      |                      |                      |                      |
|  | Восточная конференция      |                            |                            |                            |                            |                            |                            |                            |                            |                            |              |         |                                    |                                    |                                    |                                    |                                    |                                    |                                    |                                    |                                    |                                    | 1 | Ак Барс | Ак Барс            | Ак Барс            | Ак Барс            | Ак Барс            | Ак Барс            | Ак Барс            | Ак Барс            | 4                  |                    |                    |   |         |                      |                      |                      |                      |                      |                      |                      |                      |                      |                      |
|  |                            |                            | 2                          | Сибирь                     | Сибирь                     | Сибирь                     | Сибирь                     | Сибирь                     | Сибирь                     | Сибирь                     | Сибирь       | 1       |                                    |                                    |                                    |                                    |                                    |                                    |                                    |                                    |                                    |                                    |   |         |                    |                    |                    |                    |                    |                    |                    |                    |                    |                    |   |         |                      |                      |                      |                      |                      |                      |                      |                      |                      |                      |
|  | 3                          | Металлург Мг               | Металлург Мг               | Металлург Мг               | Металлург Мг               | Металлург Мг               | Металлург Мг               | Металлург Мг               | Металлург Мг               | Сибирь                     | Сибирь       | 1       | 4                                  |                                    |                                    |                                    |                                    |                                    |                                    |                                    |                                    |                                    |   |         |                    |                    |                    |                    |                    |                    |                    |                    |                    |                    |   |         |                      |                      |                      |                      |                      |                      |                      |                      |                      |                      |
|  | 3                          | Металлург Мг               | Металлург Мг               | Металлург Мг               | Металлург Мг               | Металлург Мг               | Металлург Мг               | Металлург Мг               | Металлург Мг               |                            |              |         | 4                                  |                                    |                                    |                                    |                                    |                                    |                                    |                                    |                                    |                                    |   |         |                    |                    |                    |                    |                    |                    |                    |                    |                    |                    |   |         |                      |                      |                      |                      |                      |                      |                      |                      |                      |                      |
|  | 6                          | Салават Юлаев              | Салават Юлаев              | Салават Юлаев              | Салават Юлаев              | Салават Юлаев              | Салават Юлаев              | Салават Юлаев              | Салават Юлаев              | 1                          |              |         |                                    |                                    |                                    |                                    |                                    |                                    |                                    |                                    |                                    |                                    |   |         |                    |                    |                    |                    |                    |                    |                    |                    |                    |                    |   |         |                      |                      |                      |                      |                      |                      |                      |                      |                      |                      |
|  | 6                          | Салават Юлаев              | Салават Юлаев              | Салават Юлаев              | Салават Юлаев              | Салават Юлаев              | Салават Юлаев              | Салават Юлаев              | Салават Юлаев              | 1                          | 2            | Сибирь  | Сибирь                             | Сибирь                             | Сибирь                             | Сибирь                             | Сибирь                             | Сибирь                             | Сибирь                             | 4                                  |                                    |                                    |   |         |                    |                    |                    |                    |                    |                    |                    |                    |                    |                    |   |         |                      |                      |                      |                      |                      |                      |                      |                      |                      |                      |
|  |                            |                            |                            |                            |                            |                            |                            |                            |                            |                            | 2            | Сибирь  | Сибирь                             | Сибирь                             | Сибирь                             | Сибирь                             | Сибирь                             | Сибирь                             | Сибирь                             | 4                                  |                                    |                                    |   |         |                    |                    |                    |                    |                    |                    |                    |                    |                    |                    |   |         |                      |                      |                      |                      |                      |                      |                      |                      |                      |                      |
|  |                            |                            | 3                          | Металлург Мг               | Металлург Мг               | Металлург Мг               | Металлург Мг               | Металлург Мг               | Металлург Мг               | Металлург Мг               | Металлург Мг | 1       |                                    |                                    |                                    |                                    |                                    |                                    |                                    |                                    |                                    |                                    |   |         |                    |                    |                    |                    |                    |                    |                    |                    |                    |                    |   |         |                      |                      |                      |                      |                      |                      |                      |                      |                      |                      |
|  | 4                          | Авангард                   | Авангард                   | Авангард                   | Авангард                   | Авангард                   | Авангард                   | Авангард                   | Авангард                   | Металлург Мг               | Металлург Мг | 1       | 4                                  |                                    |                                    |                                    |                                    |                                    |                                    |                                    |                                    |                                    |   |         |                    |                    |                    |                    |                    |                    |                    |                    |                    |                    |   |         |                      |                      |                      |                      |                      |                      |                      |                      |                      |                      |
|  | 4                          | Авангард                   | Авангард                   | Авангард                   | Авангард                   | Авангард                   | Авангард                   | Авангард                   | Авангард                   |                            |              |         | 4                                  |                                    |                                    |                                    |                                    |                                    |                                    |                                    |                                    |                                    |   |         |                    |                    |                    |                    |                    |                    |                    |                    |                    |                    |   |         |                      |                      |                      |                      |                      |                      |                      |                      |                      |                      |
|  | 5                          | Барыс                      | Барыс                      | Барыс                      | Барыс                      | Барыс                      | Барыс                      | Барыс                      | Барыс                      | 3                          |              |         |                                    |                                    |                                    |                                    |                                    |                                    |                                    |                                    |                                    |                                    |   |         |                    |                    |                    |                    |                    |                    |                    |                    |                    |                    |   |         |                      |                      |                      |                      |                      |                      |                      |                      |                      |                      |
|  | 5                          | Барыс                      | Барыс                      | Барыс                      | Барыс                      | Барыс                      | Барыс                      | Барыс                      | Барыс                      | 3                          |              |         |                                    |                                    |                                    |                                    |                                    |                                    |                                    |                                    |                                    |                                    |   |         |                    |                    |                    |                    |                    |                    |                    |                    |                    |                    | 1 | Ак Барс | Ак Барс              | Ак Барс              | Ак Барс              | Ак Барс              | Ак Барс              | Ак Барс              | Ак Барс              | 1                    |                      |                      |
|  |                            |                            |                            |                            |                            |                            |                            |                            |                            |                            |              |         |                                    |                                    |                                    |                                    |                                    |                                    |                                    |                                    |                                    |                                    |   |         |                    |                    |                    |                    |                    |                    |                    |                    |                    |                    | 1 | Ак Барс | Ак Барс              | Ак Барс              | Ак Барс              | Ак Барс              | Ак Барс              | Ак Барс              | Ак Барс              | 1                    |                      |                      |
|  |                            |                            | 2                          | СКА                        | СКА                        | СКА                        | СКА                        | СКА                        | СКА                        | СКА                        | СКА          | 4       |                                    |                                    |                                    |                                    |                                    |                                    |                                    |                                    |                                    |                                    |   |         |                    |                    |                    |                    |                    |                    |                    |                    |                    |                    |   |         |                      |                      |                      |                      |                      |                      |                      |                      |                      |                      |
|  | 1                          | ЦСКА                       | ЦСКА                       | ЦСКА                       | ЦСКА                       | ЦСКА                       | ЦСКА                       | ЦСКА                       | ЦСКА                       | СКА                        | СКА          | 4       | 4                                  |                                    |                                    |                                    |                                    |                                    |                                    |                                    |                                    |                                    |   |         |                    |                    |                    |                    |                    |                    |                    |                    |                    |                    |   |         |                      |                      |                      |                      |                      |                      |                      |                      |                      |                      |
|  | 1                          | ЦСКА                       | ЦСКА                       | ЦСКА                       | ЦСКА                       | ЦСКА                       | ЦСКА                       | ЦСКА                       | ЦСКА                       |                            |              |         | 4                                  |                                    |                                    |                                    |                                    |                                    |                                    |                                    |                                    |                                    |   |         |                    |                    |                    |                    |                    |                    |                    |                    |                    |                    |   |         |                      |                      |                      |                      |                      |                      |                      |                      |                      |                      |
|  | 8                          | Сочи                       | Сочи                       | Сочи                       | Сочи                       | Сочи                       | Сочи                       | Сочи                       | Сочи                       | 0                          |              |         |                                    |                                    |                                    |                                    |                                    |                                    |                                    |                                    |                                    |                                    |   |         |                    |                    |                    |                    |                    |                    |                    |                    |                    |                    |   |         |                      |                      |                      |                      |                      |                      |                      |                      |                      |                      |
|  | 8                          | Сочи                       | Сочи                       | Сочи                       | Сочи                       | Сочи                       | Сочи                       | Сочи                       | Сочи                       | 0                          | 1            | ЦСКА    | ЦСКА                               | ЦСКА                               | ЦСКА                               | ЦСКА                               | ЦСКА                               | ЦСКА                               | ЦСКА                               | 4                                  |                                    |                                    |   |         |                    |                    |                    |                    |                    |                    |                    |                    |                    |                    |   |         |                      |                      |                      |                      |                      |                      |                      |                      |                      |                      |
|  |                            |                            |                            |                            |                            |                            |                            |                            |                            |                            | 1            | ЦСКА    | ЦСКА                               | ЦСКА                               | ЦСКА                               | ЦСКА                               | ЦСКА                               | ЦСКА                               | ЦСКА                               | 4                                  |                                    |                                    |   |         |                    |                    |                    |                    |                    |                    |                    |                    |                    |                    |   |         |                      |                      |                      |                      |                      |                      |                      |                      |                      |                      |
|  |                            |                            | 4                          | Йокерит                    | Йокерит                    | Йокерит                    | Йокерит                    | Йокерит                    | Йокерит                    | Йокерит                    | Йокерит      | 1       |                                    |                                    |                                    |                                    |                                    |                                    |                                    |                                    |                                    |                                    |   |         |                    |                    |                    |                    |                    |                    |                    |                    |                    |                    |   |         |                      |                      |                      |                      |                      |                      |                      |                      |                      |                      |
|  | 2                          | СКА                        | СКА                        | СКА                        | СКА                        | СКА                        | СКА                        | СКА                        | СКА                        | Йокерит                    | Йокерит      | 1       | 4                                  |                                    |                                    |                                    |                                    |                                    |                                    |                                    |                                    |                                    |   |         |                    |                    |                    |                    |                    |                    |                    |                    |                    |                    |   |         |                      |                      |                      |                      |                      |                      |                      |                      |                      |                      |
|  | 2                          | СКА                        | СКА                        | СКА                        | СКА                        | СКА                        | СКА                        | СКА                        | СКА                        |                            |              |         | 4                                  |                                    |                                    |                                    |                                    |                                    |                                    |                                    |                                    |                                    |   |         |                    |                    |                    |                    |                    |                    |                    |                    |                    |                    |   |         |                      |                      |                      |                      |                      |                      |                      |                      |                      |                      |
|  | 7                          | Торпедо                    | Торпедо                    | Торпедо                    | Торпедо                    | Торпедо                    | Торпедо                    | Торпедо                    | Торпедо                    | 1                          |              |         |                                    |                                    |                                    |                                    |                                    |                                    |                                    |                                    |                                    |                                    |   |         |                    |                    |                    |                    |                    |                    |                    |                    |                    |                    |   |         |                      |                      |                      |                      |                      |                      |                      |                      |                      |                      |
|  | 7                          | Торпедо                    | Торпедо                    | Торпедо                    | Торпедо                    | Торпедо                    | Торпедо                    | Торпедо                    | Торпедо                    | 1                          |              |         |                                    |                                    |                                    |                                    |                                    |                                    |                                    |                                    |                                    |                                    | 1 | ЦСКА    | ЦСКА               | ЦСКА               | ЦСКА               | ЦСКА               | ЦСКА               | ЦСКА               | ЦСКА               | 3                  |                    |                    |   |         |                      |                      |                      |                      |                      |                      |                      |                      |                      |                      |
|  | Западная конференция       |                            |                            |                            |                            |                            |                            |                            |                            |                            |              |         |                                    |                                    |                                    |                                    |                                    |                                    |                                    |                                    |                                    |                                    | 1 | ЦСКА    | ЦСКА               | ЦСКА               | ЦСКА               | ЦСКА               | ЦСКА               | ЦСКА               | ЦСКА               | 3                  |                    |                    |   |         |                      |                      |                      |                      |                      |                      |                      |                      |                      |                      |
|  |                            |                            | 2                          | СКА                        | СКА                        | СКА                        | СКА                        | СКА                        | СКА                        | СКА                        | СКА          | 4       |                                    |                                    |                                    |                                    |                                    |                                    |                                    |                                    |                                    |                                    |   |         |                    |                    |                    |                    |                    |                    |                    |                    |                    |                    |   |         |                      |                      |                      |                      |                      |                      |                      |                      |                      |                      |
|  | 3                          | Динамо Мск                 | Динамо Мск                 | Динамо Мск                 | Динамо Мск                 | Динамо Мск                 | Динамо Мск                 | Динамо Мск                 | Динамо Мск                 | СКА                        | СКА          | 4       | 4                                  |                                    |                                    |                                    |                                    |                                    |                                    |                                    |                                    |                                    |   |         |                    |                    |                    |                    |                    |                    |                    |                    |                    |                    |   |         |                      |                      |                      |                      |                      |                      |                      |                      |                      |                      |
|  | 3                          | Динамо Мск                 | Динамо Мск                 | Динамо Мск                 | Динамо Мск                 | Динамо Мск                 | Динамо Мск                 | Динамо Мск                 | Динамо Мск                 |                            |              |         | 4                                  |                                    |                                    |                                    |                                    |                                    |                                    |                                    |                                    |                                    |   |         |                    |                    |                    |                    |                    |                    |                    |                    |                    |                    |   |         |                      |                      |                      |                      |                      |                      |                      |                      |                      |                      |
|  | 6                          | Локомотив                  | Локомотив                  | Локомотив                  | Локомотив                  | Локомотив                  | Локомотив                  | Локомотив                  | Локомотив                  | 2                          |              |         |                                    |                                    |                                    |                                    |                                    |                                    |                                    |                                    |                                    |                                    |   |         |                    |                    |                    |                    |                    |                    |                    |                    |                    |                    |   |         |                      |                      |                      |                      |                      |                      |                      |                      |                      |                      |
|  | 6                          | Локомотив                  | Локомотив                  | Локомотив                  | Локомотив                  | Локомотив                  | Локомотив                  | Локомотив                  | Локомотив                  | 2                          | 2            | СКА     | СКА                                | СКА                                | СКА                                | СКА                                | СКА                                | СКА                                | СКА                                | 4                                  |                                    |                                    |   |         |                    |                    |                    |                    |                    |                    |                    |                    |                    |                    |   |         |                      |                      |                      |                      |                      |                      |                      |                      |                      |                      |
|  |                            |                            |                            |                            |                            |                            |                            |                            |                            |                            | 2            | СКА     | СКА                                | СКА                                | СКА                                | СКА                                | СКА                                | СКА                                | СКА                                | 4                                  |                                    |                                    |   |         |                    |                    |                    |                    |                    |                    |                    |                    |                    |                    |   |         |                      |                      |                      |                      |                      |                      |                      |                      |                      |                      |
|  |                            |                            | 3                          | Динамо Мск                 | Динамо Мск                 | Динамо Мск                 | Динамо Мск                 | Динамо Мск                 | Динамо Мск                 | Динамо Мск                 | Динамо Мск   | 1       |                                    |                                    |                                    |                                    |                                    |                                    |                                    |                                    |                                    |                                    |   |         |                    |                    |                    |                    |                    |                    |                    |                    |                    |                    |   |         |                      |                      |                      |                      |                      |                      |                      |                      |                      |                      |
|  | 4                          | Йокерит                    | Йокерит                    | Йокерит                    | Йокерит                    | Йокерит                    | Йокерит                    | Йокерит                    | Йокерит                    | Динамо Мск                 | Динамо Мск   | 1       | 4                                  |                                    |                                    |                                    |                                    |                                    |                                    |                                    |                                    |                                    |   |         |                    |                    |                    |                    |                    |                    |                    |                    |                    |                    |   |         |                      |                      |                      |                      |                      |                      |                      |                      |                      |                      |
|  | 4                          | Йокерит                    | Йокерит                    | Йокерит                    | Йокерит                    | Йокерит                    | Йокерит                    | Йокерит                    | Йокерит                    |                            |              |         | 4                                  |                                    |                                    |                                    |                                    |                                    |                                    |                                    |                                    |                                    |   |         |                    |                    |                    |                    |                    |                    |                    |                    |                    |                    |   |         |                      |                      |                      |                      |                      |                      |                      |                      |                      |                      |
|  | 5                          | Динамо Мн                  | Динамо Мн                  | Динамо Мн                  | Динамо Мн                  | Динамо Мн                  | Динамо Мн                  | Динамо Мн                  | Динамо Мн                  | 1                          |              |         |                                    |                                    |                                    |                                    |                                    |                                    |                                    |                                    |                                    |                                    |   |         |                    |                    |                    |                    |                    |                    |                    |                    |                    |                    |   |         |                      |                      |                      |                      |                      |                      |                      |                      |                      |                      |

## Четвертьфиналы конференций
Время начала матчей дано по Московскому времени (UTC+3).

### Восточная конференция

#### (1) Ак Барс — (8) Автомобилист
«Ак Барс» занял 1-е место в Восточной конференции и Дивизионе Харламова, набрав 120 очков в регулярном сезоне. «Автомобилист» набрал 80 очков в регулярном сезоне и занял 8-е место. Команды ранее не встречались в плей-офф КХЛ. В регулярном сезоне команды провели между собой 5 матчей, в 3-х из которых победу одержал «Ак Барс».
| 28 февраля 2015 17:00 | Ак Барс | 3:2 ОТ (2:1, 0:1, 0:0, 1:0) | Автомобилист | «Татнефть Арена», Казань Зрителей: 7552 |

| Отчёт                                                                                          | Отчёт                         | Отчёт                                                                                 | Отчёт                     | Отчёт                                                                                                |
| ---------------------------------------------------------------------------------------------- | ----------------------------- | ------------------------------------------------------------------------------------- | ------------------------- | --- |
|                                                                                                |                               |                                                                                       |                           | |
|                                                                                                | Андерс Нильссон (00:00-61:26) | Вратари                                                                               | Якуб Коварж (00:00-61:26) | Судьи: Владимир Букин Виктор Гашилов Александр Сергеев Линейные судьи: Виктор Бирин Дмитрий Головлёв |
|                                                                                                | Голы:                         |                                                                                       |                           | Судьи: Владимир Букин Виктор Гашилов Александр Сергеев Линейные судьи: Виктор Бирин Дмитрий Головлёв |
| А.Свитов — 07:48 И.Мирнов (Я.Рылов, П.Врана) — (5x4) 18:56 О.Мёллер (С.Костицын) — (5x4) 61:26 | 0:1 :1 2:1 2:2 3:2            | 07:21 (5x4) — Т.Виклунд (А.Лазарев, А.Симаков) 22:41 — А.Голышев (А.Гареев, С.Емелин) |                           | Судьи: Владимир Букин Виктор Гашилов Александр Сергеев Линейные судьи: Виктор Бирин Дмитрий Головлёв |
|                                                                                                |                               |                                                                                       |                           | Судьи: Владимир Букин Виктор Гашилов Александр Сергеев Линейные судьи: Виктор Бирин Дмитрий Головлёв |
|                                                                                                |                               |                                                                                       |                           | Судьи: Владимир Букин Виктор Гашилов Александр Сергеев Линейные судьи: Виктор Бирин Дмитрий Головлёв |
|                                                                                                |                               |                                                                                       |                           | Судьи: Владимир Букин Виктор Гашилов Александр Сергеев Линейные судьи: Виктор Бирин Дмитрий Головлёв |
| 4 мин                                                                                          | Штраф                         | 8 мин                                                                                 |                           | Судьи: Владимир Букин Виктор Гашилов Александр Сергеев Линейные судьи: Виктор Бирин Дмитрий Головлёв |
|                                                                                                |                               |                                                                                       |                           | |
|                                                                                                | 35                            | Броски                                                                                | 23                        | |

| 1 марта 2015 17:00 | Ак Барс | 3:2 ОТ (0:0, 0:1, 2:1, 1:0) | Автомобилист | «Татнефть Арена», Казань Зрителей: 6410 |

| Отчёт                                                                                                 | Отчёт                         | Отчёт                                                                                         | Отчёт                     | Отчёт                                                                                                |
| --- | ----------------------------- | --------------------------------------------------------------------------------------------- | ------------------------- | --- |
| |                               |                                                                                               |                           | |
| | Андерс Нильссон (00:00-62:19) | Вратари                                                                                       | Якуб Коварж (00:00-62:19) | Судьи: Владимир Букин Виктор Гашилов Александр Сергеев Линейные судьи: Виктор Бирин Дмитрий Головлёв |
| | Голы:                         |                                                                                               |                           | Судьи: Владимир Букин Виктор Гашилов Александр Сергеев Линейные судьи: Виктор Бирин Дмитрий Головлёв |
| А.Лукоянов (Д.Мусин, Я.Рылов) — 57:45 Д.Азеведо — 58:12 О.Мёллер (И.Мирнов, М.Варнаков) — (5x4) 62:19 | 0:1 0:2 1:2 2:2 3:2           | 28:58 (5x4) — Э.Левандовский (А.Михнов, Д.Мегалинский) 41:25 — А.Гареев (С.Емелин, А.Голышев) |                           | Судьи: Владимир Букин Виктор Гашилов Александр Сергеев Линейные судьи: Виктор Бирин Дмитрий Головлёв |
| |                               |                                                                                               |                           | Судьи: Владимир Букин Виктор Гашилов Александр Сергеев Линейные судьи: Виктор Бирин Дмитрий Головлёв |
| |                               |                                                                                               |                           | Судьи: Владимир Букин Виктор Гашилов Александр Сергеев Линейные судьи: Виктор Бирин Дмитрий Головлёв |
| |                               |                                                                                               |                           | Судьи: Владимир Букин Виктор Гашилов Александр Сергеев Линейные судьи: Виктор Бирин Дмитрий Головлёв |
| 8 мин                                                                                                 | Штраф                         | 14 мин                                                                                        |                           | Судьи: Владимир Букин Виктор Гашилов Александр Сергеев Линейные судьи: Виктор Бирин Дмитрий Головлёв |
| |                               |                                                                                               |                           | |
| | 78                            | Броски                                                                                        | 43                        | |

| 3 марта 2015 16:30 | Автомобилист | 2:0 (1:0, 0:0, 1:0) | Ак Барс | КРК «Уралец», Екатеринбург Зрителей: 5570 |

| Отчёт                                                                        | Отчёт                     | Отчёт   | Отчёт                         | Отчёт |
| ---------------------------------------------------------------------------- | ------------------------- | ------- | ----------------------------- | --- |
|                                                                              |                           |         |                               | |
|                                                                              | Якуб Коварж (00:00-60:00) | Вратари | Андерс Нильссон (00:00-60:00) | Судьи: Алексей Васильев Андрей Рогачёв Александр Соин Линейные судьи: Константин Горденко Александр Сысуев |
|                                                                              | Голы:                     |         |                               | Судьи: Алексей Васильев Андрей Рогачёв Александр Соин Линейные судьи: Константин Горденко Александр Сысуев |
| А.Нестеров (А.Михнов) — 07:57 А.Рыбаков (А.Симаков, Т.Виклунд) — (5x4) 49:48 | 1:0 1:0                   |         |                               | Судьи: Алексей Васильев Андрей Рогачёв Александр Соин Линейные судьи: Константин Горденко Александр Сысуев |
|                                                                              |                           |         |                               | Судьи: Алексей Васильев Андрей Рогачёв Александр Соин Линейные судьи: Константин Горденко Александр Сысуев |
|                                                                              |                           |         |                               | Судьи: Алексей Васильев Андрей Рогачёв Александр Соин Линейные судьи: Константин Горденко Александр Сысуев |
|                                                                              |                           |         |                               | Судьи: Алексей Васильев Андрей Рогачёв Александр Соин Линейные судьи: Константин Горденко Александр Сысуев |
| 10 мин                                                                       | Штраф                     | 12 мин  |                               | Судьи: Алексей Васильев Андрей Рогачёв Александр Соин Линейные судьи: Константин Горденко Александр Сысуев |
|                                                                              |                           |         |                               | |
|                                                                              | 37                        | Броски  | 70                            | |

| 4 марта 2015 16:30 | Автомобилист | 1:2 (0:0, 0:2, 1:0) | Ак Барс | КРК «Уралец», Екатеринбург Зрителей: 5570 |

| Отчёт                         | Отчёт                     | Отчёт                                                                         | Отчёт                         | Отчёт |
| ----------------------------- | ------------------------- | ----------------------------------------------------------------------------- | ----------------------------- | --- |
|                               |                           |                                                                               |                               | |
|                               | Якуб Коварж (00:00-60:00) | Вратари                                                                       | Андерс Нильссон (00:00-60:00) | Судьи: Алексей Васильев Андрей Рогачёв Александр Соин Линейные судьи: Константин Горденко Александр Сысуев |
|                               | Голы:                     |                                                                               |                               | Судьи: Алексей Васильев Андрей Рогачёв Александр Соин Линейные судьи: Константин Горденко Александр Сысуев |
| А.Симаков (С.Леписто) — 54:35 | 0:1 0:2 1:2               | 22:07 — Д.Обухов (А.Бурмистров, К.Петров) 29:57 (5x4) — Д.Азеведо (И.Никулин) |                               | Судьи: Алексей Васильев Андрей Рогачёв Александр Соин Линейные судьи: Константин Горденко Александр Сысуев |
|                               |                           |                                                                               |                               | Судьи: Алексей Васильев Андрей Рогачёв Александр Соин Линейные судьи: Константин Горденко Александр Сысуев |
|                               |                           |                                                                               |                               | Судьи: Алексей Васильев Андрей Рогачёв Александр Соин Линейные судьи: Константин Горденко Александр Сысуев |
|                               |                           |                                                                               |                               | Судьи: Алексей Васильев Андрей Рогачёв Александр Соин Линейные судьи: Константин Горденко Александр Сысуев |
| 10 мин                        | Штраф                     | 8 мин                                                                         |                               | Судьи: Алексей Васильев Андрей Рогачёв Александр Соин Линейные судьи: Константин Горденко Александр Сысуев |
|                               |                           |                                                                               |                               | |
|                               | 35                        | Броски                                                                        | 52                            | |

| 6 марта 2015 19:30 | Ак Барс | 3:2 (2:1, 1:0, 0:1) | Автомобилист | «Татнефть Арена», Казань Зрителей: 6965 |

| Отчёт                                                                                               | Отчёт                         | Отчёт                                         | Отчёт                     | Отчёт |
| --------------------------------------------------------------------------------------------------- | ----------------------------- | --------------------------------------------- | ------------------------- | --- |
| |                               |                                               |                           | |
| | Андерс Нильссон (00:00-60:00) | Вратари                                       | Якуб Коварж (00:00-60:00) | Судьи: Сергей Беляев Михаил Бутурлин Алексей Раводин Линейные судьи: Александр Захаренков Александр Садовников |
| | Голы:                         |                                               |                           | Судьи: Сергей Беляев Михаил Бутурлин Алексей Раводин Линейные судьи: Александр Захаренков Александр Садовников |
| О.Мёллер (Д.Азеведо) — 01:00 О.Мёллер (В.Денисов) — 19:15 К.Петров (Д.Обухов, А.Бурмистров) — 33:38 | 1:0 1:1 2:1 3:1 3:2           | 05:36 — В.Попов 41:20 — Т.Виклунд (А.Симаков) |                           | Судьи: Сергей Беляев Михаил Бутурлин Алексей Раводин Линейные судьи: Александр Захаренков Александр Садовников |
| |                               |                                               |                           | Судьи: Сергей Беляев Михаил Бутурлин Алексей Раводин Линейные судьи: Александр Захаренков Александр Садовников |
| |                               |                                               |                           | Судьи: Сергей Беляев Михаил Бутурлин Алексей Раводин Линейные судьи: Александр Захаренков Александр Садовников |
| |                               |                                               |                           | Судьи: Сергей Беляев Михаил Бутурлин Алексей Раводин Линейные судьи: Александр Захаренков Александр Садовников |
| 8 мин                                                                                               | Штраф                         | 32 мин                                        |                           | Судьи: Сергей Беляев Михаил Бутурлин Алексей Раводин Линейные судьи: Александр Захаренков Александр Садовников |
| |                               |                                               |                           | |
| | 51                            | Броски                                        | 41                        | |

#### (2) Сибирь — (7) Трактор
«Сибирь» заняла 2-е место в Восточной конференции и стала победителем Дивизиона Чернышёва, набрав 111 очков. «Трактор» занял в Восточной конференции 7-е место с 84 очками. Команды ранее не встречались в плей-офф КХЛ. В регулярном сезоне «Трактор» выиграл оба матча, которые команды провели между собой.
| 28 февраля 2015 14:30 | Сибирь | 1:4 (1:2, 0:1, 0:1) | Трактор | ЛДС «Сибирь», Новосибирск Зрителей: 7400 |

| Отчёт                                                | Отчёт                         | Отчёт | Отчёт                       | Отчёт                                                                                    |
| ---------------------------------------------------- | ----------------------------- | --- | --------------------------- | ---------------------------------------------------------------------------------------- |
|                                                      |                               | |                             |                                                                                          |
|                                                      | Никита Беспалов (00:00-60:00) | Вратари | Майкл Гарнетт (00:00-60:00) | Судьи: Юри Рённ Александр Соин Юрий Цыплаков Линейные судьи: Сергей Морозов Иван Сазонов |
|                                                      | Голы:                         | |                             | Судьи: Юри Рённ Александр Соин Юрий Цыплаков Линейные судьи: Сергей Морозов Иван Сазонов |
| Я.Коскиранта (Д.Кугрышев, И.Верещагин) — (5x4) 05:33 | 1:0 1:1 1:2 1:3 1:4           | 14:15 (5x4) — Д.Куинт (К.Панов, С.Чистов) 14:59 — Ф.Паре (В.Основин) 25:24 — И.Давыдов (Д.Куинт, С.Чистов) 56:23 (5x4) — Д.Куинт |                             | Судьи: Юри Рённ Александр Соин Юрий Цыплаков Линейные судьи: Сергей Морозов Иван Сазонов |
|                                                      |                               | |                             | Судьи: Юри Рённ Александр Соин Юрий Цыплаков Линейные судьи: Сергей Морозов Иван Сазонов |
|                                                      |                               | |                             | Судьи: Юри Рённ Александр Соин Юрий Цыплаков Линейные судьи: Сергей Морозов Иван Сазонов |
|                                                      |                               | |                             | Судьи: Юри Рённ Александр Соин Юрий Цыплаков Линейные судьи: Сергей Морозов Иван Сазонов |
| 6 мин                                                | Штраф                         | 20 мин |                             | Судьи: Юри Рённ Александр Соин Юрий Цыплаков Линейные судьи: Сергей Морозов Иван Сазонов |
|                                                      |                               | |                             |                                                                                          |
|                                                      | 62                            | Броски | 39                          |                                                                                          |

| 1 марта 2015 14:30 | Сибирь | 5:2 (1:0, 1:1, 3:1) | Трактор | ЛДС «Сибирь», Новосибирск Зрителей: 7400 |

| Отчёт | Отчёт                         | Отчёт                                                         | Отчёт                       | Отчёт                                                                                    |
| --- | ----------------------------- | ------------------------------------------------------------- | --------------------------- | ---------------------------------------------------------------------------------------- |
| |                               |                                                               |                             |                                                                                          |
| | Александр Салак (00:00-60:00) | Вратари                                                       | Майкл Гарнетт (00:00-60:00) | Судьи: Юри Рённ Александр Соин Юрий Цыплаков Линейные судьи: Сергей Морозов Иван Сазонов |
| | Голы:                         |                                                               |                             | Судьи: Юри Рённ Александр Соин Юрий Цыплаков Линейные судьи: Сергей Морозов Иван Сазонов |
| С.Санников (С.Гимаев, О.Губин) — 19:24 М.Шалунов (В.Бобров, П.Херсли) — (4x5) 26:30 Я.Коскиранта (буллит) — 42:55 Я.Коскиранта (А.Копейкин, Д.Кугрышев) — 44:57 М.Шалунов (В.Бобров, С.Гимаев) — (4x5) 51:29 | 1:0 2:0 2:1 2:2 3:2 4:2 5:2   | 35:22 — М.Ружичка (Д.Куинт, А.Бородкин) 40:44 (5x4) — Д.Куинт |                             | Судьи: Юри Рённ Александр Соин Юрий Цыплаков Линейные судьи: Сергей Морозов Иван Сазонов |
| |                               |                                                               |                             | Судьи: Юри Рённ Александр Соин Юрий Цыплаков Линейные судьи: Сергей Морозов Иван Сазонов |
| |                               |                                                               |                             | Судьи: Юри Рённ Александр Соин Юрий Цыплаков Линейные судьи: Сергей Морозов Иван Сазонов |
| |                               |                                                               |                             | Судьи: Юри Рённ Александр Соин Юрий Цыплаков Линейные судьи: Сергей Морозов Иван Сазонов |
| 44 мин | Штраф                         | 28 мин                                                        |                             | Судьи: Юри Рённ Александр Соин Юрий Цыплаков Линейные судьи: Сергей Морозов Иван Сазонов |
| |                               |                                                               |                             |                                                                                          |
| | 55                            | Броски                                                        | 43                          |                                                                                          |

| 3 марта 2015 16:30 | Трактор | 3:7 (2:1, 0:5, 1:1) | Сибирь | Ледовая арена «Трактор», Челябинск Зрителей: 7500 |

| Отчёт                                                                                       | Отчёт                                                      | Отчёт | Отчёт                         | Отчёт                                                                                            |
| ------------------------------------------------------------------------------------------- | ---------------------------------------------------------- | --- | ----------------------------- | ------------------------------------------------------------------------------------------------ |
|                                                                                             |                                                            | |                               |                                                                                                  |
|                                                                                             | Майкл Гарнетт (00:00-33:21) Василий Демченко (33:21-60:00) | Вратари | Александр Салак (00:00-60:00) | Судьи: Владимир Букин Сергей Гусев Анатолий Захаров Линейные судьи: Александр Отмахов Яков Палей |
|                                                                                             | Голы:                                                      | |                               | Судьи: Владимир Букин Сергей Гусев Анатолий Захаров Линейные судьи: Александр Отмахов Яков Палей |
| А.Попов (Д.Пестунов) — 12:22 С.Чистов — (буллит) 16:37 М.Кондратьев (А.Пеньковский) — 58:52 | 0:1 :1 2:1 2:2 2:3 2:4 2:5 2:6 2:7 3:7                     | 01:17 (5x4) — П.Херсли (Й.Энлунд, Д.Улльстрём) 23:01 — М.Шалунов (В.Бобров, И.Верещагин) 32:27 (5x4) — Й.Энлунд (Д.Кугрышев) 32:44 (5x4) — С.Санников (О.Губин, М.Игнатович) 33:21 (5x4) — Д.Моня (П.Херсли, Й.Энлунд) 34:12 (5x4) — С.Шумаков (В.Белов) 54:16 — М.Шалунов (П.Херсли) |                               | Судьи: Владимир Букин Сергей Гусев Анатолий Захаров Линейные судьи: Александр Отмахов Яков Палей |
|                                                                                             |                                                            | |                               | Судьи: Владимир Букин Сергей Гусев Анатолий Захаров Линейные судьи: Александр Отмахов Яков Палей |
|                                                                                             |                                                            | |                               | Судьи: Владимир Букин Сергей Гусев Анатолий Захаров Линейные судьи: Александр Отмахов Яков Палей |
|                                                                                             |                                                            | |                               | Судьи: Владимир Букин Сергей Гусев Анатолий Захаров Линейные судьи: Александр Отмахов Яков Палей |
| 33 мин                                                                                      | Штраф                                                      | 33 мин |                               | Судьи: Владимир Букин Сергей Гусев Анатолий Захаров Линейные судьи: Александр Отмахов Яков Палей |
|                                                                                             |                                                            | |                               |                                                                                                  |
|                                                                                             | 38                                                         | Броски | 46                            |                                                                                                  |

| 4 марта 2015 16:30 | Трактор | 2:1 ОТ (1:0, 0:0, 0:1, 1:0) | Сибирь | Ледовая арена «Трактор», Челябинск Зрителей: 7500 |

| Отчёт                                                                     | Отчёт                          | Отчёт                                  | Отчёт                         | Отчёт                                                                                            |
| ------------------------------------------------------------------------- | ------------------------------ | -------------------------------------- | ----------------------------- | ------------------------------------------------------------------------------------------------ |
|                                                                           |                                |                                        |                               |                                                                                                  |
|                                                                           | Василий Демченко (00:00-64:59) | Вратари                                | Александр Салак (00:00-64:59) | Судьи: Владимир Букин Сергей Гусев Анатолий Захаров Линейные судьи: Александр Отмахов Яков Палей |
|                                                                           | Голы:                          |                                        |                               | Судьи: Владимир Букин Сергей Гусев Анатолий Захаров Линейные судьи: Александр Отмахов Яков Палей |
| А.Глинкин (Д.Куинт, С.Чистов) — 15:08 И.Давыдов (А.Глинкин) — (4x3) 64:59 | 1:0 1:1 2:1                    | 49:23 (5x3) — Д.Улльстрём (И.Ожиганов) |                               | Судьи: Владимир Букин Сергей Гусев Анатолий Захаров Линейные судьи: Александр Отмахов Яков Палей |
|                                                                           |                                |                                        |                               | Судьи: Владимир Букин Сергей Гусев Анатолий Захаров Линейные судьи: Александр Отмахов Яков Палей |
|                                                                           |                                |                                        |                               | Судьи: Владимир Букин Сергей Гусев Анатолий Захаров Линейные судьи: Александр Отмахов Яков Палей |
|                                                                           |                                |                                        |                               | Судьи: Владимир Букин Сергей Гусев Анатолий Захаров Линейные судьи: Александр Отмахов Яков Палей |
| 8 мин                                                                     | Штраф                          | 6 мин                                  |                               | Судьи: Владимир Букин Сергей Гусев Анатолий Захаров Линейные судьи: Александр Отмахов Яков Палей |
|                                                                           |                                |                                        |                               |                                                                                                  |
|                                                                           | 53                             | Броски                                 | 51                            |                                                                                                  |

| 6 марта 2015 16:30 | Сибирь | 3:1 (1:0, 2:1, 0:0) | Трактор | ЛДС «Сибирь», Новосибирск Зрителей: 7400 |

| Отчёт | Отчёт                         | Отчёт                               | Отчёт                          | Отчёт                                                                                                 |
| --- | ----------------------------- | ----------------------------------- | ------------------------------ | --- |
| |                               |                                     |                                | |
| | Александр Салак (00:00-60:00) | Вратари                             | Василий Демченко (00:00-60:00) | Судьи: Виктор Гашилов Антонин Йержабек Яков Деев Линейные судьи: Константин Горденко Александр Сысуев |
| | Голы:                         |                                     |                                | Судьи: Виктор Гашилов Антонин Йержабек Яков Деев Линейные судьи: Константин Горденко Александр Сысуев |
| Д.Улльстрём (Й.Энлунд) — 10:21 С.Санников (В.Бутузов, В.Меньшиков) — 24:54 Я.Коскиранта (Д.Кугрышев, К.Алексеев) — 36:46 | 1:0 2:0 2:1 3:1               | 31:20 — С.Кокуёв (Ф.Паре, В.Атюшов) |                                | Судьи: Виктор Гашилов Антонин Йержабек Яков Деев Линейные судьи: Константин Горденко Александр Сысуев |
| |                               |                                     |                                | Судьи: Виктор Гашилов Антонин Йержабек Яков Деев Линейные судьи: Константин Горденко Александр Сысуев |
| |                               |                                     |                                | Судьи: Виктор Гашилов Антонин Йержабек Яков Деев Линейные судьи: Константин Горденко Александр Сысуев |
| |                               |                                     |                                | Судьи: Виктор Гашилов Антонин Йержабек Яков Деев Линейные судьи: Константин Горденко Александр Сысуев |
| 2 мин | Штраф                         | 4 мин                               |                                | Судьи: Виктор Гашилов Антонин Йержабек Яков Деев Линейные судьи: Константин Горденко Александр Сысуев |
| |                               |                                     |                                | |
| | 53                            | Броски                              | 37                             | |

| 8 марта 2015 14:30 | Трактор | 1:2 (0:1, 1:0, 0:1) | Сибирь | Ледовая арена «Трактор», Челябинск |

| Отчёт                                   | Отчёт                       | Отчёт                                                     | Отчёт                         | Отчёт |
| --------------------------------------- | --------------------------- | --------------------------------------------------------- | ----------------------------- | --- |
|                                         |                             |                                                           |                               | |
|                                         | Майкл Гарнетт (00:00-60:00) | Вратари                                                   | Александр Салак (00:00-60:00) | Судьи: Анатолий Захаров Владислав Киселёв Константин Оленин Линейные судьи: Дмитрий Парфёнов Виктор Томилов |
|                                         | Голы:                       |                                                           |                               | Судьи: Анатолий Захаров Владислав Киселёв Константин Оленин Линейные судьи: Дмитрий Парфёнов Виктор Томилов |
| А.Глинкин (А.Попов, Д.Пестунов) — 39:05 | 0:1 :1 1:2                  | 11:03 (5x4) — Д.Улльстрём (Й.Энлунд) 52:51 — Я.Коскиранта |                               | Судьи: Анатолий Захаров Владислав Киселёв Константин Оленин Линейные судьи: Дмитрий Парфёнов Виктор Томилов |
|                                         |                             |                                                           |                               | Судьи: Анатолий Захаров Владислав Киселёв Константин Оленин Линейные судьи: Дмитрий Парфёнов Виктор Томилов |
|                                         |                             |                                                           |                               | Судьи: Анатолий Захаров Владислав Киселёв Константин Оленин Линейные судьи: Дмитрий Парфёнов Виктор Томилов |
|                                         |                             |                                                           |                               | Судьи: Анатолий Захаров Владислав Киселёв Константин Оленин Линейные судьи: Дмитрий Парфёнов Виктор Томилов |
| 8 мин                                   | Штраф                       | 14 мин                                                    |                               | Судьи: Анатолий Захаров Владислав Киселёв Константин Оленин Линейные судьи: Дмитрий Парфёнов Виктор Томилов |
|                                         |                             |                                                           |                               | |
|                                         | 67                          | Броски                                                    | 31                            | |

#### (3) Металлург Мг — (6) Салават Юлаев
«Металлург» (Магнитогорск) занял 3-е место в Восточной конференции, набрав 117 очков. «Салават Юлаев» занял в Восточной конференции 6-е место с 86 очками. Команды ранее 3 раза встречались в плей-офф КХЛ. Последний раз это произошло в 2014 году в 1/2 финала, в котором «Металлург» одержал победу со счётом 4:1 в серии. В регулярном сезоне «Салават Юлаев» выиграл оба матча, которые команды провели между собой.
| 28 февраля 2015 14:30 | Металлург Мг | 2:0 (0:0, 2:0, 0:0) | Салават Юлаев | «Арена Металлург», Магнитогорск Зрителей: 6228 |

| Отчёт                                                                             | Отчёт                          | Отчёт   | Отчёт                            | Отчёт |
| --------------------------------------------------------------------------------- | ------------------------------ | ------- | -------------------------------- | --- |
|                                                                                   |                                |         |                                  | |
|                                                                                   | Василий Кошечкин (00:00-60:00) | Вратари | Владимир Сохатский (00:00-60:00) | Судьи: Сергей Гусев Яков Деев Анатолий Захаров Линейные судьи: Александр Захаренков Александр Садовников |
|                                                                                   | Голы:                          |         |                                  | Судьи: Сергей Гусев Яков Деев Анатолий Захаров Линейные судьи: Александр Захаренков Александр Садовников |
| С.Мозякин (Д.Зарипов, Я.Коварж) — 33:08 Т.Стэплтон (Т.Брент, С.Терещенко) — 36:16 | 1:0 2:0                        |         |                                  | Судьи: Сергей Гусев Яков Деев Анатолий Захаров Линейные судьи: Александр Захаренков Александр Садовников |
|                                                                                   |                                |         |                                  | Судьи: Сергей Гусев Яков Деев Анатолий Захаров Линейные судьи: Александр Захаренков Александр Садовников |
|                                                                                   |                                |         |                                  | Судьи: Сергей Гусев Яков Деев Анатолий Захаров Линейные судьи: Александр Захаренков Александр Садовников |
|                                                                                   |                                |         |                                  | Судьи: Сергей Гусев Яков Деев Анатолий Захаров Линейные судьи: Александр Захаренков Александр Садовников |
| 10 мин                                                                            | Штраф                          | 29 мин  |                                  | Судьи: Сергей Гусев Яков Деев Анатолий Захаров Линейные судьи: Александр Захаренков Александр Садовников |
|                                                                                   |                                |         |                                  | |
|                                                                                   | 37                             | Броски  | 24                               | |

| 1 марта 2015 14:30 | Металлург Мг | 1:2 (0:1, 0:0, 1:1) | Салават Юлаев | «Арена Металлург», Магнитогорск Зрителей: 6329 |

| Отчёт                         | Отчёт                          | Отчёт                                                                             | Отчёт                            | Отчёт |
| ----------------------------- | ------------------------------ | --------------------------------------------------------------------------------- | -------------------------------- | --- |
|                               |                                |                                                                                   |                                  | |
|                               | Василий Кошечкин (00:00-60:00) | Вратари                                                                           | Владимир Сохатский (00:00-60:00) | Судьи: Сергей Гусев Яков Деев Анатолий Захаров Линейные судьи: Александр Захаренков Александр Садовников |
|                               | Голы:                          |                                                                                   |                                  | Судьи: Сергей Гусев Яков Деев Анатолий Захаров Линейные судьи: Александр Захаренков Александр Садовников |
| Д.Зарипов (А.Антипин) — 50:06 | 0:1 :1 1:2                     | 06:07 — Т.Хартикайнен (А.Слепышев) 54:29 — А.Пильстрём (Д.Макаров, Т.Хартикайнен) |                                  | Судьи: Сергей Гусев Яков Деев Анатолий Захаров Линейные судьи: Александр Захаренков Александр Садовников |
|                               |                                |                                                                                   |                                  | Судьи: Сергей Гусев Яков Деев Анатолий Захаров Линейные судьи: Александр Захаренков Александр Садовников |
|                               |                                |                                                                                   |                                  | Судьи: Сергей Гусев Яков Деев Анатолий Захаров Линейные судьи: Александр Захаренков Александр Садовников |
|                               |                                |                                                                                   |                                  | Судьи: Сергей Гусев Яков Деев Анатолий Захаров Линейные судьи: Александр Захаренков Александр Садовников |
| 6 мин                         | Штраф                          | 10 мин                                                                            |                                  | Судьи: Сергей Гусев Яков Деев Анатолий Захаров Линейные судьи: Александр Захаренков Александр Садовников |
|                               |                                |                                                                                   |                                  | |
|                               | 73                             | Броски                                                                            | 46                               | |

| 3 марта 2015 16:30 | Салават Юлаев | 1:2 (1:0, 0:2, 0:0) | Металлург Мг | «Уфа-Арена», Уфа Зрителей: 7800 |

| Отчёт                                    | Отчёт                            | Отчёт                                                               | Отчёт                          | Отчёт                                                                                     |
| ---------------------------------------- | -------------------------------- | ------------------------------------------------------------------- | ------------------------------ | ----------------------------------------------------------------------------------------- |
|                                          |                                  |                                                                     |                                |                                                                                           |
|                                          | Владимир Сохатский (00:00-60:00) | Вратари                                                             | Василий Кошечкин (00:00-60:00) | Судьи: Алексей Раводин Юри Рённ Юрий Цыплаков Линейные судьи: Сергей Морозов Иван Сазонов |
|                                          | Голы:                            |                                                                     |                                | Судьи: Алексей Раводин Юри Рённ Юрий Цыплаков Линейные судьи: Сергей Морозов Иван Сазонов |
| А.Степанов (А.Глухов, А.Зубарев) — 17:26 | 1:0 1:1 1:2                      | 29:31 (4x5) — О.Осала 36:14 (5x4) — В.Антипин (С.Мозякин, Я.Коварж) |                                | Судьи: Алексей Раводин Юри Рённ Юрий Цыплаков Линейные судьи: Сергей Морозов Иван Сазонов |
|                                          |                                  |                                                                     |                                | Судьи: Алексей Раводин Юри Рённ Юрий Цыплаков Линейные судьи: Сергей Морозов Иван Сазонов |
|                                          |                                  |                                                                     |                                | Судьи: Алексей Раводин Юри Рённ Юрий Цыплаков Линейные судьи: Сергей Морозов Иван Сазонов |
|                                          |                                  |                                                                     |                                | Судьи: Алексей Раводин Юри Рённ Юрий Цыплаков Линейные судьи: Сергей Морозов Иван Сазонов |
| 6 мин                                    | Штраф                            | 14 мин                                                              |                                | Судьи: Алексей Раводин Юри Рённ Юрий Цыплаков Линейные судьи: Сергей Морозов Иван Сазонов |
|                                          |                                  |                                                                     |                                |                                                                                           |
|                                          | 62                               | Броски                                                              | 49                             |                                                                                           |

| 4 марта 2015 16:30 | Салават Юлаев | 4:6 (3:2, 0:3, 1:1) | Металлург Мг | «Уфа-Арена», Уфа Зрителей: 7550 |

| Отчёт | Отчёт                                   | Отчёт | Отчёт                          | Отчёт                                                                                     |
| --- | --------------------------------------- | --- | ------------------------------ | ----------------------------------------------------------------------------------------- |
| |                                         | |                                |                                                                                           |
| | Владимир Сохатский (00:00-60:00)        | Вратари | Василий Кошечкин (00:00-60:00) | Судьи: Алексей Раводин Юри Рённ Юрий Цыплаков Линейные судьи: Сергей Морозов Иван Сазонов |
| | Голы:                                   | |                                | Судьи: Алексей Раводин Юри Рённ Юрий Цыплаков Линейные судьи: Сергей Морозов Иван Сазонов |
| Т.Хартикайнен (И.Хейккинен) — 04:35 Д.Хлыстов (А.Слепышев, Д.Макаров) — 07:19 И.Вишневский (А.Кайгородов) — (5x4) 16:04 И.Вишневский (Д.Макаров, Т.Хартикайнен) — 55:56 | 1:0 2:0 2:1 3:1 3:2 3:3 3:4 3:5 4:5 4:6 | 12:30 — С.Мозякин (Я.Коварж, К.Ли) 18:11 (5x4) — С.Мозякин (Я.Коварж, Д.Зарипов) 26:26 — В.Каменев (Б.Потехин) 31:03 — Д.Зарипов (В.Антипин, С.Мозякин) 35:37 — Т.Стэплтон (Р.Батыршин) 57:31 — С.Мозякин |                                | Судьи: Алексей Раводин Юри Рённ Юрий Цыплаков Линейные судьи: Сергей Морозов Иван Сазонов |
| |                                         | |                                | Судьи: Алексей Раводин Юри Рённ Юрий Цыплаков Линейные судьи: Сергей Морозов Иван Сазонов |
| |                                         | |                                | Судьи: Алексей Раводин Юри Рённ Юрий Цыплаков Линейные судьи: Сергей Морозов Иван Сазонов |
| |                                         | |                                | Судьи: Алексей Раводин Юри Рённ Юрий Цыплаков Линейные судьи: Сергей Морозов Иван Сазонов |
| 24 мин | Штраф                                   | 20 мин |                                | Судьи: Алексей Раводин Юри Рённ Юрий Цыплаков Линейные судьи: Сергей Морозов Иван Сазонов |
| |                                         | |                                |                                                                                           |
| | 52                                      | Броски | 57                             |                                                                                           |

| 6 марта 2015 16:30 | Металлург Мг | 3:1 (2:1, 0:0, 1:0) | Салават Юлаев | «Арена Металлург», Магнитогорск Зрителей: 7508 |

| Отчёт | Отчёт                          | Отчёт                                     | Отчёт                            | Отчёт                                                                                  |
| --- | ------------------------------ | ----------------------------------------- | -------------------------------- | -------------------------------------------------------------------------------------- |
| |                                |                                           |                                  |                                                                                        |
| | Василий Кошечкин (00:00-60:00) | Вратари                                   | Владимир Сохатский (00:00-60:00) | Судьи: Александр Сергеев Юрий Оскирко Юри Рённ Линейные судьи: Пётр Алёшин Юрий Иванов |
| | Голы:                          |                                           |                                  | Судьи: Александр Сергеев Юрий Оскирко Юри Рённ Линейные судьи: Пётр Алёшин Юрий Иванов |
| В.Антипин (Д.Зарипов) — 05:56 С.Мозякин (Я.Коварж) — 18:50 Т.Стэплтон (О.Осала, М.Юньков) — (п.в.) 59:09 | 0:1 :1 2:1 3:1                 | 05:15 (5x4) — И.Вишневский (А.Кайгородов) |                                  | Судьи: Александр Сергеев Юрий Оскирко Юри Рённ Линейные судьи: Пётр Алёшин Юрий Иванов |
| |                                |                                           |                                  | Судьи: Александр Сергеев Юрий Оскирко Юри Рённ Линейные судьи: Пётр Алёшин Юрий Иванов |
| |                                |                                           |                                  | Судьи: Александр Сергеев Юрий Оскирко Юри Рённ Линейные судьи: Пётр Алёшин Юрий Иванов |
| |                                |                                           |                                  | Судьи: Александр Сергеев Юрий Оскирко Юри Рённ Линейные судьи: Пётр Алёшин Юрий Иванов |
| 8 мин | Штраф                          | 8 мин                                     |                                  | Судьи: Александр Сергеев Юрий Оскирко Юри Рённ Линейные судьи: Пётр Алёшин Юрий Иванов |
| |                                |                                           |                                  |                                                                                        |
| | 47                             | Броски                                    | 47                               |                                                                                        |

#### (4) Авангард — (5) Барыс
«Авангард» занял 4-е место в Восточной конференции, набрав 108 очков. «Барыс» занял в Восточной конференции 5-е место с 93 очками. Команды ранее не встречались в плей-офф КХЛ. В регулярном сезоне «Авангард» выиграл все 5 матчей, которые команды провели между собой.
| 28 февраля 2015 14:30 | Авангард | 5:2 (1:1, 1:0, 3:1) | Барыс | «Арена Омск», Омск Зрителей: 9760 |

| Отчёт | Отчёт                            | Отчёт                                                                 | Отчёт                 | Отчёт                                                                                               |
| --- | -------------------------------- | --------------------------------------------------------------------- | --------------------- | --------------------------------------------------------------------------------------------------- |
| |                                  |                                                                       |                       | |
| | Константин Барулин (00:00-60:00) | Вратари                                                               | Ян Лацо (00:00-60:00) | Судьи: Алексей Васильев Алексей Раводин Андрей Рогачёв Линейные судьи: Дмитрий Сивов Сергей Шелянин |
| | Голы:                            |                                                                       |                       | Судьи: Алексей Васильев Алексей Раводин Андрей Рогачёв Линейные судьи: Дмитрий Сивов Сергей Шелянин |
| Д.Куляш (С.Широков, А.Попов) — 15:10 Ф.Шютц (В.Соботка) — (5x3) 22:38 В.Соботка (Д.Паршин) — (4x5) 46:52 В.Хомицкий — 59:16 А.Пережогин (Ч.Коларик) — 59:49 | 0:1 :1 2:1 3:1 4:1 4:2 5:2       | 5:17 — К.Пушкарёв (Д.Уппер, Т.Жайлауов) 59:33 — К.Пушкарёв (А.Лакиза) |                       | Судьи: Алексей Васильев Алексей Раводин Андрей Рогачёв Линейные судьи: Дмитрий Сивов Сергей Шелянин |
| |                                  |                                                                       |                       | Судьи: Алексей Васильев Алексей Раводин Андрей Рогачёв Линейные судьи: Дмитрий Сивов Сергей Шелянин |
| |                                  |                                                                       |                       | Судьи: Алексей Васильев Алексей Раводин Андрей Рогачёв Линейные судьи: Дмитрий Сивов Сергей Шелянин |
| |                                  |                                                                       |                       | Судьи: Алексей Васильев Алексей Раводин Андрей Рогачёв Линейные судьи: Дмитрий Сивов Сергей Шелянин |
| 6 мин | Штраф                            | 18 мин                                                                |                       | Судьи: Алексей Васильев Алексей Раводин Андрей Рогачёв Линейные судьи: Дмитрий Сивов Сергей Шелянин |
| |                                  |                                                                       |                       | |
| | 58                               | Броски                                                                | 47                    | |

| 1 марта 2015 14:30 | Авангард | 0:2 (0:2, 0:0, 0:0) | Барыс | «Арена Омск», Омск Зрителей: 8240 |

| Отчёт  | Отчёт                                                       | Отчёт                                                                        | Отчёт                 | Отчёт                                                                                               |
| ------ | ----------------------------------------------------------- | ---------------------------------------------------------------------------- | --------------------- | --------------------------------------------------------------------------------------------------- |
|        |                                                             |                                                                              |                       | |
|        | Константин Барулин (00:00-14:14) Денис Костин (14:14-60:00) | Вратари                                                                      | Ян Лацо (00:00-60:00) | Судьи: Алексей Васильев Алексей Раводин Андрей Рогачёв Линейные судьи: Дмитрий Сивов Сергей Шелянин |
|        | Голы:                                                       |                                                                              |                       | Судьи: Алексей Васильев Алексей Раводин Андрей Рогачёв Линейные судьи: Дмитрий Сивов Сергей Шелянин |
|        | 0:1 0:2                                                     | 05:39 (5x4) — Д.Уппер (Р.Савченко, К.Руденко) 14:14 — Ф.Полищук (Т.Жайлауов) |                       | Судьи: Алексей Васильев Алексей Раводин Андрей Рогачёв Линейные судьи: Дмитрий Сивов Сергей Шелянин |
|        |                                                             |                                                                              |                       | Судьи: Алексей Васильев Алексей Раводин Андрей Рогачёв Линейные судьи: Дмитрий Сивов Сергей Шелянин |
|        |                                                             |                                                                              |                       | Судьи: Алексей Васильев Алексей Раводин Андрей Рогачёв Линейные судьи: Дмитрий Сивов Сергей Шелянин |
|        |                                                             |                                                                              |                       | Судьи: Алексей Васильев Алексей Раводин Андрей Рогачёв Линейные судьи: Дмитрий Сивов Сергей Шелянин |
| 32 мин | Штраф                                                       | 13 мин                                                                       |                       | Судьи: Алексей Васильев Алексей Раводин Андрей Рогачёв Линейные судьи: Дмитрий Сивов Сергей Шелянин |
|        |                                                             |                                                                              |                       | |
|        | 73                                                          | Броски                                                                       | 29                    | |

| 3 марта 2015 16:30 | Барыс | 3:0 (1:0, 1:0, 1:0) | Авангард | ДС «Казахстан», Астана Зрителей: 4070 |

| Отчёт                                                                                                  | Отчёт                 | Отчёт   | Отчёт                            | Отчёт                                                                                                   |
| --- | --------------------- | ------- | -------------------------------- | --- |
| |                       |         |                                  | |
| | Ян Лацо (00:00-60:00) | Вратари | Константин Барулин (00:00-60:00) | Судьи: Михаил Бутурлин Виктор Гашилов Александр Сергеев Линейные судьи: Дмитрий Парфёнов Виктор Томилов |
| | Голы:                 |         |                                  | Судьи: Михаил Бутурлин Виктор Гашилов Александр Сергеев Линейные судьи: Дмитрий Парфёнов Виктор Томилов |
| К.Руденко (М.Лундин, К.Даллмэн) — 06:16 Н.Доус (К.Даллмэн) — 28:51 Д.Бойд (Н.Доуз, К.Пушкарёв) — 55:49 | 1:0 2:0 3:0           |         |                                  | Судьи: Михаил Бутурлин Виктор Гашилов Александр Сергеев Линейные судьи: Дмитрий Парфёнов Виктор Томилов |
| |                       |         |                                  | Судьи: Михаил Бутурлин Виктор Гашилов Александр Сергеев Линейные судьи: Дмитрий Парфёнов Виктор Томилов |
| |                       |         |                                  | Судьи: Михаил Бутурлин Виктор Гашилов Александр Сергеев Линейные судьи: Дмитрий Парфёнов Виктор Томилов |
| |                       |         |                                  | Судьи: Михаил Бутурлин Виктор Гашилов Александр Сергеев Линейные судьи: Дмитрий Парфёнов Виктор Томилов |
| 10 мин                                                                                                 | Штраф                 | 4 мин   |                                  | Судьи: Михаил Бутурлин Виктор Гашилов Александр Сергеев Линейные судьи: Дмитрий Парфёнов Виктор Томилов |
| |                       |         |                                  | |
| | 38                    | Броски  | 63                               | |

| 4 марта 2015 16:30 | Барыс | 3:4 (0:2, 1:0, 2:2) | Авангард | ДС «Казахстан», Астана Зрителей: 4070 |

| Отчёт                                                                                    | Отчёт                       | Отчёт | Отчёт                      | Отчёт                                                                                                   |
| ---------------------------------------------------------------------------------------- | --------------------------- | --- | -------------------------- | --- |
|                                                                                          |                             | |                            | |
|                                                                                          | Ян Лацо (00:00-60:00)       | Вратари | Денис Костин (00:00-60:00) | Судьи: Михаил Бутурлин Виктор Гашилов Александр Сергеев Линейные судьи: Дмитрий Парфёнов Виктор Томилов |
|                                                                                          | Голы:                       | |                            | Судьи: Михаил Бутурлин Виктор Гашилов Александр Сергеев Линейные судьи: Дмитрий Парфёнов Виктор Томилов |
| Д.Бойд (Н.Доус, К.Пушкарёв) — 27:16 Р.Старченко (К.Руденко) — 41:18 Н.Доуз — (6x5) 59:05 | 0:1 0:2 1:2 2:2 2:3 2:4 3:4 | 03:23 — Д.Куляш (А.Пережогин) 07:51 — Ч.Коларик (А.Попов, Н.Глухов) 48:23 — И.Фищенко (К.Семёнов) 51:16 — А.Курьянов (А.Попов) |                            | Судьи: Михаил Бутурлин Виктор Гашилов Александр Сергеев Линейные судьи: Дмитрий Парфёнов Виктор Томилов |
|                                                                                          |                             | |                            | Судьи: Михаил Бутурлин Виктор Гашилов Александр Сергеев Линейные судьи: Дмитрий Парфёнов Виктор Томилов |
|                                                                                          |                             | |                            | Судьи: Михаил Бутурлин Виктор Гашилов Александр Сергеев Линейные судьи: Дмитрий Парфёнов Виктор Томилов |
|                                                                                          |                             | |                            | Судьи: Михаил Бутурлин Виктор Гашилов Александр Сергеев Линейные судьи: Дмитрий Парфёнов Виктор Томилов |
| 8 мин                                                                                    | Штраф                       | 6 мин |                            | Судьи: Михаил Бутурлин Виктор Гашилов Александр Сергеев Линейные судьи: Дмитрий Парфёнов Виктор Томилов |
|                                                                                          |                             | |                            | |
|                                                                                          | 56                          | Броски | 46                         | |

| 6 марта 2015 16:30 | Авангард | 2:0 (1:0, 1:0, 0:0) | Барыс | «Арена Омск», Омск Зрителей: 8270 |

| Отчёт                                                                      | Отчёт                      | Отчёт   | Отчёт                 | Отчёт                                                                                            |
| -------------------------------------------------------------------------- | -------------------------- | ------- | --------------------- | ------------------------------------------------------------------------------------------------ |
|                                                                            |                            |         |                       |                                                                                                  |
|                                                                            | Денис Костин (00:00-60:00) | Вратари | Ян Лацо (00:00-60:00) | Судьи: Владимир Букин Сергей Гусев Анатолий Захаров Линейные судьи: Александр Отмахов Яков Палей |
|                                                                            | Голы:                      |         |                       | Судьи: Владимир Букин Сергей Гусев Анатолий Захаров Линейные судьи: Александр Отмахов Яков Палей |
| Ч.Коларик (А.Попов) — 00:34 А.Пережогин (А.Попов, Ч.Коларик) — (5x4) 30:32 | 1:0 2:0                    |         |                       | Судьи: Владимир Букин Сергей Гусев Анатолий Захаров Линейные судьи: Александр Отмахов Яков Палей |
|                                                                            |                            |         |                       | Судьи: Владимир Букин Сергей Гусев Анатолий Захаров Линейные судьи: Александр Отмахов Яков Палей |
|                                                                            |                            |         |                       | Судьи: Владимир Букин Сергей Гусев Анатолий Захаров Линейные судьи: Александр Отмахов Яков Палей |
|                                                                            |                            |         |                       | Судьи: Владимир Букин Сергей Гусев Анатолий Захаров Линейные судьи: Александр Отмахов Яков Палей |
| 33 мин                                                                     | Штраф                      | 10 мин  |                       | Судьи: Владимир Букин Сергей Гусев Анатолий Захаров Линейные судьи: Александр Отмахов Яков Палей |
|                                                                            |                            |         |                       |                                                                                                  |
|                                                                            | 60                         | Броски  | 51                    |                                                                                                  |

| 8 марта 2015 16:30 | Барыс | 4:1 (0:0, 2:0, 2:1) | Авангард | ДС «Казахстан», Астана Зрителей: 4070 |

| Отчёт | Отчёт                 | Отчёт                                   | Отчёт                      | Отчёт                                                                                              |
| --- | --------------------- | --------------------------------------- | -------------------------- | -------------------------------------------------------------------------------------------------- |
| |                       |                                         |                            | |
| | Ян Лацо (00:00-60:00) | Вратари                                 | Денис Костин (00:00-60:00) | Судьи: Роман Гофман Алексей Раводин Александр Соин Линейные судьи: Алексей Медведев Сергей Морозов |
| | Голы:                 |                                         |                            | Судьи: Роман Гофман Алексей Раводин Александр Соин Линейные судьи: Алексей Медведев Сергей Морозов |
| Р.Савченко (А.Литвиненко, К.Руденко) — 24:38 Р.Старченко (Н.Антропов) — 26:49 Н.Доус (Д.Бойд) — 55:30 К.Пушкарёв (Н.Доус) — (п.в.) 59:34 | 1:0 2:0 2:1 3:1 4:1   | 44:59 — К.Семёнов (М.Гончаров, К.Лямин) |                            | Судьи: Роман Гофман Алексей Раводин Александр Соин Линейные судьи: Алексей Медведев Сергей Морозов |
| |                       |                                         |                            | Судьи: Роман Гофман Алексей Раводин Александр Соин Линейные судьи: Алексей Медведев Сергей Морозов |
| |                       |                                         |                            | Судьи: Роман Гофман Алексей Раводин Александр Соин Линейные судьи: Алексей Медведев Сергей Морозов |
| |                       |                                         |                            | Судьи: Роман Гофман Алексей Раводин Александр Соин Линейные судьи: Алексей Медведев Сергей Морозов |
| 2 мин | Штраф                 | 26 мин                                  |                            | Судьи: Роман Гофман Алексей Раводин Александр Соин Линейные судьи: Алексей Медведев Сергей Морозов |
| |                       |                                         |                            | |
| | 25                    | Броски                                  | 46                         | |

| 10 марта 2015 16:30 | Авангард | 3:1 (1:1, 1:0, 1:0) | Барыс | «Арена Омск», Омск Зрителей: 9840 |

| Отчёт | Отчёт                            | Отчёт                   | Отчёт                 | Отчёт                                                                                                |
| --- | -------------------------------- | ----------------------- | --------------------- | --- |
| |                                  |                         |                       | |
| | Константин Барулин (00:00-60:00) | Вратари                 | Ян Лацо (00:00-60:00) | Судьи: Алексей Анисимов Сергей Беляев Константин Оленин Линейные судьи: Дмитрий Сивов Сергей Шелянин |
| | Голы:                            |                         |                       | Судьи: Алексей Анисимов Сергей Беляев Константин Оленин Линейные судьи: Дмитрий Сивов Сергей Шелянин |
| Ч.Коларик (А.Пережогин, А.Попов) — 09:43 А.Пережогин (К.Лямин, Ч.Коларик) — 35:18 Ч.Коларик (А.Попов, Э.Густафссон) — (п.в.) 57:22 | 0:1 :1 2:1 3:1                   | 04:47 — Н.Доус (Д.Бойд) |                       | Судьи: Алексей Анисимов Сергей Беляев Константин Оленин Линейные судьи: Дмитрий Сивов Сергей Шелянин |
| |                                  |                         |                       | Судьи: Алексей Анисимов Сергей Беляев Константин Оленин Линейные судьи: Дмитрий Сивов Сергей Шелянин |
| |                                  |                         |                       | Судьи: Алексей Анисимов Сергей Беляев Константин Оленин Линейные судьи: Дмитрий Сивов Сергей Шелянин |
| |                                  |                         |                       | Судьи: Алексей Анисимов Сергей Беляев Константин Оленин Линейные судьи: Дмитрий Сивов Сергей Шелянин |
| 10 мин | Штраф                            | 12 мин                  |                       | Судьи: Алексей Анисимов Сергей Беляев Константин Оленин Линейные судьи: Дмитрий Сивов Сергей Шелянин |
| |                                  |                         |                       | |
| | 59                               | Броски                  | 46                    | |

### Западная конференция

#### (1) ЦСКА — (8) Сочи
ЦСКА завоевал Кубок Континента, заняв 1-е место в регулярном сезоне со 139 очками. «Сочи» занял 8-е место в Западной конференции, набрав 88 очков. Команды ранее не встречались в плей-офф КХЛ. Во всех 4-х матчах в регулярном сезоне победу одержал ЦСКА.
| 27 февраля 2015 19:30 | ЦСКА | 3:0 (1:0, 0:0, 2:0) | Сочи | ЛСК ЦСКА им. В. Боброва, Москва Зрителей: 3244 |

| Отчёт                                                                                             | Отчёт                      | Отчёт   | Отчёт                       | Отчёт                                                                                                  |
| ------------------------------------------------------------------------------------------------- | -------------------------- | ------- | --------------------------- | --- |
|                                                                                                   |                            |         |                             | |
|                                                                                                   | Кевин Лаланд (00:00-60:00) | Вратари | Дмитрий Шикин (00:00-60:00) | Судьи: Алексей Белов Сергей Беляев Денис Бондарь Линейные судьи: Эдуард Метальников Александр Сироткин |
|                                                                                                   | Голы:                      |         |                             | Судьи: Алексей Белов Сергей Беляев Денис Бондарь Линейные судьи: Эдуард Метальников Александр Сироткин |
| С. Яльмарссон (С.Да Коста) — 00:47 Е.Артюхин (Д.Жафяров) — 56:38 Я.Муршак (С. Яльмарссон) — 59:51 | 1:0 2:0 3:0                |         |                             | Судьи: Алексей Белов Сергей Беляев Денис Бондарь Линейные судьи: Эдуард Метальников Александр Сироткин |
|                                                                                                   |                            |         |                             | Судьи: Алексей Белов Сергей Беляев Денис Бондарь Линейные судьи: Эдуард Метальников Александр Сироткин |
|                                                                                                   |                            |         |                             | Судьи: Алексей Белов Сергей Беляев Денис Бондарь Линейные судьи: Эдуард Метальников Александр Сироткин |
|                                                                                                   |                            |         |                             | Судьи: Алексей Белов Сергей Беляев Денис Бондарь Линейные судьи: Эдуард Метальников Александр Сироткин |
| 10 мин                                                                                            | Штраф                      | 10 мин  |                             | Судьи: Алексей Белов Сергей Беляев Денис Бондарь Линейные судьи: Эдуард Метальников Александр Сироткин |
|                                                                                                   |                            |         |                             | |
|                                                                                                   | 86                         | Броски  | 43                          | |

| 28 февраля 2015 17:00 | ЦСКА | 3:1 (1:0, 1:0, 1:1) | Сочи | ЛСК ЦСКА им. В. Боброва, Москва Зрителей: 4213 |

| Отчёт | Отчёт                      | Отчёт                           | Отчёт                       | Отчёт |
| --- | -------------------------- | ------------------------------- | --------------------------- | --- |
| |                            |                                 |                             | |
| | Кевин Лаланд (00:00-60:00) | Вратари                         | Дмитрий Шикин (00:00-60:00) | Судьи: Алексей Белов Денис Бондарь Антонин Йержабек Линейные судьи: Эдуард Метальников Александр Сироткин |
| | Голы:                      |                                 |                             | Судьи: Алексей Белов Денис Бондарь Антонин Йержабек Линейные судьи: Эдуард Метальников Александр Сироткин |
| И.Макаров (С. Яльмарссон) — 00:49 С.Да Коста (Кевин Лаланд, А.Радулов) — 37:51 И.Волков (А.Стась) — 50:30 | 1:0 2:0 2:1 3:1            | 41:00 — М.Анисин (П.Счастливый) |                             | Судьи: Алексей Белов Денис Бондарь Антонин Йержабек Линейные судьи: Эдуард Метальников Александр Сироткин |
| |                            |                                 |                             | Судьи: Алексей Белов Денис Бондарь Антонин Йержабек Линейные судьи: Эдуард Метальников Александр Сироткин |
| |                            |                                 |                             | Судьи: Алексей Белов Денис Бондарь Антонин Йержабек Линейные судьи: Эдуард Метальников Александр Сироткин |
| |                            |                                 |                             | Судьи: Алексей Белов Денис Бондарь Антонин Йержабек Линейные судьи: Эдуард Метальников Александр Сироткин |
| 6 мин | Штраф                      | 8 мин                           |                             | Судьи: Алексей Белов Денис Бондарь Антонин Йержабек Линейные судьи: Эдуард Метальников Александр Сироткин |
| |                            |                                 |                             | |
| | 42                         | Броски                          | 19                          | |

| 2 марта 2015 19:30 | Сочи | 1:2 (1:0, 0:1, 0:1) | ЦСКА | Ледовый дворец «Большой», Сочи Зрителей: 7728 |

| Отчёт                           | Отчёт                         | Отчёт                                                                 | Отчёт                      | Отчёт                                                                                        |
| ------------------------------- | ----------------------------- | --------------------------------------------------------------------- | -------------------------- | -------------------------------------------------------------------------------------------- |
|                                 |                               |                                                                       |                            |                                                                                              |
|                                 | Андрей Гаврилов (00:00-60:00) | Вратари                                                               | Кевин Лаланд (00:00-60:00) | Судьи: Вячеслав Буланов Роман Гофман Денис Наумов Линейные судьи: Глеб Лазарев Роман Шиханов |
|                                 | Голы:                         |                                                                       |                            | Судьи: Вячеслав Буланов Роман Гофман Денис Наумов Линейные судьи: Глеб Лазарев Роман Шиханов |
| М.Анисин (П.Счастливый) — 04:58 | 1:0 1:1 1:2                   | 39:51 — А.Радулов (В.Жарков) 57:26 — Е.Коротков (И.Макаров, И.Волков) |                            | Судьи: Вячеслав Буланов Роман Гофман Денис Наумов Линейные судьи: Глеб Лазарев Роман Шиханов |
|                                 |                               |                                                                       |                            | Судьи: Вячеслав Буланов Роман Гофман Денис Наумов Линейные судьи: Глеб Лазарев Роман Шиханов |
|                                 |                               |                                                                       |                            | Судьи: Вячеслав Буланов Роман Гофман Денис Наумов Линейные судьи: Глеб Лазарев Роман Шиханов |
|                                 |                               |                                                                       |                            | Судьи: Вячеслав Буланов Роман Гофман Денис Наумов Линейные судьи: Глеб Лазарев Роман Шиханов |
| 4 мин                           | Штраф                         | 18 мин                                                                |                            | Судьи: Вячеслав Буланов Роман Гофман Денис Наумов Линейные судьи: Глеб Лазарев Роман Шиханов |
|                                 |                               |                                                                       |                            |                                                                                              |
|                                 | 42                            | Броски                                                                | 66                         |                                                                                              |

| 3 марта 2015 19:30 | Сочи | 2:6 (1:3, 1:0, 0:3) | ЦСКА | Ледовый дворец «Большой», Сочи Зрителей: 7731 |

| Отчёт                                                                             | Отчёт                                                     | Отчёт | Отчёт                      | Отчёт                                                                                        |
| --------------------------------------------------------------------------------- | --------------------------------------------------------- | --- | -------------------------- | -------------------------------------------------------------------------------------------- |
|                                                                                   |                                                           | |                            |                                                                                              |
|                                                                                   | Андрей Гаврилов (00:00-17:09) Дмитрий Шикин (17:09-60:00) | Вратари | Кевин Лаланд (00:00-60:00) | Судьи: Вячеслав Буланов Роман Гофман Денис Наумов Линейные судьи: Глеб Лазарев Роман Шиханов |
|                                                                                   | Голы:                                                     | |                            | Судьи: Вячеслав Буланов Роман Гофман Денис Наумов Линейные судьи: Глеб Лазарев Роман Шиханов |
| А.Петерсон (Р.Уитни, А.Костицын) — 16:55 И.Крикунов (И.Радулов, К.Уилсон) — 32:35 | 0:1 0:2 1:2 1:3 2:3 2:4 2:5 2:6                           | 10:30 — А.Радулов (И.Григоренко) 12:11 — Д.Жафяров (Е.Коротков, В.Жарков) 17:09 — Я.Муршак (Е.Артюхин, Д.Денисов) 46:16 (5x4) — И.Григоренко (С.Да Коста) 48:24 — И.Григоренко (С.Да Коста, А.Радулов) 48:49 — Е.Артюхин (С. Яльмарссон) |                            | Судьи: Вячеслав Буланов Роман Гофман Денис Наумов Линейные судьи: Глеб Лазарев Роман Шиханов |
|                                                                                   |                                                           | |                            | Судьи: Вячеслав Буланов Роман Гофман Денис Наумов Линейные судьи: Глеб Лазарев Роман Шиханов |
|                                                                                   |                                                           | |                            | Судьи: Вячеслав Буланов Роман Гофман Денис Наумов Линейные судьи: Глеб Лазарев Роман Шиханов |
|                                                                                   |                                                           | |                            | Судьи: Вячеслав Буланов Роман Гофман Денис Наумов Линейные судьи: Глеб Лазарев Роман Шиханов |
| 10 мин                                                                            | Штраф                                                     | 8 мин |                            | Судьи: Вячеслав Буланов Роман Гофман Денис Наумов Линейные судьи: Глеб Лазарев Роман Шиханов |
|                                                                                   |                                                           | |                            |                                                                                              |
|                                                                                   | 23                                                        | Броски | 34                         |                                                                                              |

#### (2) СКА — (7) Торпедо
СКА занял 2-е место в Западной конференции и стал победителем Дивизиона Боброва со 123 очками. «Торпедо» заняло 7-е место в Западной конференции, набрав 90 очков. Команды ранее не встречались в плей-офф КХЛ. В регулярном сезоне СКА выиграл оба матча, которые команды провели между собой.
| 27 февраля 2015 19:30 | СКА | 6:3 (3:1, 3:0, 0:2) | Торпедо | Ледовый дворец, Санкт-Петербург Зрителей: 12 337 |

| Отчёт | Отчёт                               | Отчёт | Отчёт                        | Отчёт |
| --- | ----------------------------------- | --- | ---------------------------- | --- |
| |                                     | |                              | |
| | Микко Коскинен (00:00-60:00)        | Вратари | Михаил Бирюков (00:00-60:00) | Судьи: Вячеслав Буланов Михаил Бутурлин Константин Оленин Линейные судьи: Сергей Мисюрь Станислав Раминг |
| | Голы:                               | |                              | Судьи: Вячеслав Буланов Михаил Бутурлин Константин Оленин Линейные судьи: Сергей Мисюрь Станислав Раминг |
| В.Шипачёв (Е.Дадонов, А.Кутейкин) — 1:09 Т.Мортенссон (П.Торесен) — 5:18 И.Каблуков (А.Бурдасов) — 10:26 Р.Червенка (М.Чудинов) — 23:24 Д.Эрикссон (Р.Червенка, М.Чудинов) — 33:06 Е.Дадонов — 39:47 | 1:0 2:0 3:0 3:1 4:1 5:1 6:1 6:2 6:3 | 19:23 — Я.Иммонен (В.Вольски, С.Салминен) 45:46 — В.Вольски (Я.Иммонен, Александр Макаров) 50:57 — Я.Иммонен (В.Вольски) |                              | Судьи: Вячеслав Буланов Михаил Бутурлин Константин Оленин Линейные судьи: Сергей Мисюрь Станислав Раминг |
| |                                     | |                              | Судьи: Вячеслав Буланов Михаил Бутурлин Константин Оленин Линейные судьи: Сергей Мисюрь Станислав Раминг |
| |                                     | |                              | Судьи: Вячеслав Буланов Михаил Бутурлин Константин Оленин Линейные судьи: Сергей Мисюрь Станислав Раминг |
| |                                     | |                              | Судьи: Вячеслав Буланов Михаил Бутурлин Константин Оленин Линейные судьи: Сергей Мисюрь Станислав Раминг |
| 10 мин | Штраф                               | 18 мин |                              | Судьи: Вячеслав Буланов Михаил Бутурлин Константин Оленин Линейные судьи: Сергей Мисюрь Станислав Раминг |
| |                                     | |                              | |
| | 44                                  | Броски | 41                           | |

| 28 февраля 2015 17:00 | СКА | 1:2 (1:2, 0:0, 0:0) | Торпедо | Ледовый дворец, Санкт-Петербург Зрителей: 12 336 |

| Отчёт                            | Отчёт                        | Отчёт                                                                    | Отчёт                      | Отчёт |
| -------------------------------- | ---------------------------- | ------------------------------------------------------------------------ | -------------------------- | --- |
|                                  |                              |                                                                          |                            | |
|                                  | Микко Коскинен (00:00-60:00) | Вратари                                                                  | Иван Касутин (00:00-60:00) | Судьи: Вячеслав Буланов Михаил Бутурлин Константин Оленин Линейные судьи: Сергей Мисюрь Станислав Раминг |
|                                  | Голы:                        |                                                                          |                            | Судьи: Вячеслав Буланов Михаил Бутурлин Константин Оленин Линейные судьи: Сергей Мисюрь Станислав Раминг |
| Р.Рукавишников (Е.Кетов) — 12:22 | 0:1 0:2 1:2                  | 7:16 — Е.Мозер (Д.Казионов) 9:29 — А.Блажиевский (В.Малевич, Г.Столяров) |                            | Судьи: Вячеслав Буланов Михаил Бутурлин Константин Оленин Линейные судьи: Сергей Мисюрь Станислав Раминг |
|                                  |                              |                                                                          |                            | Судьи: Вячеслав Буланов Михаил Бутурлин Константин Оленин Линейные судьи: Сергей Мисюрь Станислав Раминг |
|                                  |                              |                                                                          |                            | Судьи: Вячеслав Буланов Михаил Бутурлин Константин Оленин Линейные судьи: Сергей Мисюрь Станислав Раминг |
|                                  |                              |                                                                          |                            | Судьи: Вячеслав Буланов Михаил Бутурлин Константин Оленин Линейные судьи: Сергей Мисюрь Станислав Раминг |
| 6 мин                            | Штраф                        | 14 мин                                                                   |                            | Судьи: Вячеслав Буланов Михаил Бутурлин Константин Оленин Линейные судьи: Сергей Мисюрь Станислав Раминг |
|                                  |                              |                                                                          |                            | |
|                                  | 30                           | Броски                                                                   | 22                         | |

| 2 марта 2015 19:30 | Торпедо | 2:4 (0:2, 2:2, 0:0) | СКА | КРК «Нагорный», Нижний Новгород Зрителей: 5600 |

| Отчёт                                                                                       | Отчёт                      | Отчёт | Отчёт                        | Отчёт                                                                                                |
| ------------------------------------------------------------------------------------------- | -------------------------- | --- | ---------------------------- | --- |
|                                                                                             |                            | |                              | |
|                                                                                             | Иван Касутин (00:00-60:00) | Вратари | Микко Коскинен (00:00-60:00) | Судьи: Алексей Анисимов Антонин Йержабек Сергей Беляев Линейные судьи: Виктор Бирин Алексей Медведев |
|                                                                                             | Голы:                      | |                              | Судьи: Алексей Анисимов Антонин Йержабек Сергей Беляев Линейные судьи: Виктор Бирин Алексей Медведев |
| В.Вольски (Я.Иммонен, А.Пепеляев) — (5x4) 27:22 В.Краснослободцев (Н.Филатов) — (5x4) 30:06 | 0:1 0:2 1:2 2:2 2:3 2:4    | 12:32 (5x4) — Е.Дадонов (А.Панарин, В.Шипачёв) 18:13 (5x4) — И.Ковальчук (П.Торесен) 35:48 (5x4) — И.Ковальчук (М.Чудинов) 35:54 — Е.Дадонов (В.Шипачёв) |                              | Судьи: Алексей Анисимов Антонин Йержабек Сергей Беляев Линейные судьи: Виктор Бирин Алексей Медведев |
|                                                                                             |                            | |                              | Судьи: Алексей Анисимов Антонин Йержабек Сергей Беляев Линейные судьи: Виктор Бирин Алексей Медведев |
|                                                                                             |                            | |                              | Судьи: Алексей Анисимов Антонин Йержабек Сергей Беляев Линейные судьи: Виктор Бирин Алексей Медведев |
|                                                                                             |                            | |                              | Судьи: Алексей Анисимов Антонин Йержабек Сергей Беляев Линейные судьи: Виктор Бирин Алексей Медведев |
| 20 мин                                                                                      | Штраф                      | 16 мин |                              | Судьи: Алексей Анисимов Антонин Йержабек Сергей Беляев Линейные судьи: Виктор Бирин Алексей Медведев |
|                                                                                             |                            | |                              | |
|                                                                                             | 42                         | Броски | 41                           | |

| 3 марта 2015 19:30 | Торпедо | 1:3 (0:1, 0:2, 1:0) | СКА | КРК «Нагорный», Нижний Новгород Зрителей: 5650 |

| Отчёт                          | Отчёт                      | Отчёт | Отчёт                        | Отчёт                                                                                                |
| ------------------------------ | -------------------------- | --- | ---------------------------- | --- |
|                                |                            | |                              | |
|                                | Иван Касутин (00:00-60:00) | Вратари | Микко Коскинен (00:00-60:00) | Судьи: Алексей Анисимов Антонин Йержабек Сергей Беляев Линейные судьи: Виктор Бирин Алексей Медведев |
|                                | Голы:                      | |                              | Судьи: Алексей Анисимов Антонин Йержабек Сергей Беляев Линейные судьи: Виктор Бирин Алексей Медведев |
| А.Потапов (А.Пепеляев) — 55:02 | 0:1 0:2 0:3 1:3            | 13:31 — Т.Мортенссон (П.Торесен) 33:54 — И.Ковальчук (Д.Эрикссон) 38:00 — Е.Дадонов (Ю.Александров, А.Панарин) |                              | Судьи: Алексей Анисимов Антонин Йержабек Сергей Беляев Линейные судьи: Виктор Бирин Алексей Медведев |
|                                |                            | |                              | Судьи: Алексей Анисимов Антонин Йержабек Сергей Беляев Линейные судьи: Виктор Бирин Алексей Медведев |
|                                |                            | |                              | Судьи: Алексей Анисимов Антонин Йержабек Сергей Беляев Линейные судьи: Виктор Бирин Алексей Медведев |
|                                |                            | |                              | Судьи: Алексей Анисимов Антонин Йержабек Сергей Беляев Линейные судьи: Виктор Бирин Алексей Медведев |
| 16 мин                         | Штраф                      | 18 мин |                              | Судьи: Алексей Анисимов Антонин Йержабек Сергей Беляев Линейные судьи: Виктор Бирин Алексей Медведев |
|                                |                            | |                              | |
|                                | 29                         | Броски | 18                           | |

| 5 марта 2015 19:30 | СКА | 2:0 (2:0, 0:0, 0:0) | Торпедо | Ледовый дворец, Санкт-Петербург Зрителей: 12 398 |

| Отчёт                                                                                           | Отчёт                        | Отчёт   | Отчёт                      | Отчёт                                                                                            |
| ----------------------------------------------------------------------------------------------- | ---------------------------- | ------- | -------------------------- | ------------------------------------------------------------------------------------------------ |
|                                                                                                 |                              |         |                            |                                                                                                  |
|                                                                                                 | Микко Коскинен (00:00-60:00) | Вратари | Иван Касутин (00:00-60:00) | Судьи: Алексей Анисимов Вячеслав Буланов Денис Бондарь Линейные судьи: Дмитрий Голяк Иван Дедюля |
|                                                                                                 | Голы:                        |         |                            | Судьи: Алексей Анисимов Вячеслав Буланов Денис Бондарь Линейные судьи: Дмитрий Голяк Иван Дедюля |
| Т.Мортенссон (П.Торесен, Ю.Александров) — 14:18 П.Торесен (Р.Червенка, М.Чудинов) — (5x4) 16:52 | 1:0 2:0                      |         |                            | Судьи: Алексей Анисимов Вячеслав Буланов Денис Бондарь Линейные судьи: Дмитрий Голяк Иван Дедюля |
|                                                                                                 |                              |         |                            | Судьи: Алексей Анисимов Вячеслав Буланов Денис Бондарь Линейные судьи: Дмитрий Голяк Иван Дедюля |
|                                                                                                 |                              |         |                            | Судьи: Алексей Анисимов Вячеслав Буланов Денис Бондарь Линейные судьи: Дмитрий Голяк Иван Дедюля |
|                                                                                                 |                              |         |                            | Судьи: Алексей Анисимов Вячеслав Буланов Денис Бондарь Линейные судьи: Дмитрий Голяк Иван Дедюля |
| 6 мин                                                                                           | Штраф                        | 33 мин  |                            | Судьи: Алексей Анисимов Вячеслав Буланов Денис Бондарь Линейные судьи: Дмитрий Голяк Иван Дедюля |
|                                                                                                 |                              |         |                            |                                                                                                  |
|                                                                                                 | 54                           | Броски  | 41                         |                                                                                                  |

#### (3) Динамо М — (6) Локомотив
«Динамо» (Москва) заняло 3-е место в Западной конференции со 123 очками. «Локомотив» занял 6-е место в Западной конференции, набрав 97 очков. Единственный раз в плей-офф КХЛ команды встречались в 2014 году в 1/4 финала Западной конференции в котором победу со счётом 4:3 в серии одержал «Локомотив». В регулярном сезоне команды провели между собой 4 матча, в которых одержали по 2 победы.
| 27 февраля 2015 19:30 | Динамо М | 3:1 (0:1, 2:0, 1:0) | Локомотив | МСА «Лужники», Москва Зрителей: 6662 |

| Отчёт                                                                        | Отчёт                           | Отчёт                            | Отчёт                          | Отчёт                                                                                        |
| ---------------------------------------------------------------------------- | ------------------------------- | -------------------------------- | ------------------------------ | -------------------------------------------------------------------------------------------- |
|                                                                              |                                 |                                  |                                |                                                                                              |
|                                                                              | Александр Лазушин (00:00-60:00) | Вратари                          | Виталий Колесник (00:00-60:00) | Судьи: Денис Наумов Антонин Йержабек Эдуард Одиньш Линейные судьи: Дмитрий Голяк Иван Дедюля |
|                                                                              | Голы:                           |                                  |                                | Судьи: Денис Наумов Антонин Йержабек Эдуард Одиньш Линейные судьи: Дмитрий Голяк Иван Дедюля |
| Д.Мосалёв — 23:22 В.Брюквин (Ф.Новак) — 23:54 К.Горовиков Д.Мосалёв) — 48:43 | 0:1 :1 2:1 3:1                  | 01:06 — М.Тёрнберг (А.Локтионов) |                                | Судьи: Денис Наумов Антонин Йержабек Эдуард Одиньш Линейные судьи: Дмитрий Голяк Иван Дедюля |
|                                                                              |                                 |                                  |                                | Судьи: Денис Наумов Антонин Йержабек Эдуард Одиньш Линейные судьи: Дмитрий Голяк Иван Дедюля |
|                                                                              |                                 |                                  |                                | Судьи: Денис Наумов Антонин Йержабек Эдуард Одиньш Линейные судьи: Дмитрий Голяк Иван Дедюля |
|                                                                              |                                 |                                  |                                | Судьи: Денис Наумов Антонин Йержабек Эдуард Одиньш Линейные судьи: Дмитрий Голяк Иван Дедюля |
| 66 мин                                                                       | Штраф                           | 56 мин                           |                                | Судьи: Денис Наумов Антонин Йержабек Эдуард Одиньш Линейные судьи: Дмитрий Голяк Иван Дедюля |
|                                                                              |                                 |                                  |                                |                                                                                              |
|                                                                              | 30                              | Броски                           | 25                             |                                                                                              |

| 28 февраля 2015 17:00 | Динамо М | 1:2 (0:1, 0:0, 1:1) | Локомотив | МСА «Лужники», Москва Зрителей: 7468 |

| Отчёт                            | Отчёт                           | Отчёт                                                                   | Отчёт                        | Отчёт                                                                                |
| -------------------------------- | ------------------------------- | ----------------------------------------------------------------------- | ---------------------------- | ------------------------------------------------------------------------------------ |
|                                  |                                 |                                                                         |                              |                                                                                      |
|                                  | Александр Лазушин (00:00-60:00) | Вратари                                                                 | Кёртис Сэнфорд (00:00-60:00) | Судьи: Денис Наумов Эдуард Одиньш Юри Рённ Линейные судьи: Дмитрий Голяк Иван Дедюля |
|                                  | Голы:                           |                                                                         |                              | Судьи: Денис Наумов Эдуард Одиньш Юри Рённ Линейные судьи: Дмитрий Голяк Иван Дедюля |
| М.Карсумс (Д.Вишневский) — 48:25 | 0:1 :1 1:2                      | 16:39 — С.Плотников (С.Крунвалль, Е.Аверин) 51:44 — Д.Платт (И.Горохов) |                              | Судьи: Денис Наумов Эдуард Одиньш Юри Рённ Линейные судьи: Дмитрий Голяк Иван Дедюля |
|                                  |                                 |                                                                         |                              | Судьи: Денис Наумов Эдуард Одиньш Юри Рённ Линейные судьи: Дмитрий Голяк Иван Дедюля |
|                                  |                                 |                                                                         |                              | Судьи: Денис Наумов Эдуард Одиньш Юри Рённ Линейные судьи: Дмитрий Голяк Иван Дедюля |
|                                  |                                 |                                                                         |                              | Судьи: Денис Наумов Эдуард Одиньш Юри Рённ Линейные судьи: Дмитрий Голяк Иван Дедюля |
| 4 мин                            | Штраф                           | 10 мин                                                                  |                              | Судьи: Денис Наумов Эдуард Одиньш Юри Рённ Линейные судьи: Дмитрий Голяк Иван Дедюля |
|                                  |                                 |                                                                         |                              |                                                                                      |
|                                  | 37                              | Броски                                                                  | 27                           |                                                                                      |

| 2 марта 2015 19:30 | Локомотив | 2:1 ОТ (1:0, 0:1, 0:0, 1:0) | Динамо М | «Арена 2000», Ярославль Зрителей: 9000 |

| Отчёт                                                        | Отчёт                        | Отчёт                                | Отчёт                           | Отчёт |
| ------------------------------------------------------------ | ---------------------------- | ------------------------------------ | ------------------------------- | --- |
|                                                              |                              |                                      |                                 | |
|                                                              | Кёртис Сэнфорд (00:00-70:26) | Вратари                              | Александр Лазушин (00:00-70:26) | Судьи: Денис Бондарь Владислав Киселёв Константин Оленин Линейные судьи: Эдуард Метальников Александр Сироткин |
|                                                              | Голы:                        |                                      |                                 | Судьи: Денис Бондарь Владислав Киселёв Константин Оленин Линейные судьи: Эдуард Метальников Александр Сироткин |
| М.Тёрнберг (Э.Галимов, С.Коньков) — 14:32 Д.Апальков — 70:26 | 1:0 1:1 2:1                  | 38:11 — С.Соин (А.Сопин, Д.Марковин) |                                 | Судьи: Денис Бондарь Владислав Киселёв Константин Оленин Линейные судьи: Эдуард Метальников Александр Сироткин |
|                                                              |                              |                                      |                                 | Судьи: Денис Бондарь Владислав Киселёв Константин Оленин Линейные судьи: Эдуард Метальников Александр Сироткин |
|                                                              |                              |                                      |                                 | Судьи: Денис Бондарь Владислав Киселёв Константин Оленин Линейные судьи: Эдуард Метальников Александр Сироткин |
|                                                              |                              |                                      |                                 | Судьи: Денис Бондарь Владислав Киселёв Константин Оленин Линейные судьи: Эдуард Метальников Александр Сироткин |
| 35 мин                                                       | Штраф                        | 20 мин                               |                                 | Судьи: Денис Бондарь Владислав Киселёв Константин Оленин Линейные судьи: Эдуард Метальников Александр Сироткин |
|                                                              |                              |                                      |                                 | |
|                                                              | 66                           | Броски                               | 63                              | |

| 3 марта 2015 19:30 | Локомотив | 0:3 (0:0, 0:2, 0:1) | Динамо М | «Арена 2000», Ярославль Зрителей: 9000 |

| Отчёт  | Отчёт                        | Отчёт                                                                                          | Отчёт                           | Отчёт |
| ------ | ---------------------------- | ---------------------------------------------------------------------------------------------- | ------------------------------- | --- |
|        |                              |                                                                                                |                                 | |
|        | Кёртис Сэнфорд (00:00-60:00) | Вратари                                                                                        | Александр Лазушин (00:00-60:00) | Судьи: Денис Бондарь Владислав Киселёв Константин Оленин Линейные судьи: Эдуард Метальников Александр Сироткин |
|        | Голы:                        |                                                                                                |                                 | Судьи: Денис Бондарь Владислав Киселёв Константин Оленин Линейные судьи: Эдуард Метальников Александр Сироткин |
|        | 0:1 0:2 0:3                  | 28:27 (6x5) — А.Осипов (А.Цветков, Я.Яласваара) 37:16 — В.Брюквин (К.Волков) 55:33 — Д.Кокарев |                                 | Судьи: Денис Бондарь Владислав Киселёв Константин Оленин Линейные судьи: Эдуард Метальников Александр Сироткин |
|        |                              |                                                                                                |                                 | Судьи: Денис Бондарь Владислав Киселёв Константин Оленин Линейные судьи: Эдуард Метальников Александр Сироткин |
|        |                              |                                                                                                |                                 | Судьи: Денис Бондарь Владислав Киселёв Константин Оленин Линейные судьи: Эдуард Метальников Александр Сироткин |
|        |                              |                                                                                                |                                 | Судьи: Денис Бондарь Владислав Киселёв Константин Оленин Линейные судьи: Эдуард Метальников Александр Сироткин |
| 19 мин | Штраф                        | 21 мин                                                                                         |                                 | Судьи: Денис Бондарь Владислав Киселёв Константин Оленин Линейные судьи: Эдуард Метальников Александр Сироткин |
|        |                              |                                                                                                |                                 | |
|        | 25                           | Броски                                                                                         | 33                              | |

| 5 марта 2015 19:30 | Динамо М | 7:3 (2:1, 4:0, 1:2) | Локомотив | МСА «Лужники», Москва Зрителей: 7486 |

| Отчёт | Отчёт                                   | Отчёт | Отчёт                                                       | Отчёт                                                                                         |
| --- | --------------------------------------- | --- | ----------------------------------------------------------- | --------------------------------------------------------------------------------------------- |
| |                                         | |                                                             |                                                                                               |
| | Александр Лазушин (00:00-60:00)         | Вратари | Кёртис Сэнфорд (00:00-40:00) Виталий Колесник (40:00-60:00) | Судьи: Денис Наумов Антонин Йержабек Эдуард Одиньш Линейные судьи: Глеб Лазарев Роман Шиханов |
| | Голы:                                   | |                                                             | Судьи: Денис Наумов Антонин Йержабек Эдуард Одиньш Линейные судьи: Глеб Лазарев Роман Шиханов |
| С.Соин (Ю.Бабенко) — 13:47 А.Цветков (М.Карпов, М.Робинсон) — 16:58 Я.Яласваара (М.Карсумс, М.Карпов) — 29:56 М.Карсумс — 33:57 А.Терещенко (М.Пестушко, Д.Кокарев) — 35:07 М.Робинсон (Д.Кокарев, С.Соин) — 37:58 В.Брюквин (К.Даугавиньш, Ф.Новак) — 41:32 | 1:0 1:1 2:1 3:1 4:1 5:1 6:1 7:1 7:2 7:3 | 14:50 — И.Новотны (Е.Грачёв) 44:17 — Д.Апальков (С.Коньков, И.Горохов) 48:40 (5x4) — М.Тёрнберг (Ю.Холёс, Э.Галимов) |                                                             | Судьи: Денис Наумов Антонин Йержабек Эдуард Одиньш Линейные судьи: Глеб Лазарев Роман Шиханов |
| |                                         | |                                                             | Судьи: Денис Наумов Антонин Йержабек Эдуард Одиньш Линейные судьи: Глеб Лазарев Роман Шиханов |
| |                                         | |                                                             | Судьи: Денис Наумов Антонин Йержабек Эдуард Одиньш Линейные судьи: Глеб Лазарев Роман Шиханов |
| |                                         | |                                                             | Судьи: Денис Наумов Антонин Йержабек Эдуард Одиньш Линейные судьи: Глеб Лазарев Роман Шиханов |
| 4 мин | Штраф                                   | 6 мин |                                                             | Судьи: Денис Наумов Антонин Йержабек Эдуард Одиньш Линейные судьи: Глеб Лазарев Роман Шиханов |
| |                                         | |                                                             |                                                                                               |
| | 42                                      | Броски | 44                                                          |                                                                                               |

| 7 марта 2015 17:00 | Локомотив | 0:4 (0:2, 0:1, 0:1) | Динамо М | «Арена 2000», Ярославль Зрителей: 9000 |

| Отчёт  | Отчёт                          | Отчёт | Отчёт                           | Отчёт                                                                                                  |
| ------ | ------------------------------ | --- | ------------------------------- | --- |
|        |                                | |                                 | |
|        | Виталий Колесник (00:00-60:00) | Вратари | Александр Лазушин (00:00-60:00) | Судьи: Алексей Анисимов Вячеслав Буланов Алексей Васильев Линейные судьи: Дмитрий Сивов Сергей Шелянин |
|        | Голы:                          | |                                 | Судьи: Алексей Анисимов Вячеслав Буланов Алексей Васильев Линейные судьи: Дмитрий Сивов Сергей Шелянин |
|        | 0:1 0:2 0:3 0:4                | 05:10 (5x3) — М.Карсумс (К.Даугавиньш, М.Робинсон) 09:20 — А.Осипов (С.Соин, Ю.Бабенко) 31:38 (5x4) — М.Пестушко (Я.Яласваара, М.Карсумс) 56:28 (5x4) — К.Даугавиньш (Ф.Новак) |                                 | Судьи: Алексей Анисимов Вячеслав Буланов Алексей Васильев Линейные судьи: Дмитрий Сивов Сергей Шелянин |
|        |                                | |                                 | Судьи: Алексей Анисимов Вячеслав Буланов Алексей Васильев Линейные судьи: Дмитрий Сивов Сергей Шелянин |
|        |                                | |                                 | Судьи: Алексей Анисимов Вячеслав Буланов Алексей Васильев Линейные судьи: Дмитрий Сивов Сергей Шелянин |
|        |                                | |                                 | Судьи: Алексей Анисимов Вячеслав Буланов Алексей Васильев Линейные судьи: Дмитрий Сивов Сергей Шелянин |
| 37 мин | Штраф                          | 57 мин |                                 | Судьи: Алексей Анисимов Вячеслав Буланов Алексей Васильев Линейные судьи: Дмитрий Сивов Сергей Шелянин |
|        |                                | |                                 | |
|        | 49                             | Броски | 12                              | |

#### (4) Йокерит — (5) Динамо Мн
«Йокерит» занял 4-е место в Западной конференции со 119 очками. «Динамо» (Минск) заняло 5-е место в Западной конференции, набрав 100 очков. Команды ранее не встречались в плей-офф КХЛ. В регулярном сезоне команды провели между собой 5 матчей, в 3-х из которых победу одержал «Йокерит».
| 27 февраля 2015 19:30 | Йокерит | 2:3 ОТ (1:0, 1:0, 0:2, 0:1) | Динамо Мн | «Хартвалл Арена», Хельсинки Зрителей: 11 728 |

| Отчёт                                                             | Отчёт                         | Отчёт                                                                                                  | Отчёт                     | Отчёт                                                                                          |
| ----------------------------------------------------------------- | ----------------------------- | --- | ------------------------- | ---------------------------------------------------------------------------------------------- |
|                                                                   |                               | |                           |                                                                                                |
|                                                                   | Хенрик Карлссон (00:00-72:17) | Вратари                                                                                                | Ларс Хауген (00:00-72:17) | Судьи: Алексей Анисимов Роман Гофман Владислав Киселёв Линейные судьи: Пётр Алёшин Юрий Иванов |
|                                                                   | Голы:                         | |                           | Судьи: Алексей Анисимов Роман Гофман Владислав Киселёв Линейные судьи: Пётр Алёшин Юрий Иванов |
| Атте Охтамаа (Р.Халь, Э.Пёйсти) — 8:30 П.Коукал (Л.Умарк) — 29:56 | 1:0 2:0 2:1 2:2 2:3           | 51:08 — Р.Веске (М.Эллисон) 58:33 — Ш.Лингле (Д.Чичу, Н.Бэйлен) 72:17 — М.Эллисон (Ш.Лингле, Н.Бэйлен) |                           | Судьи: Алексей Анисимов Роман Гофман Владислав Киселёв Линейные судьи: Пётр Алёшин Юрий Иванов |
|                                                                   |                               | |                           | Судьи: Алексей Анисимов Роман Гофман Владислав Киселёв Линейные судьи: Пётр Алёшин Юрий Иванов |
|                                                                   |                               | |                           | Судьи: Алексей Анисимов Роман Гофман Владислав Киселёв Линейные судьи: Пётр Алёшин Юрий Иванов |
|                                                                   |                               | |                           | Судьи: Алексей Анисимов Роман Гофман Владислав Киселёв Линейные судьи: Пётр Алёшин Юрий Иванов |
| 10 мин                                                            | Штраф                         | 12 мин                                                                                                 |                           | Судьи: Алексей Анисимов Роман Гофман Владислав Киселёв Линейные судьи: Пётр Алёшин Юрий Иванов |
|                                                                   |                               | |                           |                                                                                                |
|                                                                   | 49                            | Броски                                                                                                 | 36                        |                                                                                                |

| 28 февраля 2015 18:00 | Йокерит | 4:1 (0:0, 3:1, 1:0) | Динамо Мн | «Хартвалл Арена», Хельсинки Зрителей: 12 661 |

| Отчёт                                                                                                 | Отчёт                         | Отчёт                                | Отчёт                           | Отчёт                                                                                          |
| --- | ----------------------------- | ------------------------------------ | ------------------------------- | ---------------------------------------------------------------------------------------------- |
| |                               |                                      |                                 |                                                                                                |
| | Хенрик Карлссон (00:00-60:00) | Вратари                              | Дмитрий Мильчаков (00:00-60:00) | Судьи: Алексей Анисимов Роман Гофман Владислав Киселёв Линейные судьи: Пётр Алёшин Юрий Иванов |
| | Голы:                         |                                      |                                 | Судьи: Алексей Анисимов Роман Гофман Владислав Киселёв Линейные судьи: Пётр Алёшин Юрий Иванов |
| С.Мозес (П.Коукал) — 22:10 О.Корпикари (Д.Тодд) — 26:41 Т.Хухтала — 30:57 Т.Мяки (П.Виртанен) — 59:12 | 1:0 1:1 2:1 3:1 4:1           | 25:34 — Н.Бэйлен (Ш.Лингле, Р.Веске) |                                 | Судьи: Алексей Анисимов Роман Гофман Владислав Киселёв Линейные судьи: Пётр Алёшин Юрий Иванов |
| |                               |                                      |                                 | Судьи: Алексей Анисимов Роман Гофман Владислав Киселёв Линейные судьи: Пётр Алёшин Юрий Иванов |
| |                               |                                      |                                 | Судьи: Алексей Анисимов Роман Гофман Владислав Киселёв Линейные судьи: Пётр Алёшин Юрий Иванов |
| |                               |                                      |                                 | Судьи: Алексей Анисимов Роман Гофман Владислав Киселёв Линейные судьи: Пётр Алёшин Юрий Иванов |
| 12 мин                                                                                                | Штраф                         | 8 мин                                |                                 | Судьи: Алексей Анисимов Роман Гофман Владислав Киселёв Линейные судьи: Пётр Алёшин Юрий Иванов |
| |                               |                                      |                                 |                                                                                                |
| | 49                            | Броски                               | 39                              |                                                                                                |

| 2 марта 2015 19:30 | Динамо Мн | 0:5 (0:0, 0:5, 0:0) | Йокерит | «Минск-Арена», Минск Зрителей: 15 086 |

| Отчёт  | Отчёт                                                     | Отчёт | Отчёт                         | Отчёт                                                                                          |
| ------ | --------------------------------------------------------- | --- | ----------------------------- | ---------------------------------------------------------------------------------------------- |
|        |                                                           | |                               |                                                                                                |
|        | Ларс Хауген (00:00-32:59) Дмитрий Мильчаков (32:59-60:00) | Вратари | Хенрик Карлссон (00:00-60:00) | Судьи: Алексей Белов Эдуард Одиньш Юрий Оскирко Линейные судьи: Сергей Мисюрь Станислав Раминг |
|        | Голы:                                                     | |                               | Судьи: Алексей Белов Эдуард Одиньш Юрий Оскирко Линейные судьи: Сергей Мисюрь Станислав Раминг |
|        | 0:1 0:2 0:3 0:4 0:5                                       | 21:51 (5x4) — Л.Умарк 29:00 (5x4) — Л.Умарк (П.Коукал) 31:48 — Т.Хухтала (О.Вяянянен, Л.Умарк) 32:59 — Ю.Аалтонен 35:02 — С.Мозес (Л.Умарк) |                               | Судьи: Алексей Белов Эдуард Одиньш Юрий Оскирко Линейные судьи: Сергей Мисюрь Станислав Раминг |
|        |                                                           | |                               | Судьи: Алексей Белов Эдуард Одиньш Юрий Оскирко Линейные судьи: Сергей Мисюрь Станислав Раминг |
|        |                                                           | |                               | Судьи: Алексей Белов Эдуард Одиньш Юрий Оскирко Линейные судьи: Сергей Мисюрь Станислав Раминг |
|        |                                                           | |                               | Судьи: Алексей Белов Эдуард Одиньш Юрий Оскирко Линейные судьи: Сергей Мисюрь Станислав Раминг |
| 18 мин | Штраф                                                     | 12 мин |                               | Судьи: Алексей Белов Эдуард Одиньш Юрий Оскирко Линейные судьи: Сергей Мисюрь Станислав Раминг |
|        |                                                           | |                               |                                                                                                |
|        | 50                                                        | Броски | 43                            |                                                                                                |

| 3 марта 2015 19:30 | Динамо Мн | 1:2 (0:0, 1:2, 0:0) | Йокерит | «Минск-Арена», Минск Зрителей: 15 086 |

| Отчёт                                          | Отчёт                           | Отчёт                                                                  | Отчёт                       | Отчёт                                                                                          |
| ---------------------------------------------- | ------------------------------- | ---------------------------------------------------------------------- | --------------------------- | ---------------------------------------------------------------------------------------------- |
|                                                |                                 |                                                                        |                             |                                                                                                |
|                                                | Дмитрий Мильчаков (00:00-60:00) | Вратари                                                                | Рику Хелениус (00:00-60:00) | Судьи: Алексей Белов Эдуард Одиньш Юрий Оскирко Линейные судьи: Сергей Мисюрь Станислав Раминг |
|                                                | Голы:                           |                                                                        |                             | Судьи: Алексей Белов Эдуард Одиньш Юрий Оскирко Линейные судьи: Сергей Мисюрь Станислав Раминг |
| Л.Краичек (П.Щехура, А.Калюжный) — (5x4) 21:28 | 1:0 1:1 1:2                     | 25:39 — Ю.Аалтонен (Н.Капанен) 28:28 — Н.Хагман (Н.Капанен, Т.Хухтала) |                             | Судьи: Алексей Белов Эдуард Одиньш Юрий Оскирко Линейные судьи: Сергей Мисюрь Станислав Раминг |
|                                                |                                 |                                                                        |                             | Судьи: Алексей Белов Эдуард Одиньш Юрий Оскирко Линейные судьи: Сергей Мисюрь Станислав Раминг |
|                                                |                                 |                                                                        |                             | Судьи: Алексей Белов Эдуард Одиньш Юрий Оскирко Линейные судьи: Сергей Мисюрь Станислав Раминг |
|                                                |                                 |                                                                        |                             | Судьи: Алексей Белов Эдуард Одиньш Юрий Оскирко Линейные судьи: Сергей Мисюрь Станислав Раминг |
| 8 мин                                          | Штраф                           | 26 мин                                                                 |                             | Судьи: Алексей Белов Эдуард Одиньш Юрий Оскирко Линейные судьи: Сергей Мисюрь Станислав Раминг |
|                                                |                                 |                                                                        |                             |                                                                                                |
|                                                | 18                              | Броски                                                                 | 34                          |                                                                                                |

| 5 марта 2015 19:30 | Йокерит | 7:1 (3:0, 3:0, 1:1) | Динамо Мн | «Хартвалл Арена», Хельсинки Зрителей: 10 856 |

| Отчёт | Отчёт                           | Отчёт                                 | Отчёт                                                     | Отчёт                                                                                            |
| --- | ------------------------------- | ------------------------------------- | --------------------------------------------------------- | ------------------------------------------------------------------------------------------------ |
| |                                 |                                       |                                                           |                                                                                                  |
| | Хенрик Карлссон (00:00-60:00)   | Вратари                               | Дмитрий Мильчаков (00:00-20:00) Ларс Хауген (20:00-60:00) | Судьи: Алексей Белов Роман Гофман Константин Оленин Линейные судьи: Дмитрий Сивов Сергей Шелянин |
| | Голы:                           |                                       |                                                           | Судьи: Алексей Белов Роман Гофман Константин Оленин Линейные судьи: Дмитрий Сивов Сергей Шелянин |
| С.Мозес (Л.Умарк, Р.Халь) — 02:15 Т.Мяки (О.Корпикари, Р.Гандерсон) — 05:25 Е.Саллинен (П.Коукал, А.Охтамаа) — 19:37 С.Мозес (Л.Умарк, Р.Гандерсон) — 37:04 Ю.Аалтонен (Р.Гандерсон) — (5x4) 39:14 Т.Хухтала (Е.Саллинен) — 39:59 П.Коукал (С.Мозес, Р.Гандерсон) — (5x4) 55:00 | 1:0 2:0 3:0 4:0 5:0 6:0 7:0 7:1 | 57:01 — Ш.Лингле (Р.Веске, М.Эллисон) |                                                           | Судьи: Алексей Белов Роман Гофман Константин Оленин Линейные судьи: Дмитрий Сивов Сергей Шелянин |
| |                                 |                                       |                                                           | Судьи: Алексей Белов Роман Гофман Константин Оленин Линейные судьи: Дмитрий Сивов Сергей Шелянин |
| |                                 |                                       |                                                           | Судьи: Алексей Белов Роман Гофман Константин Оленин Линейные судьи: Дмитрий Сивов Сергей Шелянин |
| |                                 |                                       |                                                           | Судьи: Алексей Белов Роман Гофман Константин Оленин Линейные судьи: Дмитрий Сивов Сергей Шелянин |
| 6 мин | Штраф                           | 12 мин                                |                                                           | Судьи: Алексей Белов Роман Гофман Константин Оленин Линейные судьи: Дмитрий Сивов Сергей Шелянин |
| |                                 |                                       |                                                           |                                                                                                  |
| | 30                              | Броски                                | 22                                                        |                                                                                                  |

## Полуфиналы конференций

### Восточная конференция

#### (1) Ак Барс — (4) Авангард
Единственная встреча «Ак Барса» и «Авангарда» в плей-офф КХЛ состоялась в 2009 году в 1/4 финала: победу в серии до 3-х побед со счётом 3:2 одержал «Ак Барс». В регулярном чемпионате этого сезона команды сыграли два раза: казанцы выиграли первый матч со счётом 4:2, в другом со счётом 3:2 победу одержали омичи.
| 13 марта 2015 19:30 | Ак Барс | 3:4 2ОТ (1:1, 1:1, 1:1, 0:0, 0:1) | Авангард | «Татнефть Арена», Казань Зрителей: 7766 |

| Отчёт                                                                                       | Отчёт                         | Отчёт | Отчёт                                                       | Отчёт                                                                                           |
| ------------------------------------------------------------------------------------------- | ----------------------------- | --- | ----------------------------------------------------------- | ----------------------------------------------------------------------------------------------- |
|                                                                                             |                               | |                                                             |                                                                                                 |
|                                                                                             | Андерс Нильссон (00:00-97:19) | Вратари | Константин Барулин (00:00-37:36) Денис Костин (37:36-97:19) | Судьи: Виктор Гашилов Александр Соин Юрий Цыплаков Линейные судьи: Дмитрий Сивов Сергей Шелянин |
|                                                                                             | Голы:                         | |                                                             | Судьи: Виктор Гашилов Александр Соин Юрий Цыплаков Линейные судьи: Дмитрий Сивов Сергей Шелянин |
| А.Свитов — 10:47 Ш.Брукбэнк (Д.Азеведо) — 37:36 А.Свитов (О.Мёллер, И.Мирнов) — (5x4) 58:59 | 1:0 1:1 1:2 :2 2:3 :3 3:4     | 19:04 (б.) — С.Широков 27:21 — А.Пережогин (Ч.Коларик) 57:18 — К.Семёнов (Р.Бердников) 97:19 — С.Широков (Э.Густафссон) |                                                             | Судьи: Виктор Гашилов Александр Соин Юрий Цыплаков Линейные судьи: Дмитрий Сивов Сергей Шелянин |
|                                                                                             |                               | |                                                             | Судьи: Виктор Гашилов Александр Соин Юрий Цыплаков Линейные судьи: Дмитрий Сивов Сергей Шелянин |
|                                                                                             |                               | |                                                             | Судьи: Виктор Гашилов Александр Соин Юрий Цыплаков Линейные судьи: Дмитрий Сивов Сергей Шелянин |
|                                                                                             |                               | |                                                             | Судьи: Виктор Гашилов Александр Соин Юрий Цыплаков Линейные судьи: Дмитрий Сивов Сергей Шелянин |
| 12 мин                                                                                      | Штраф                         | 2 мин |                                                             | Судьи: Виктор Гашилов Александр Соин Юрий Цыплаков Линейные судьи: Дмитрий Сивов Сергей Шелянин |
|                                                                                             |                               | |                                                             |                                                                                                 |
|                                                                                             | 89                            | Броски | 61                                                          |                                                                                                 |

| 14 марта 2015 17:00 | Ак Барс | 4:0 (2:0, 1:0, 1:0) | Авангард | «Татнефть Арена», Казань Зрителей: 8425 |

| Отчёт | Отчёт                         | Отчёт   | Отчёт                      | Отчёт                                                                                           |
| --- | ----------------------------- | ------- | -------------------------- | ----------------------------------------------------------------------------------------------- |
| |                               |         |                            |                                                                                                 |
| | Андерс Нильссон (00:00-60:00) | Вратари | Денис Костин (00:00-60:00) | Судьи: Виктор Гашилов Александр Соин Юрий Цыплаков Линейные судьи: Дмитрий Сивов Сергей Шелянин |
| | Голы:                         |         |                            | Судьи: Виктор Гашилов Александр Соин Юрий Цыплаков Линейные судьи: Дмитрий Сивов Сергей Шелянин |
| К.Кольцов (А.Свитов, И.Никулин) — 02:23 С.Захарчук (К.Кольцов, А.Лукоянов) — 18:37 И.Мирнов (Д.Азеведо, И.Никулин) — (5x4) 33:14 А.Лукоянов (А.Свитов, Я.Рылов) — 53:25 | 1:0 2:0 3:0 4:0               |         |                            | Судьи: Виктор Гашилов Александр Соин Юрий Цыплаков Линейные судьи: Дмитрий Сивов Сергей Шелянин |
| |                               |         |                            | Судьи: Виктор Гашилов Александр Соин Юрий Цыплаков Линейные судьи: Дмитрий Сивов Сергей Шелянин |
| |                               |         |                            | Судьи: Виктор Гашилов Александр Соин Юрий Цыплаков Линейные судьи: Дмитрий Сивов Сергей Шелянин |
| |                               |         |                            | Судьи: Виктор Гашилов Александр Соин Юрий Цыплаков Линейные судьи: Дмитрий Сивов Сергей Шелянин |
| 6 мин | Штраф                         | 6 мин   |                            | Судьи: Виктор Гашилов Александр Соин Юрий Цыплаков Линейные судьи: Дмитрий Сивов Сергей Шелянин |
| |                               |         |                            |                                                                                                 |
| | 52                            | Броски  | 58                         |                                                                                                 |

| 16 марта 2015 16:30 | Авангард | 0:2 (0:0, 0:1, 0:1) | Ак Барс | «Арена Омск», Омск Зрителей: 9890 |

| Отчёт | Отчёт                            | Отчёт                                                                         | Отчёт                         | Отчёт                                                                                        |
| ----- | -------------------------------- | ----------------------------------------------------------------------------- | ----------------------------- | -------------------------------------------------------------------------------------------- |
|       |                                  |                                                                               |                               |                                                                                              |
|       | Константин Барулин (00:00-60:00) | Вратари                                                                       | Андерс Нильссон (00:00-60:00) | Судьи: Михаил Бутурлин Роман Гофман Эдуард Одиньш Линейные судьи: Глеб Лазарев Роман Шиханов |
|       | Голы:                            |                                                                               |                               | Судьи: Михаил Бутурлин Роман Гофман Эдуард Одиньш Линейные судьи: Глеб Лазарев Роман Шиханов |
|       | 0:1 0:2                          | 26:34 — И.Никулин (К.Кольцов, А.Свитов) 51:27 — Д.Азеведо (Я.Рылов, И.Мирнов) |                               | Судьи: Михаил Бутурлин Роман Гофман Эдуард Одиньш Линейные судьи: Глеб Лазарев Роман Шиханов |
|       |                                  |                                                                               |                               | Судьи: Михаил Бутурлин Роман Гофман Эдуард Одиньш Линейные судьи: Глеб Лазарев Роман Шиханов |
|       |                                  |                                                                               |                               | Судьи: Михаил Бутурлин Роман Гофман Эдуард Одиньш Линейные судьи: Глеб Лазарев Роман Шиханов |
|       |                                  |                                                                               |                               | Судьи: Михаил Бутурлин Роман Гофман Эдуард Одиньш Линейные судьи: Глеб Лазарев Роман Шиханов |
| 4 мин | Штраф                            | 6 мин                                                                         |                               | Судьи: Михаил Бутурлин Роман Гофман Эдуард Одиньш Линейные судьи: Глеб Лазарев Роман Шиханов |
|       |                                  |                                                                               |                               |                                                                                              |
|       | 44                               | Броски                                                                        | 43                            |                                                                                              |

| 17 марта 2015 16:30 | Авангард | 1:3 (0:1, 0:2, 1:0) | Ак Барс | «Арена Омск», Омск Зрителей: 9540 |

| Отчёт                                    | Отчёт                      | Отчёт                                                                                   | Отчёт                         | Отчёт                                                                                        |
| ---------------------------------------- | -------------------------- | --------------------------------------------------------------------------------------- | ----------------------------- | -------------------------------------------------------------------------------------------- |
|                                          |                            |                                                                                         |                               |                                                                                              |
|                                          | Денис Костин (00:00-60:00) | Вратари                                                                                 | Андерс Нильссон (00:00-60:00) | Судьи: Михаил Бутурлин Роман Гофман Эдуард Одиньш Линейные судьи: Глеб Лазарев Роман Шиханов |
|                                          | Голы:                      |                                                                                         |                               | Судьи: Михаил Бутурлин Роман Гофман Эдуард Одиньш Линейные судьи: Глеб Лазарев Роман Шиханов |
| К.Семёнов (С.Широков, И.Фищенко) — 58:15 | 0:1 0:2 0:3 1:3            | 01:41 — М.Глухов 27:50 — С.Костицын (М.Глухов) 31:45 — С.Захарчук (С.Костицын, Я.Рылов) |                               | Судьи: Михаил Бутурлин Роман Гофман Эдуард Одиньш Линейные судьи: Глеб Лазарев Роман Шиханов |
|                                          |                            |                                                                                         |                               | Судьи: Михаил Бутурлин Роман Гофман Эдуард Одиньш Линейные судьи: Глеб Лазарев Роман Шиханов |
|                                          |                            |                                                                                         |                               | Судьи: Михаил Бутурлин Роман Гофман Эдуард Одиньш Линейные судьи: Глеб Лазарев Роман Шиханов |
|                                          |                            |                                                                                         |                               | Судьи: Михаил Бутурлин Роман Гофман Эдуард Одиньш Линейные судьи: Глеб Лазарев Роман Шиханов |
| 4 мин                                    | Штраф                      | 2 мин                                                                                   |                               | Судьи: Михаил Бутурлин Роман Гофман Эдуард Одиньш Линейные судьи: Глеб Лазарев Роман Шиханов |
|                                          |                            |                                                                                         |                               |                                                                                              |
|                                          | 47                         | Броски                                                                                  | 36                            |                                                                                              |

| 19 марта 2015 19:30 | Ак Барс | 2:0 (0:0, 2:0, 0:0) | Авангард | «Татнефть Арена», Казань Зрителей: 8204 |

| Отчёт                                            | Отчёт                         | Отчёт   | Отчёт                            | Отчёт |
| ------------------------------------------------ | ----------------------------- | ------- | -------------------------------- | --- |
|                                                  |                               |         |                                  | |
|                                                  | Андерс Нильссон (00:00-60:00) | Вратари | Константин Барулин (00:00-60:00) | Судьи: Алексей Белов Вячеслав Буланов Алексей Васильев Линейные судьи: Константин Горденко Виктор Томилов |
|                                                  | Голы:                         |         |                                  | Судьи: Алексей Белов Вячеслав Буланов Алексей Васильев Линейные судьи: Константин Горденко Виктор Томилов |
| О.Мёллер (И.Мирнов) — 33:48 А.Бурмистров — 34:47 | 1:0 2:0                       |         |                                  | Судьи: Алексей Белов Вячеслав Буланов Алексей Васильев Линейные судьи: Константин Горденко Виктор Томилов |
|                                                  |                               |         |                                  | Судьи: Алексей Белов Вячеслав Буланов Алексей Васильев Линейные судьи: Константин Горденко Виктор Томилов |
|                                                  |                               |         |                                  | Судьи: Алексей Белов Вячеслав Буланов Алексей Васильев Линейные судьи: Константин Горденко Виктор Томилов |
|                                                  |                               |         |                                  | Судьи: Алексей Белов Вячеслав Буланов Алексей Васильев Линейные судьи: Константин Горденко Виктор Томилов |
| 2 мин                                            | Штраф                         | 4 мин   |                                  | Судьи: Алексей Белов Вячеслав Буланов Алексей Васильев Линейные судьи: Константин Горденко Виктор Томилов |
|                                                  |                               |         |                                  | |
|                                                  | 63                            | Броски  | 48                               | |

#### (2) Сибирь — (3) Металлург Мг
Единственная встреча «Сибири» и магнитогорского «Металлурга» в плей-офф КХЛ состоялась в 2014 году также в 1/2 финала конференции: победу в серии со счётом 4:0 одержали уральцы. В регулярном чемпионате этого сезона команды провели между собой два матча: в первом со счётом 2:1 победу одержал «Металлург», во втором — «Сибирь» со счётом 4:1.
| 13 марта 2015 16:30 | Сибирь | 2:0 (0:0, 1:0, 1:0) | Металлург Мг | ЛДС «Сибирь», Новосибирск Зрителей: 7400 |

| Отчёт                                                                           | Отчёт                         | Отчёт   | Отчёт                          | Отчёт                                                                                       |
| ------------------------------------------------------------------------------- | ----------------------------- | ------- | ------------------------------ | ------------------------------------------------------------------------------------------- |
|                                                                                 |                               |         |                                |                                                                                             |
|                                                                                 | Александр Салак (00:00-60:00) | Вратари | Василий Кошечкин (00:00-60:00) | Судьи: Михаил Бутурлин Роман Гофман Эдуард Одиньш Линейные судьи: Дмитрий Голяк Иван Дедюля |
|                                                                                 | Голы:                         |         |                                | Судьи: Михаил Бутурлин Роман Гофман Эдуард Одиньш Линейные судьи: Дмитрий Голяк Иван Дедюля |
| Д.Улльстрём (Й.Энлунд, М.Шалунов) — 37:27 А.Копейкин (Д.Кугрышев) — (5x4) 50:14 | 1:0 2:0                       |         |                                | Судьи: Михаил Бутурлин Роман Гофман Эдуард Одиньш Линейные судьи: Дмитрий Голяк Иван Дедюля |
|                                                                                 |                               |         |                                | Судьи: Михаил Бутурлин Роман Гофман Эдуард Одиньш Линейные судьи: Дмитрий Голяк Иван Дедюля |
|                                                                                 |                               |         |                                | Судьи: Михаил Бутурлин Роман Гофман Эдуард Одиньш Линейные судьи: Дмитрий Голяк Иван Дедюля |
|                                                                                 |                               |         |                                | Судьи: Михаил Бутурлин Роман Гофман Эдуард Одиньш Линейные судьи: Дмитрий Голяк Иван Дедюля |
| 6 мин                                                                           | Штраф                         | 6 мин   |                                | Судьи: Михаил Бутурлин Роман Гофман Эдуард Одиньш Линейные судьи: Дмитрий Голяк Иван Дедюля |
|                                                                                 |                               |         |                                |                                                                                             |
|                                                                                 | 46                            | Броски  | 52                             |                                                                                             |

| 14 марта 2015 14:30 | Сибирь | 3:2 (1:0, 1:1, 1:1) | Металлург Мг | ЛДС «Сибирь», Новосибирск Зрителей: 7400 |

| Отчёт                                                                           | Отчёт                         | Отчёт                                                            | Отчёт                          | Отчёт                                                                                       |
| ------------------------------------------------------------------------------- | ----------------------------- | ---------------------------------------------------------------- | ------------------------------ | ------------------------------------------------------------------------------------------- |
|                                                                                 |                               |                                                                  |                                |                                                                                             |
|                                                                                 | Александр Салак (00:00-60:00) | Вратари                                                          | Василий Кошечкин (00:00-60:00) | Судьи: Михаил Бутурлин Роман Гофман Эдуард Одиньш Линейные судьи: Дмитрий Голяк Иван Дедюля |
|                                                                                 | Голы:                         |                                                                  |                                | Судьи: Михаил Бутурлин Роман Гофман Эдуард Одиньш Линейные судьи: Дмитрий Голяк Иван Дедюля |
| В.Бобров (И.Верещагин) — 11:43 С.Санников — 29:54 П.Херсли (А.Копейкин) — 54:52 | 1:0 1:1 2:1 3:1 3:2           | 27:28 (5x4) — Я.Коварж (К.Ли, Д.Зарипов) 56:55 (4x5) — Д.Зарипов |                                | Судьи: Михаил Бутурлин Роман Гофман Эдуард Одиньш Линейные судьи: Дмитрий Голяк Иван Дедюля |
|                                                                                 |                               |                                                                  |                                | Судьи: Михаил Бутурлин Роман Гофман Эдуард Одиньш Линейные судьи: Дмитрий Голяк Иван Дедюля |
|                                                                                 |                               |                                                                  |                                | Судьи: Михаил Бутурлин Роман Гофман Эдуард Одиньш Линейные судьи: Дмитрий Голяк Иван Дедюля |
|                                                                                 |                               |                                                                  |                                | Судьи: Михаил Бутурлин Роман Гофман Эдуард Одиньш Линейные судьи: Дмитрий Голяк Иван Дедюля |
| 12 мин                                                                          | Штраф                         | 10 мин                                                           |                                | Судьи: Михаил Бутурлин Роман Гофман Эдуард Одиньш Линейные судьи: Дмитрий Голяк Иван Дедюля |
|                                                                                 |                               |                                                                  |                                |                                                                                             |
|                                                                                 | 48                            | Броски                                                           | 52                             |                                                                                             |

| 16 марта 2015 16:30 | Металлург Мг | 5:2 (3:0, 1:1, 1:1) | Сибирь | «Арена Металлург», Магнитогорск Зрителей: 6550 |

| Отчёт | Отчёт                          | Отчёт                                                                                  | Отчёт                                                       | Отчёт                                                                                             |
| --- | ------------------------------ | -------------------------------------------------------------------------------------- | ----------------------------------------------------------- | ------------------------------------------------------------------------------------------------- |
| |                                |                                                                                        |                                                             |                                                                                                   |
| | Василий Кошечкин (00:00-60:00) | Вратари                                                                                | Александр Салак (00:00-09:05) Никита Беспалов (09:05-60:00) | Судьи: Виктор Гашилов Сергей Гусев Александр Соин Линейные судьи: Сергей Мисюрь Александр Отмахов |
| | Голы:                          |                                                                                        |                                                             | Судьи: Виктор Гашилов Сергей Гусев Александр Соин Линейные судьи: Сергей Мисюрь Александр Отмахов |
| Т.Стэплтон (В.Маленьких, Т.Брент) — 01:07 С.Мозякин (К.Ли) — (5x4) 08:15 С.Мозякин (В.Антипин, Д.Зарипов) — (5x4) 15:35 Т.Брент (К.Ли, О.Осала) — 22:14 Я.Коварж (С.Мозякин) — 53:31 | 1:0 2:0 3:0 3:1 4:1 4:2 5:2    | 21:32 (5x4) — Д.Улльстрём (Д.Моня, П.Херсли) 53:11 (5x4) — Д.Моня (П.Херсли, Й.Энлунд) |                                                             | Судьи: Виктор Гашилов Сергей Гусев Александр Соин Линейные судьи: Сергей Мисюрь Александр Отмахов |
| |                                |                                                                                        |                                                             | Судьи: Виктор Гашилов Сергей Гусев Александр Соин Линейные судьи: Сергей Мисюрь Александр Отмахов |
| |                                |                                                                                        |                                                             | Судьи: Виктор Гашилов Сергей Гусев Александр Соин Линейные судьи: Сергей Мисюрь Александр Отмахов |
| |                                |                                                                                        |                                                             | Судьи: Виктор Гашилов Сергей Гусев Александр Соин Линейные судьи: Сергей Мисюрь Александр Отмахов |
| 30 мин | Штраф                          | 37 мин                                                                                 |                                                             | Судьи: Виктор Гашилов Сергей Гусев Александр Соин Линейные судьи: Сергей Мисюрь Александр Отмахов |
| |                                |                                                                                        |                                                             |                                                                                                   |
| | 62                             | Броски                                                                                 | 46                                                          |                                                                                                   |

| 17 марта 2015 16:30 | Металлург Мг | 2:3 ОТ (1:2, 1:0, 0:0, 0:1) | Сибирь | «Арена Металлург», Магнитогорск Зрителей: 7130 |

| Отчёт                                                                             | Отчёт                          | Отчёт                                                                                              | Отчёт                         | Отчёт                                                                                             |
| --------------------------------------------------------------------------------- | ------------------------------ | -------------------------------------------------------------------------------------------------- | ----------------------------- | ------------------------------------------------------------------------------------------------- |
|                                                                                   |                                | |                               |                                                                                                   |
|                                                                                   | Василий Кошечкин (00:00-60:22) | Вратари                                                                                            | Никита Беспалов (00:00-60:22) | Судьи: Виктор Гашилов Сергей Гусев Александр Соин Линейные судьи: Сергей Мисюрь Александр Отмахов |
|                                                                                   | Голы:                          | |                               | Судьи: Виктор Гашилов Сергей Гусев Александр Соин Линейные судьи: Сергей Мисюрь Александр Отмахов |
| Д.Зарипов (С.Мозякин, Я.Коварж) — (5x4) 18:48 Д.Зарипов (С.Мозякин) — (5x4) 36:12 | 0:1 0:2 1:2 2:2 2:3            | 01:46 — Д.Кугрышев (О.Губин) 16:38 (5x4) — П.Херсли (Й.Энлунд, И.Ожиганов) 60:22 (4x4) — Р.Мамашев |                               | Судьи: Виктор Гашилов Сергей Гусев Александр Соин Линейные судьи: Сергей Мисюрь Александр Отмахов |
|                                                                                   |                                | |                               | Судьи: Виктор Гашилов Сергей Гусев Александр Соин Линейные судьи: Сергей Мисюрь Александр Отмахов |
|                                                                                   |                                | |                               | Судьи: Виктор Гашилов Сергей Гусев Александр Соин Линейные судьи: Сергей Мисюрь Александр Отмахов |
|                                                                                   |                                | |                               | Судьи: Виктор Гашилов Сергей Гусев Александр Соин Линейные судьи: Сергей Мисюрь Александр Отмахов |
| 10 мин                                                                            | Штраф                          | 26 мин                                                                                             |                               | Судьи: Виктор Гашилов Сергей Гусев Александр Соин Линейные судьи: Сергей Мисюрь Александр Отмахов |
|                                                                                   |                                | |                               |                                                                                                   |
|                                                                                   | 55                             | Броски                                                                                             | 52                            |                                                                                                   |

| 19 марта 2015 16:30 | Сибирь | 3:1 (0:0, 1:1, 2:0) | Металлург Мг | ЛДС «Сибирь», Новосибирск Зрителей: 7400 |

| Отчёт                                                                                 | Отчёт                         | Отчёт                                          | Отчёт                          | Отчёт                                                                                          |
| ------------------------------------------------------------------------------------- | ----------------------------- | ---------------------------------------------- | ------------------------------ | ---------------------------------------------------------------------------------------------- |
|                                                                                       |                               |                                                |                                |                                                                                                |
|                                                                                       | Александр Салак (00:00-60:00) | Вратари                                        | Василий Кошечкин (00:00-60:00) | Судьи: Михаил Бутурлин Денис Наумов Алексей Раводин Линейные судьи: Глеб Лазарев Роман Шиханов |
|                                                                                       | Голы:                         |                                                |                                | Судьи: Михаил Бутурлин Денис Наумов Алексей Раводин Линейные судьи: Глеб Лазарев Роман Шиханов |
| С.Шумаков (С.Санников) — 29:43 О.Губин (А.Ворошило) — 58:04 И.Ожиганов — (п.в.) 58:57 | 0:1 :1 2:1 3:1                | 26:27 (5x4) — С.Мозякин (В.Антипин, Д.Зарипов) |                                | Судьи: Михаил Бутурлин Денис Наумов Алексей Раводин Линейные судьи: Глеб Лазарев Роман Шиханов |
|                                                                                       |                               |                                                |                                | Судьи: Михаил Бутурлин Денис Наумов Алексей Раводин Линейные судьи: Глеб Лазарев Роман Шиханов |
|                                                                                       |                               |                                                |                                | Судьи: Михаил Бутурлин Денис Наумов Алексей Раводин Линейные судьи: Глеб Лазарев Роман Шиханов |
|                                                                                       |                               |                                                |                                | Судьи: Михаил Бутурлин Денис Наумов Алексей Раводин Линейные судьи: Глеб Лазарев Роман Шиханов |
| 6 мин                                                                                 | Штраф                         | 6 мин                                          |                                | Судьи: Михаил Бутурлин Денис Наумов Алексей Раводин Линейные судьи: Глеб Лазарев Роман Шиханов |
|                                                                                       |                               |                                                |                                |                                                                                                |
|                                                                                       | 42                            | Броски                                         | 45                             |                                                                                                |

### Западная конференция

#### (1) ЦСКА — (4) Йокерит
Команды ранее не встречались в плей-офф КХЛ. В регулярном чемпионате этого сезона команды провели между собой два матча: в первом победу в овертайме со счётом 4:3 одержал ЦСКА, во втором — «Йокерит» со счётом 2:1.
| 12 марта 2015 19:30 | ЦСКА | 3:2 (0:0, 0:1, 3:1) | Йокерит | ЛСК ЦСКА им. В. Боброва, Москва Зрителей: 5440 |

| Отчёт | Отчёт                      | Отчёт                                                                                | Отчёт                         | Отчёт |
| --- | -------------------------- | ------------------------------------------------------------------------------------ | ----------------------------- | --- |
| |                            |                                                                                      |                               | |
| | Кевин Лаланд (00:00-60:00) | Вратари                                                                              | Хенрик Карлссон (00:00-59:34) | Судьи: Денис Наумов Анатолий Захаров Алексей Раводин Линейные судьи: Сергей Морозов Александр Садовников |
| | Голы:                      |                                                                                      |                               | Судьи: Денис Наумов Анатолий Захаров Алексей Раводин Линейные судьи: Сергей Морозов Александр Садовников |
| А.Радулов (И.Григоренко, Н.Зайцев) — 50:19 И.Григоренко (Н.Зайцев, А.Радулов) — (5x4) 57:51 И.Григоренко (Н.Зайцев, А.Радулов) — (5x4) 59:09 | 0:1 0:2 1:2 2:2 3:2        | 25:12 (5x4) — Н.Хагман (Р.Гандерсон, Ю.Аалтонен) 44:28 (5x4) — С.Мозес (Р.Гандерсон) |                               | Судьи: Денис Наумов Анатолий Захаров Алексей Раводин Линейные судьи: Сергей Морозов Александр Садовников |
| |                            |                                                                                      |                               | Судьи: Денис Наумов Анатолий Захаров Алексей Раводин Линейные судьи: Сергей Морозов Александр Садовников |
| |                            |                                                                                      |                               | Судьи: Денис Наумов Анатолий Захаров Алексей Раводин Линейные судьи: Сергей Морозов Александр Садовников |
| |                            |                                                                                      |                               | Судьи: Денис Наумов Анатолий Захаров Алексей Раводин Линейные судьи: Сергей Морозов Александр Садовников |
| 10 мин | Штраф                      | 35 мин                                                                               |                               | Судьи: Денис Наумов Анатолий Захаров Алексей Раводин Линейные судьи: Сергей Морозов Александр Садовников |
| |                            |                                                                                      |                               | |
| | 68                         | Броски                                                                               | 37                            | |

| 13 марта 2015 19:30 | ЦСКА | 4:0 (0:0, 3:0, 1:0) | Йокерит | ЛСК ЦСКА им. В. Боброва, Москва Зрителей: 5600 |

| Отчёт | Отчёт                      | Отчёт   | Отчёт                         | Отчёт                                                                                              |
| --- | -------------------------- | ------- | ----------------------------- | -------------------------------------------------------------------------------------------------- |
| |                            |         |                               | |
| | Кевин Лаланд (00:00-60:00) | Вратари | Хенрик Карлссон (00:00-59:34) | Судьи: Денис Наумов Анатолий Захаров Алексей Раводин Линейные судьи: Алексей Медведев Иван Сазонов |
| | Голы:                      |         |                               | Судьи: Денис Наумов Анатолий Захаров Алексей Раводин Линейные судьи: Алексей Медведев Иван Сазонов |
| И.Григоренко (А.Радулов) — 26:39 С. Яльмарссон (И.Макаров, Я.Муршак) — 28:08 Я.Муршак (Н.Зайцев, А.Радулов) — 35:26 И.Григоренко (Е.Артюхин) — 54:19 | 1:0 2:0 3:0 4:0            |         |                               | Судьи: Денис Наумов Анатолий Захаров Алексей Раводин Линейные судьи: Алексей Медведев Иван Сазонов |
| |                            |         |                               | Судьи: Денис Наумов Анатолий Захаров Алексей Раводин Линейные судьи: Алексей Медведев Иван Сазонов |
| |                            |         |                               | Судьи: Денис Наумов Анатолий Захаров Алексей Раводин Линейные судьи: Алексей Медведев Иван Сазонов |
| |                            |         |                               | Судьи: Денис Наумов Анатолий Захаров Алексей Раводин Линейные судьи: Алексей Медведев Иван Сазонов |
| 12 мин | Штраф                      | 8 мин   |                               | Судьи: Денис Наумов Анатолий Захаров Алексей Раводин Линейные судьи: Алексей Медведев Иван Сазонов |
| |                            |         |                               | |
| | 64                         | Броски  | 49                            | |

| 16 марта 2015 19:30 | Йокерит | 3:2 (0:0, 1:1, 2:1) | ЦСКА | «Хартвалл Арена», Хельсинки Зрителей: 13 217 |

| Отчёт | Отчёт                         | Отчёт                                                                                      | Отчёт                                                      | Отчёт                                                                                         |
| --- | ----------------------------- | ------------------------------------------------------------------------------------------ | ---------------------------------------------------------- | --------------------------------------------------------------------------------------------- |
| |                               |                                                                                            |                                                            |                                                                                               |
| | Хенрик Карлссон (00:00-60:00) | Вратари                                                                                    | Кевин Лаланд (00:00-49:38) Станислав Галимов (49:38-60:00) | Судьи: Алексей Анисимов Денис Бондарь Вячеслав Буланов Линейные судьи: Яков Палей Юрий Иванов |
| | Голы:                         |                                                                                            |                                                            | Судьи: Алексей Анисимов Денис Бондарь Вячеслав Буланов Линейные судьи: Яков Палей Юрий Иванов |
| В.Лаюнен (Ю.Аалтонен, Т.Яакола) — (5x4) 35:37 Т.Хухтала (Е.Саллинен, Э.Пёюсти) — 45:27 Т.Хухтала (Т.Яакола, Е.Саллинен) — 47:47 | 0:1 :1 2:1 3:1 3:2            | 35:11 (4x5) — С. Яльмарссон (Я.Муршак, Г.Панин) 56:41 — И.Григоренко (Н.Зайцев, Д.Денисов) |                                                            | Судьи: Алексей Анисимов Денис Бондарь Вячеслав Буланов Линейные судьи: Яков Палей Юрий Иванов |
| |                               |                                                                                            |                                                            | Судьи: Алексей Анисимов Денис Бондарь Вячеслав Буланов Линейные судьи: Яков Палей Юрий Иванов |
| |                               |                                                                                            |                                                            | Судьи: Алексей Анисимов Денис Бондарь Вячеслав Буланов Линейные судьи: Яков Палей Юрий Иванов |
| |                               |                                                                                            |                                                            | Судьи: Алексей Анисимов Денис Бондарь Вячеслав Буланов Линейные судьи: Яков Палей Юрий Иванов |
| 12 мин | Штраф                         | 14 мин                                                                                     |                                                            | Судьи: Алексей Анисимов Денис Бондарь Вячеслав Буланов Линейные судьи: Яков Палей Юрий Иванов |
| |                               |                                                                                            |                                                            |                                                                                               |
| | 47                            | Броски                                                                                     | 59                                                         |                                                                                               |

| 17 марта 2015 19:30 | Йокерит | 0:3 (0:1, 0:0, 0:2) | ЦСКА | «Хартвалл Арена», Хельсинки Зрителей: 13 446 |

| Отчёт  | Отчёт                         | Отчёт | Отчёт                           | Отчёт                                                                                         |
| ------ | ----------------------------- | --- | ------------------------------- | --------------------------------------------------------------------------------------------- |
|        |                               | |                                 |                                                                                               |
|        | Хенрик Карлссон (00:00-60:00) | Вратари | Станислав Галимов (00:00-60:00) | Судьи: Алексей Анисимов Денис Бондарь Вячеслав Буланов Линейные судьи: Юрий Иванов Яков Палей |
|        | Голы:                         | |                                 | Судьи: Алексей Анисимов Денис Бондарь Вячеслав Буланов Линейные судьи: Юрий Иванов Яков Палей |
|        | 0:1 0:2 0:3                   | 09:15 (5x4) — С. Яльмарссон (Я.Муршак) 51:00 (5x4) — С. Яльмарссон (Д.Денисов, Я.Муршак) 55:08 (5x4) — И.Григоренко (Я.Муршак) |                                 | Судьи: Алексей Анисимов Денис Бондарь Вячеслав Буланов Линейные судьи: Юрий Иванов Яков Палей |
|        |                               | |                                 | Судьи: Алексей Анисимов Денис Бондарь Вячеслав Буланов Линейные судьи: Юрий Иванов Яков Палей |
|        |                               | |                                 | Судьи: Алексей Анисимов Денис Бондарь Вячеслав Буланов Линейные судьи: Юрий Иванов Яков Палей |
|        |                               | |                                 | Судьи: Алексей Анисимов Денис Бондарь Вячеслав Буланов Линейные судьи: Юрий Иванов Яков Палей |
| 14 мин | Штраф                         | 10 мин |                                 | Судьи: Алексей Анисимов Денис Бондарь Вячеслав Буланов Линейные судьи: Юрий Иванов Яков Палей |
|        |                               | |                                 |                                                                                               |
|        | 40                            | Броски | 62                              |                                                                                               |

| 19 марта 2015 19:30 | ЦСКА | 4:2 (0:0, 1:2, 3:0) | Йокерит | ЛСК ЦСКА им. В. Боброва, Москва Зрителей: 5600 |

| Отчёт | Отчёт                           | Отчёт                                                        | Отчёт                         | Отчёт |
| --- | ------------------------------- | ------------------------------------------------------------ | ----------------------------- | --- |
| |                                 |                                                              |                               | |
| | Станислав Галимов (00:00-60:00) | Вратари                                                      | Хенрик Карлссон (00:00-60:00) | Судьи: Денис Бондарь Роман Гофман Эдуард Одиньш Линейные судьи: Александр Захаренков Александр Садовников |
| | Голы:                           |                                                              |                               | Судьи: Денис Бондарь Роман Гофман Эдуард Одиньш Линейные судьи: Александр Захаренков Александр Садовников |
| В.Жарков (Д.Жафяров) — 33:44 И.Григоренко (А.Радулов) — 40:47 Д.Жафяров (Я.Муршак) — 55:38 Г.Панин — 59:15 | 0:1 :1 1:2 :2 3:2 4:2           | 20:08 (4x4) — Ю.Аалтонен 35:46 — Л.Умарк (С.Мозес, П.Коукал) |                               | Судьи: Денис Бондарь Роман Гофман Эдуард Одиньш Линейные судьи: Александр Захаренков Александр Садовников |
| |                                 |                                                              |                               | Судьи: Денис Бондарь Роман Гофман Эдуард Одиньш Линейные судьи: Александр Захаренков Александр Садовников |
| |                                 |                                                              |                               | Судьи: Денис Бондарь Роман Гофман Эдуард Одиньш Линейные судьи: Александр Захаренков Александр Садовников |
| |                                 |                                                              |                               | Судьи: Денис Бондарь Роман Гофман Эдуард Одиньш Линейные судьи: Александр Захаренков Александр Садовников |
| 8 мин | Штраф                           | 8 мин                                                        |                               | Судьи: Денис Бондарь Роман Гофман Эдуард Одиньш Линейные судьи: Александр Захаренков Александр Садовников |
| |                                 |                                                              |                               | |
| | 64                              | Броски                                                       | 34                            | |

#### (2) СКА — (3) Динамо М
Команды встречались в плей-офф КХЛ два раза в финале конференции в 2012 и 2013 годах: в обоих случаях в серии сильнее оказывалось «Динамо» со счётом 4:0 и 4:2, соответственно. В регулярном чемпионате этого сезона команды провели между собой четыре матча, в которых четыре раза выигрывали «бело-голубые»: 4:3 в овертайме, 4:1 и два раза по 2:1.
| 12 марта 2015 19:30 | СКА | 3:2 ОТ (0:1, 2:1, 0:0, 1:0) | Динамо М | Ледовый дворец, Санкт-Петербург Зрителей: 12 278 |

| Отчёт | Отчёт                        | Отчёт                                                                | Отчёт                           | Отчёт |
| --- | ---------------------------- | -------------------------------------------------------------------- | ------------------------------- | --- |
| |                              |                                                                      |                                 | |
| | Микко Коскинен (00:00-60:49) | Вратари                                                              | Александр Лазушин (00:00-60:49) | Судьи: Алексей Анисимов Вячеслав Буланов Денис Бондарь Линейные судьи: Эдуард Метальников Александр Сироткин |
| | Голы:                        |                                                                      |                                 | Судьи: Алексей Анисимов Вячеслав Буланов Денис Бондарь Линейные судьи: Эдуард Метальников Александр Сироткин |
| Е.Кетов (Т.Мортенссон, А.Бурдасов) — 22:55 П.Торесен (Д.Эрикссон, И.Ковальчук) — (5x4) 32:41 А.Панарин (Р.Червенка, В.Шипачёв) — (4x4) 60:49 | 0:1 :1 1:2 :2 3:2            | 16:14 (4x4) — М.Робинсон (М.Пестушко) 27:03 — А.Цветков (М.Пестушко) |                                 | Судьи: Алексей Анисимов Вячеслав Буланов Денис Бондарь Линейные судьи: Эдуард Метальников Александр Сироткин |
| |                              |                                                                      |                                 | Судьи: Алексей Анисимов Вячеслав Буланов Денис Бондарь Линейные судьи: Эдуард Метальников Александр Сироткин |
| |                              |                                                                      |                                 | Судьи: Алексей Анисимов Вячеслав Буланов Денис Бондарь Линейные судьи: Эдуард Метальников Александр Сироткин |
| |                              |                                                                      |                                 | Судьи: Алексей Анисимов Вячеслав Буланов Денис Бондарь Линейные судьи: Эдуард Метальников Александр Сироткин |
| 6 мин | Штраф                        | 8 мин                                                                |                                 | Судьи: Алексей Анисимов Вячеслав Буланов Денис Бондарь Линейные судьи: Эдуард Метальников Александр Сироткин |
| |                              |                                                                      |                                 | |
| | 57                           | Броски                                                               | 48                              | |

| 13 марта 2015 19:30 | СКА | 1:4 (0:1, 1:1, 0:2) | Динамо М | Ледовый дворец, Санкт-Петербург Зрителей: 12 304 |

| Отчёт                                            | Отчёт                        | Отчёт | Отчёт                           | Отчёт |
| ------------------------------------------------ | ---------------------------- | --- | ------------------------------- | --- |
|                                                  |                              | |                                 | |
|                                                  | Микко Коскинен (00:00-60:00) | Вратари | Александр Лазушин (00:00-60:00) | Судьи: Алексей Анисимов Вячеслав Буланов Денис Бондарь Линейные судьи: Эдуард Метальников Александр Сироткин |
|                                                  | Голы:                        | |                                 | Судьи: Алексей Анисимов Вячеслав Буланов Денис Бондарь Линейные судьи: Эдуард Метальников Александр Сироткин |
| В.Шипачёв (А.Панарин, И.Ковальчук) — (5x4) 29:36 | 0:1 :1 1:2 1:3 1:4           | 11:19 — В.Брюквин 38:50 — М.Карпов (А.Цветков, А.Миронов) 47:37 — К.Даугавиньш (Н.Жердев, Ф.Новак) 57:40 (п.в.) — А.Цветков |                                 | Судьи: Алексей Анисимов Вячеслав Буланов Денис Бондарь Линейные судьи: Эдуард Метальников Александр Сироткин |
|                                                  |                              | |                                 | Судьи: Алексей Анисимов Вячеслав Буланов Денис Бондарь Линейные судьи: Эдуард Метальников Александр Сироткин |
|                                                  |                              | |                                 | Судьи: Алексей Анисимов Вячеслав Буланов Денис Бондарь Линейные судьи: Эдуард Метальников Александр Сироткин |
|                                                  |                              | |                                 | Судьи: Алексей Анисимов Вячеслав Буланов Денис Бондарь Линейные судьи: Эдуард Метальников Александр Сироткин |
| 14 мин                                           | Штраф                        | 16 мин |                                 | Судьи: Алексей Анисимов Вячеслав Буланов Денис Бондарь Линейные судьи: Эдуард Метальников Александр Сироткин |
|                                                  |                              | |                                 | |
|                                                  | 60                           | Броски | 31                              | |

| 15 марта 2015 17:00 | Динамо М | 0:2 (0:0, 0:1, 0:1) | СКА | МСА «Лужники», Москва Зрителей: 8024 |

| Отчёт  | Отчёт                           | Отчёт                                                                              | Отчёт                        | Отчёт                                                                                                 |
| ------ | ------------------------------- | ---------------------------------------------------------------------------------- | ---------------------------- | --- |
|        |                                 |                                                                                    |                              | |
|        | Александр Лазушин (00:00-60:00) | Вратари                                                                            | Микко Коскинен (00:00-60:00) | Судьи: Антонин Йержабек Алексей Раводин Юри Рённ Линейные судьи: Константин Горденко Александр Сысуев |
|        | Голы:                           |                                                                                    |                              | Судьи: Антонин Йержабек Алексей Раводин Юри Рённ Линейные судьи: Константин Горденко Александр Сысуев |
|        | 0:1 0:2                         | 26:44 — А.Бурдасов (Д.Калинин) 58:50 (п.в.) — И.Ковальчук (Р.Червенка, Д.Эрикссон) |                              | Судьи: Антонин Йержабек Алексей Раводин Юри Рённ Линейные судьи: Константин Горденко Александр Сысуев |
|        |                                 |                                                                                    |                              | Судьи: Антонин Йержабек Алексей Раводин Юри Рённ Линейные судьи: Константин Горденко Александр Сысуев |
|        |                                 |                                                                                    |                              | Судьи: Антонин Йержабек Алексей Раводин Юри Рённ Линейные судьи: Константин Горденко Александр Сысуев |
|        |                                 |                                                                                    |                              | Судьи: Антонин Йержабек Алексей Раводин Юри Рённ Линейные судьи: Константин Горденко Александр Сысуев |
| 29 мин | Штраф                           | 6 мин                                                                              |                              | Судьи: Антонин Йержабек Алексей Раводин Юри Рённ Линейные судьи: Константин Горденко Александр Сысуев |
|        |                                 |                                                                                    |                              | |
|        | 55                              | Броски                                                                             | 57                           | |

| 16 марта 2015 19:30 | Динамо М | 1:6 (1:1, 0:2, 0:3) | СКА | МСА «Лужники», Москва Зрителей: 7998 |

| Отчёт                         | Отчёт                                                              | Отчёт | Отчёт                        | Отчёт                                                                                                 |
| ----------------------------- | ------------------------------------------------------------------ | --- | ---------------------------- | --- |
|                               |                                                                    | |                              | |
|                               | Александр Лазушин (00:00-39:06) Александр Шарыченков (39:06-60:00) | Вратари | Микко Коскинен (00:00-60:00) | Судьи: Антонин Йержабек Алексей Раводин Юри Рённ Линейные судьи: Константин Горденко Александр Сысуев |
|                               | Голы:                                                              | |                              | Судьи: Антонин Йержабек Алексей Раводин Юри Рённ Линейные судьи: Константин Горденко Александр Сысуев |
| Е.Дугин (Я.Яласваара) — 12:52 | 0:1 :1 1:2 1:3 1:4 1:5 1:6                                         | 07:27 — П.Торесен (Т.Мортенссон) 24:02 — В.Шипачёв (Е.Дадонов, А.Панарин) 24:35 — И.Каблуков (Е.Кетов, А.Бурдасов) 41:02 (5x4) — Е.Дадонов (И.Ковальчук, В.Шипачёв) 41:35 — П.Торесен (Т.Мортенссон) 50:20 — В.Тихонов (Т.Мортенссон) |                              | Судьи: Антонин Йержабек Алексей Раводин Юри Рённ Линейные судьи: Константин Горденко Александр Сысуев |
|                               |                                                                    | |                              | Судьи: Антонин Йержабек Алексей Раводин Юри Рённ Линейные судьи: Константин Горденко Александр Сысуев |
|                               |                                                                    | |                              | Судьи: Антонин Йержабек Алексей Раводин Юри Рённ Линейные судьи: Константин Горденко Александр Сысуев |
|                               |                                                                    | |                              | Судьи: Антонин Йержабек Алексей Раводин Юри Рённ Линейные судьи: Константин Горденко Александр Сысуев |
| 10 мин                        | Штраф                                                              | 6 мин |                              | Судьи: Антонин Йержабек Алексей Раводин Юри Рённ Линейные судьи: Константин Горденко Александр Сысуев |
|                               |                                                                    | |                              | |
|                               | 53                                                                 | Броски | 52                           | |

| 18 марта 2015 19:30 | СКА | 3:2 ОТ (1:0, 0:0, 1:2, 1:0) | Динамо М | Ледовый дворец, Санкт-Петербург Зрителей: 12 385 |

| Отчёт | Отчёт                        | Отчёт                                                       | Отчёт                              | Отчёт                                                                                       |
| --- | ---------------------------- | ----------------------------------------------------------- | ---------------------------------- | ------------------------------------------------------------------------------------------- |
| |                              |                                                             |                                    |                                                                                             |
| | Микко Коскинен (00:00-69:31) | Вратари                                                     | Александр Шарыченков (00:00-69:31) | Судьи: Алексей Анисимов Антонин Йержабек Юри Рённ Линейные судьи: Сергей Морозов Яков Палей |
| | Голы:                        |                                                             |                                    | Судьи: Алексей Анисимов Антонин Йержабек Юри Рённ Линейные судьи: Сергей Морозов Яков Палей |
| В.Шипачёв (Р.Червенка, И.Ковальчук) — 00:37 А.Белов (В.Тихонов, П.Торесен) — 43:09 Е.Дадонов (В.Шипачёв, А.Панарин) — (5x4) 69:31 | 1:0 1:1 2:1 2:2 3:2          | 42:49 (5x4) — М.Карпов 52:16 — С.Соин (М.Робинсон, Е.Дугин) |                                    | Судьи: Алексей Анисимов Антонин Йержабек Юри Рённ Линейные судьи: Сергей Морозов Яков Палей |
| |                              |                                                             |                                    | Судьи: Алексей Анисимов Антонин Йержабек Юри Рённ Линейные судьи: Сергей Морозов Яков Палей |
| |                              |                                                             |                                    | Судьи: Алексей Анисимов Антонин Йержабек Юри Рённ Линейные судьи: Сергей Морозов Яков Палей |
| |                              |                                                             |                                    | Судьи: Алексей Анисимов Антонин Йержабек Юри Рённ Линейные судьи: Сергей Морозов Яков Палей |
| 6 мин | Штраф                        | 8 мин                                                       |                                    | Судьи: Алексей Анисимов Антонин Йержабек Юри Рённ Линейные судьи: Сергей Морозов Яков Палей |
| |                              |                                                             |                                    |                                                                                             |
| | 56                           | Броски                                                      | 60                                 |                                                                                             |

## Финалы конференций

### Восточная конференция

#### (1) Ак Барс — (2) Сибирь
Команды ранее уже встречались между собой в плей-офф КХЛ: в 2014 году в 1/4 финала конференции со счётом 4:2 в серии сильнее оказалась «Сибирь». Новосибирцы ранее никогда не играли в третьем раунде плей-офф Кубка Гагарина, тогда как казанцы участвовали в этой стадии три раза. В регулярном чемпионате этого сезона между соперниками состоялось два матча, в которых победу праздновали хозяева площадок: в первом матче со счётом 5:2 победу одержал «Ак Барс», во втором — со счётом 6:1 «Сибирь».
| 27 марта 2015 19:30 | Ак Барс | 2:0 (2:0, 0:0, 0:0) | Сибирь | «Татнефть Арена», Казань Зрителей: 8508 |

| Отчёт                                                     | Отчёт                         | Отчёт   | Отчёт                         | Отчёт                                                                                        |
| --------------------------------------------------------- | ----------------------------- | ------- | ----------------------------- | -------------------------------------------------------------------------------------------- |
|                                                           |                               |         |                               |                                                                                              |
|                                                           | Андерс Нильссон (00:00-60:00) | Вратари | Александр Салак (00:00-60:00) | Судьи: Вячеслав Буланов Эдуард Одиньш Юри Рённ Линейные судьи: Алексей Медведев Иван Сазонов |
|                                                           | Голы:                         |         |                               | Судьи: Вячеслав Буланов Эдуард Одиньш Юри Рённ Линейные судьи: Алексей Медведев Иван Сазонов |
| О.Мёллер (Д.Азеведо) — 11:16 К.Кольцов (А.Свитов) — 19:06 | 1:0 2:0                       |         |                               | Судьи: Вячеслав Буланов Эдуард Одиньш Юри Рённ Линейные судьи: Алексей Медведев Иван Сазонов |
|                                                           |                               |         |                               | Судьи: Вячеслав Буланов Эдуард Одиньш Юри Рённ Линейные судьи: Алексей Медведев Иван Сазонов |
|                                                           |                               |         |                               | Судьи: Вячеслав Буланов Эдуард Одиньш Юри Рённ Линейные судьи: Алексей Медведев Иван Сазонов |
|                                                           |                               |         |                               | Судьи: Вячеслав Буланов Эдуард Одиньш Юри Рённ Линейные судьи: Алексей Медведев Иван Сазонов |
| 35 мин                                                    | Штраф                         | 8 мин   |                               | Судьи: Вячеслав Буланов Эдуард Одиньш Юри Рённ Линейные судьи: Алексей Медведев Иван Сазонов |
|                                                           |                               |         |                               |                                                                                              |
|                                                           | 35                            | Броски  | 46                            |                                                                                              |

| 29 марта 2015 17:00 | Ак Барс | 2:1 (1:0, 1:0, 0:1) | Сибирь | «Татнефть Арена», Казань Зрителей: 8448 |

| Отчёт                                                                                   | Отчёт                         | Отчёт                          | Отчёт                         | Отчёт                                                                                        |
| --------------------------------------------------------------------------------------- | ----------------------------- | ------------------------------ | ----------------------------- | -------------------------------------------------------------------------------------------- |
|                                                                                         |                               |                                |                               |                                                                                              |
|                                                                                         | Андерс Нильссон (00:00-60:00) | Вратари                        | Александр Салак (00:00-60:00) | Судьи: Вячеслав Буланов Эдуард Одиньш Юри Рённ Линейные судьи: Алексей Медведев Иван Сазонов |
|                                                                                         | Голы:                         |                                |                               | Судьи: Вячеслав Буланов Эдуард Одиньш Юри Рённ Линейные судьи: Алексей Медведев Иван Сазонов |
| К.Петров (И.Никулин, А.Бурмистров) — 07:52 О.Мёллер (П.Врана, Е.Медведев) — (5x4) 26:55 | 1:0 2:0 2:1                   | 51:24 — В.Бутузов (С.Санников) |                               | Судьи: Вячеслав Буланов Эдуард Одиньш Юри Рённ Линейные судьи: Алексей Медведев Иван Сазонов |
|                                                                                         |                               |                                |                               | Судьи: Вячеслав Буланов Эдуард Одиньш Юри Рённ Линейные судьи: Алексей Медведев Иван Сазонов |
|                                                                                         |                               |                                |                               | Судьи: Вячеслав Буланов Эдуард Одиньш Юри Рённ Линейные судьи: Алексей Медведев Иван Сазонов |
|                                                                                         |                               |                                |                               | Судьи: Вячеслав Буланов Эдуард Одиньш Юри Рённ Линейные судьи: Алексей Медведев Иван Сазонов |
| 12 мин                                                                                  | Штраф                         | 22 мин                         |                               | Судьи: Вячеслав Буланов Эдуард Одиньш Юри Рённ Линейные судьи: Алексей Медведев Иван Сазонов |
|                                                                                         |                               |                                |                               |                                                                                              |
|                                                                                         | 42                            | Броски                         | 57                            |                                                                                              |

| 31 марта 2015 16:30 | Сибирь | 2:1 (0:0, 2:1, 0:0) | Ак Барс | ЛДС «Сибирь», Новосибирск Зрителей: 7400 |

| Отчёт                                        | Отчёт                         | Отчёт                                   | Отчёт                         | Отчёт |
| -------------------------------------------- | ----------------------------- | --------------------------------------- | ----------------------------- | --- |
|                                              |                               |                                         |                               | |
|                                              | Александр Салак (00:00-60:00) | Вратари                                 | Андерс Нильссон (00:00-60:00) | Судьи: Вячеслав Буланов Эдуард Одиньш Константин Оленин Линейные судьи: Александр Захаренков Александр Садовников |
|                                              | Голы:                         |                                         |                               | Судьи: Вячеслав Буланов Эдуард Одиньш Константин Оленин Линейные судьи: Александр Захаренков Александр Садовников |
| М.Игнатович — 29:55 И.Ожиганов — (5x4) 39:14 | 1:0 1:1 2:1                   | 34:06 — К.Кольцов (А.Лукоянов, Я.Рылов) |                               | Судьи: Вячеслав Буланов Эдуард Одиньш Константин Оленин Линейные судьи: Александр Захаренков Александр Садовников |
|                                              |                               |                                         |                               | Судьи: Вячеслав Буланов Эдуард Одиньш Константин Оленин Линейные судьи: Александр Захаренков Александр Садовников |
|                                              |                               |                                         |                               | Судьи: Вячеслав Буланов Эдуард Одиньш Константин Оленин Линейные судьи: Александр Захаренков Александр Садовников |
|                                              |                               |                                         |                               | Судьи: Вячеслав Буланов Эдуард Одиньш Константин Оленин Линейные судьи: Александр Захаренков Александр Садовников |
| 18 мин                                       | Штраф                         | 8 мин                                   |                               | Судьи: Вячеслав Буланов Эдуард Одиньш Константин Оленин Линейные судьи: Александр Захаренков Александр Садовников |
|                                              |                               |                                         |                               | |
|                                              | 51                            | Броски                                  | 53                            | |

| 2 апреля 2015 16:30 | Сибирь | 0:1 ОТ (0:0, 0:0, 0:0, 0:1) | Ак Барс | ЛДС «Сибирь», Новосибирск Зрителей: 7400 |

| Отчёт | Отчёт                         | Отчёт                       | Отчёт                         | Отчёт |
| ----- | ----------------------------- | --------------------------- | ----------------------------- | --- |
|       |                               |                             |                               | |
|       | Александр Салак (00:00-67:51) | Вратари                     | Андерс Нильссон (00:00-67:51) | Судьи: Вячеслав Буланов Эдуард Одиньш Константин Оленин Линейные судьи: Александр Захаренков Александр Садовников |
|       | Голы:                         |                             |                               | Судьи: Вячеслав Буланов Эдуард Одиньш Константин Оленин Линейные судьи: Александр Захаренков Александр Садовников |
|       | 0:1                           | 67:51 — О.Мёллер (И.Мирнов) |                               | Судьи: Вячеслав Буланов Эдуард Одиньш Константин Оленин Линейные судьи: Александр Захаренков Александр Садовников |
|       |                               |                             |                               | Судьи: Вячеслав Буланов Эдуард Одиньш Константин Оленин Линейные судьи: Александр Захаренков Александр Садовников |
|       |                               |                             |                               | Судьи: Вячеслав Буланов Эдуард Одиньш Константин Оленин Линейные судьи: Александр Захаренков Александр Садовников |
|       |                               |                             |                               | Судьи: Вячеслав Буланов Эдуард Одиньш Константин Оленин Линейные судьи: Александр Захаренков Александр Садовников |
| 6 мин | Штраф                         | 8 мин                       |                               | Судьи: Вячеслав Буланов Эдуард Одиньш Константин Оленин Линейные судьи: Александр Захаренков Александр Садовников |
|       |                               |                             |                               | |
|       | 47                            | Броски                      | 67                            | |

| 4 апреля 2015 17:00 | Ак Барс | 1:0 ОТ (0:0, 0:0, 0:0, 1:0) | Сибирь | «Татнефть Арена», Казань Зрителей: 8508 |

| Отчёт                         | Отчёт                         | Отчёт   | Отчёт                         | Отчёт                                                                                                |
| ----------------------------- | ----------------------------- | ------- | ----------------------------- | --- |
|                               |                               |         |                               | |
|                               | Андерс Нильссон (00:00-66:22) | Вратари | Александр Салак (00:00-66:22) | Судьи: Роман Гофман Антонин Йержабек Алексей Раводин Линейные судьи: Константин Горденко Иван Дедюля |
|                               | Голы:                         |         |                               | Судьи: Роман Гофман Антонин Йержабек Алексей Раводин Линейные судьи: Константин Горденко Иван Дедюля |
| М.Глухов (М.Варнаков) — 66:22 | 1:0                           |         |                               | Судьи: Роман Гофман Антонин Йержабек Алексей Раводин Линейные судьи: Константин Горденко Иван Дедюля |
|                               |                               |         |                               | Судьи: Роман Гофман Антонин Йержабек Алексей Раводин Линейные судьи: Константин Горденко Иван Дедюля |
|                               |                               |         |                               | Судьи: Роман Гофман Антонин Йержабек Алексей Раводин Линейные судьи: Константин Горденко Иван Дедюля |
|                               |                               |         |                               | Судьи: Роман Гофман Антонин Йержабек Алексей Раводин Линейные судьи: Константин Горденко Иван Дедюля |
| 8 мин                         | Штраф                         | 12 мин  |                               | Судьи: Роман Гофман Антонин Йержабек Алексей Раводин Линейные судьи: Константин Горденко Иван Дедюля |
|                               |                               |         |                               | |
|                               | 73                            | Броски  | 43                            | |

### Западная конференция

#### (1) ЦСКА — (2) СКА
Команды ранее дважды встречались в плей-офф КХЛ: в 1/4 финала конференции в 2012 и 2014 годах. Оба раза победу в серии одерживали питерские «армейцы» — со счётом 4:1 и 4:0, соответственно. ЦСКА ранее никогда не участвовал в третьем раунде плей-офф, тогда как СКА играл на этой стадии дважды: в 2012 и 2013 годах (оба раза уступил московскому «Динамо» со счётом 0:4 и 2:4, соответственно). В регулярном чемпионате этого сезона соперники сыграли четыре раза: три раза победу одержал СКА (два раза со счётом 3:1 дома и в гостях и один раз — 4:3 дома) и один раз — ЦСКА (дома со счётом 5:3).
В настоящее время это единственный случай в истории КХЛ, когда команда отыгралась со счета 0:3 в серии и в итоге ее выиграла.
| 26 марта 2015 19:30 | ЦСКА | 3:0 (1:0, 1:0, 1:0) | СКА | ЛСК ЦСКА им. В. Боброва, Москва Зрителей: 5600 |

| Отчёт | Отчёт                           | Отчёт   | Отчёт                        | Отчёт                                                                                              |
| --- | ------------------------------- | ------- | ---------------------------- | -------------------------------------------------------------------------------------------------- |
| |                                 |         |                              | |
| | Станислав Галимов (00:00-60:00) | Вратари | Микко Коскинен (00:00-60:00) | Судьи: Алексей Анисимов Роман Гофман Антонин Йержабек Линейные судьи: Дмитрий Сивов Сергей Шелянин |
| | Голы:                           |         |                              | Судьи: Алексей Анисимов Роман Гофман Антонин Йержабек Линейные судьи: Дмитрий Сивов Сергей Шелянин |
| А.Радулов (Р.Любимов) — 06:06 Р.Любимов (С. Яльмарссон, А.Радулов) — 23:37 Я.Муршак (С. Яльмарссон, А.Радулов) — (5x4) 48:07 | 1:0 2:0 3:0                     |         |                              | Судьи: Алексей Анисимов Роман Гофман Антонин Йержабек Линейные судьи: Дмитрий Сивов Сергей Шелянин |
| |                                 |         |                              | Судьи: Алексей Анисимов Роман Гофман Антонин Йержабек Линейные судьи: Дмитрий Сивов Сергей Шелянин |
| |                                 |         |                              | Судьи: Алексей Анисимов Роман Гофман Антонин Йержабек Линейные судьи: Дмитрий Сивов Сергей Шелянин |
| |                                 |         |                              | Судьи: Алексей Анисимов Роман Гофман Антонин Йержабек Линейные судьи: Дмитрий Сивов Сергей Шелянин |
| 16 мин | Штраф                           | 12 мин  |                              | Судьи: Алексей Анисимов Роман Гофман Антонин Йержабек Линейные судьи: Дмитрий Сивов Сергей Шелянин |
| |                                 |         |                              | |
| | 47                              | Броски  | 56                           | |

| 28 марта 2015 17:00 | ЦСКА | 3:2 3ОТ (0:1, 1:0, 1:1, 0:0, 0:0, 1:0) | СКА | ЛСК ЦСКА им. В. Боброва, Москва Зрителей: 5600 |

| Отчёт | Отчёт                            | Отчёт                                                             | Отчёт                         | Отчёт                                                                                                 |
| --- | -------------------------------- | ----------------------------------------------------------------- | ----------------------------- | --- |
| |                                  |                                                                   |                               | |
| | Станислав Галимов (00:00-101:39) | Вратари                                                           | Микко Коскинен (00:00-101:39) | Судьи: Алексей Анисимов Антонин Йержабек Алексей Раводин Линейные судьи: Дмитрий Сивов Сергей Шелянин |
| | Голы:                            |                                                                   |                               | Судьи: Алексей Анисимов Антонин Йержабек Алексей Раводин Линейные судьи: Дмитрий Сивов Сергей Шелянин |
| Н.Зайцев (Р.Любимов, И.Григоренко) — (5x4) 22:00 Р.Любимов (Н.Зайцев, А.Радулов) — 52:22 Р.Любимов (И.Григоренко, А.Радулов) — 101:39 | 0:1 :1 1:2 :2 3:2                | 12:15 (5x4) — Е.Дадонов (А.Кутейкин, А.Панарин) 45:40 — А.Панарин |                               | Судьи: Алексей Анисимов Антонин Йержабек Алексей Раводин Линейные судьи: Дмитрий Сивов Сергей Шелянин |
| |                                  |                                                                   |                               | Судьи: Алексей Анисимов Антонин Йержабек Алексей Раводин Линейные судьи: Дмитрий Сивов Сергей Шелянин |
| |                                  |                                                                   |                               | Судьи: Алексей Анисимов Антонин Йержабек Алексей Раводин Линейные судьи: Дмитрий Сивов Сергей Шелянин |
| |                                  |                                                                   |                               | Судьи: Алексей Анисимов Антонин Йержабек Алексей Раводин Линейные судьи: Дмитрий Сивов Сергей Шелянин |
| 35 мин | Штраф                            | 33 мин                                                            |                               | Судьи: Алексей Анисимов Антонин Йержабек Алексей Раводин Линейные судьи: Дмитрий Сивов Сергей Шелянин |
| |                                  |                                                                   |                               | |
| | 46                               | Броски                                                            | 51                            | |

| 30 марта 2015 19:30 | СКА | 1:3 (0:0, 0:1, 1:2) | ЦСКА | Ледовый дворец, Санкт-Петербург Зрителей: 12 390 |

| Отчёт                                    | Отчёт                        | Отчёт | Отчёт                           | Отчёт                                                                                            |
| ---------------------------------------- | ---------------------------- | --- | ------------------------------- | ------------------------------------------------------------------------------------------------ |
|                                          |                              | |                                 |                                                                                                  |
|                                          | Микко Коскинен (00:00-60:00) | Вратари | Станислав Галимов (00:00-60:00) | Судьи: Алексей Анисимов Роман Гофман Антонин Йержабек Линейные судьи: Глеб Лазарев Роман Шиханов |
|                                          | Голы:                        | |                                 | Судьи: Алексей Анисимов Роман Гофман Антонин Йержабек Линейные судьи: Глеб Лазарев Роман Шиханов |
| М.Чудинов (И.Ковальчук, А.Белов) — 51:39 | 0:1 0:2 1:2 1:3              | 36:28 — Р.Любимов (И.Григоренко, А.Радулов) 50:30 — Д.Денисов (И.Григоренко, А.Радулов) 58:57 (п.в.) — А.Радулов (В.Жарков) |                                 | Судьи: Алексей Анисимов Роман Гофман Антонин Йержабек Линейные судьи: Глеб Лазарев Роман Шиханов |
|                                          |                              | |                                 | Судьи: Алексей Анисимов Роман Гофман Антонин Йержабек Линейные судьи: Глеб Лазарев Роман Шиханов |
|                                          |                              | |                                 | Судьи: Алексей Анисимов Роман Гофман Антонин Йержабек Линейные судьи: Глеб Лазарев Роман Шиханов |
|                                          |                              | |                                 | Судьи: Алексей Анисимов Роман Гофман Антонин Йержабек Линейные судьи: Глеб Лазарев Роман Шиханов |
| 8 мин                                    | Штраф                        | 6 мин |                                 | Судьи: Алексей Анисимов Роман Гофман Антонин Йержабек Линейные судьи: Глеб Лазарев Роман Шиханов |
|                                          |                              | |                                 |                                                                                                  |
|                                          | 51                           | Броски | 40                              |                                                                                                  |

| 1 апреля 2015 19:30 | СКА | 4:1 (2:0, 2:0, 0:1) | ЦСКА | Ледовый дворец, Санкт-Петербург Зрителей: 12 310 |

| Отчёт | Отчёт                        | Отчёт                                      | Отчёт                                                      | Отчёт                                                                                            |
| --- | ---------------------------- | ------------------------------------------ | ---------------------------------------------------------- | ------------------------------------------------------------------------------------------------ |
| |                              |                                            |                                                            |                                                                                                  |
| | Микко Коскинен (00:00-60:00) | Вратари                                    | Станислав Галимов (00:00-32:58) Кевин Лаланд (32:58-60:00) | Судьи: Алексей Анисимов Роман Гофман Антонин Йержабек Линейные судьи: Глеб Лазарев Роман Шиханов |
| | Голы:                        |                                            |                                                            | Судьи: Алексей Анисимов Роман Гофман Антонин Йержабек Линейные судьи: Глеб Лазарев Роман Шиханов |
| П.Торесен (И.Ковальчук) — 06:35 Е.Дадонов (В.Шипачёв, А.Панарин) — (5x4) 10:11 В.Шипачёв (А.Панарин, Е.Дадонов) — (5x4) 26:28 Е.Дадонов (В.Шипачёв, А.Панарин) — (5x4) 32:58 | 1:0 2:0 3:0 4:0 4:1          | 43:13 — И.Григоренко (Н.Зайцев, А.Радулов) |                                                            | Судьи: Алексей Анисимов Роман Гофман Антонин Йержабек Линейные судьи: Глеб Лазарев Роман Шиханов |
| |                              |                                            |                                                            | Судьи: Алексей Анисимов Роман Гофман Антонин Йержабек Линейные судьи: Глеб Лазарев Роман Шиханов |
| |                              |                                            |                                                            | Судьи: Алексей Анисимов Роман Гофман Антонин Йержабек Линейные судьи: Глеб Лазарев Роман Шиханов |
| |                              |                                            |                                                            | Судьи: Алексей Анисимов Роман Гофман Антонин Йержабек Линейные судьи: Глеб Лазарев Роман Шиханов |
| 12 мин | Штраф                        | 24 мин                                     |                                                            | Судьи: Алексей Анисимов Роман Гофман Антонин Йержабек Линейные судьи: Глеб Лазарев Роман Шиханов |
| |                              |                                            |                                                            |                                                                                                  |
| | 47                           | Броски                                     | 30                                                         |                                                                                                  |

| 3 апреля 2015 19:30 | ЦСКА | 2:6 (0:2, 2:2, 0:2) | СКА | ЛСК ЦСКА им. В. Боброва, Москва Зрителей: 5600 |

| Отчёт                                                                                 | Отчёт                                                      | Отчёт | Отчёт                        | Отчёт                                                                                           |
| ------------------------------------------------------------------------------------- | ---------------------------------------------------------- | --- | ---------------------------- | ----------------------------------------------------------------------------------------------- |
|                                                                                       |                                                            | |                              |                                                                                                 |
|                                                                                       | Станислав Галимов (00:00-11:32) Кевин Лаланд (11:32-60:00) | Вратари | Микко Коскинен (00:00-60:00) | Судьи: Алексей Анисимов Константин Оленин Юри Рённ Линейные судьи: Дмитрий Сивов Сергей Шелянин |
|                                                                                       | Голы:                                                      | |                              | Судьи: Алексей Анисимов Константин Оленин Юри Рённ Линейные судьи: Дмитрий Сивов Сергей Шелянин |
| А.Радулов (С.Да Коста) — (5x4) 20:36 С.Да Коста (И.Григоренко, О.Немец) — (5x4) 32:42 | 0:1 0:2 1:2 1:3 2:3 2:4 2:5 2:6                            | 08:27 (5x4) — А.Панарин (Е.Дадонов, В.Шипачёв) 11:32 — Е.Дадонов (Р.Рукавишников, А.Панарин) 30:15 (4x4) — А.Кутейкин (Н.Белов, И.Ковальчук) 39:29 — Е.Дадонов (В.Шипачёв) 47:18 — А.Панарин (В.Шипачёв) 53:34 (п.в.) — А.Бурдасов (Н.Белов, П.Торесен) |                              | Судьи: Алексей Анисимов Константин Оленин Юри Рённ Линейные судьи: Дмитрий Сивов Сергей Шелянин |
|                                                                                       |                                                            | |                              | Судьи: Алексей Анисимов Константин Оленин Юри Рённ Линейные судьи: Дмитрий Сивов Сергей Шелянин |
|                                                                                       |                                                            | |                              | Судьи: Алексей Анисимов Константин Оленин Юри Рённ Линейные судьи: Дмитрий Сивов Сергей Шелянин |
|                                                                                       |                                                            | |                              | Судьи: Алексей Анисимов Константин Оленин Юри Рённ Линейные судьи: Дмитрий Сивов Сергей Шелянин |
| 21 мин                                                                                | Штраф                                                      | 17 мин |                              | Судьи: Алексей Анисимов Константин Оленин Юри Рённ Линейные судьи: Дмитрий Сивов Сергей Шелянин |
|                                                                                       |                                                            | |                              |                                                                                                 |
|                                                                                       | 74                                                         | Броски | 48                           |                                                                                                 |

| 5 апреля 2015 18:00 | СКА | 2:1 ОТ (1:0, 0:1, 0:0, 1:0) | ЦСКА | Ледовый дворец, Санкт-Петербург Зрителей: 12 330 |

| Отчёт                                                                         | Отчёт                        | Отчёт                                                | Отчёт                      | Отчёт                                                                                                   |
| ----------------------------------------------------------------------------- | ---------------------------- | ---------------------------------------------------- | -------------------------- | --- |
|                                                                               |                              |                                                      |                            | |
|                                                                               | Микко Коскинен (00:00-69:01) | Вратари                                              | Кевин Лаланд (00:00-69:01) | Судьи: Алексей Анисимов Антонин Йержабек Константин Оленин Линейные судьи: Сергей Шелянин Дмитрий Сивов |
|                                                                               | Голы:                        |                                                      |                            | Судьи: Алексей Анисимов Антонин Йержабек Константин Оленин Линейные судьи: Сергей Шелянин Дмитрий Сивов |
| И.Ковальчук (А.Панарин) — (5x4) 12:02 П.Торесен (И.Каблуков, А.Белов) — 69:01 | 1:0 1:1 2:1                  | 15:21 (4x5) — С.Да Коста (А.Бондарев, С. Яльмарссон) |                            | Судьи: Алексей Анисимов Антонин Йержабек Константин Оленин Линейные судьи: Сергей Шелянин Дмитрий Сивов |
|                                                                               |                              |                                                      |                            | Судьи: Алексей Анисимов Антонин Йержабек Константин Оленин Линейные судьи: Сергей Шелянин Дмитрий Сивов |
|                                                                               |                              |                                                      |                            | Судьи: Алексей Анисимов Антонин Йержабек Константин Оленин Линейные судьи: Сергей Шелянин Дмитрий Сивов |
|                                                                               |                              |                                                      |                            | Судьи: Алексей Анисимов Антонин Йержабек Константин Оленин Линейные судьи: Сергей Шелянин Дмитрий Сивов |
| 6 мин                                                                         | Штраф                        | 37 мин                                               |                            | Судьи: Алексей Анисимов Антонин Йержабек Константин Оленин Линейные судьи: Сергей Шелянин Дмитрий Сивов |
|                                                                               |                              |                                                      |                            | |
|                                                                               | 61                           | Броски                                               | 52                         | |

| 7 апреля 2015 19:30 | ЦСКА | 2:3 (0:1, 2:1, 0:1) | СКА | ЛСК ЦСКА им. В. Боброва, Москва Зрителей: 5600 |

| Отчёт                                                                                   | Отчёт                      | Отчёт                                                                                                | Отчёт                        | Отчёт                                                                                                   |
| --------------------------------------------------------------------------------------- | -------------------------- | --- | ---------------------------- | --- |
|                                                                                         |                            | |                              | |
|                                                                                         | Кевин Лаланд (00:00-60:00) | Вратари                                                                                              | Микко Коскинен (00:00-60:00) | Судьи: Алексей Анисимов Антонин Йержабек Константин Оленин Линейные судьи: Сергей Шелянин Дмитрий Сивов |
|                                                                                         | Голы:                      | |                              | Судьи: Алексей Анисимов Антонин Йержабек Константин Оленин Линейные судьи: Сергей Шелянин Дмитрий Сивов |
| А.Радулов (А.Стась, И.Григоренко) — 36:07 С.Да Коста (И.Григоренко, Е.Коротков) — 39:13 | 0:1 0:2 1:2 2:2 2:3        | 11:20 — И.Ковальчук (П.Торесен) 27:33 — Е.Дадонов (В.Шипачёв) 50:41 — П.Торесен (Н.Белов, М.Чудинов) |                              | Судьи: Алексей Анисимов Антонин Йержабек Константин Оленин Линейные судьи: Сергей Шелянин Дмитрий Сивов |
|                                                                                         |                            | |                              | Судьи: Алексей Анисимов Антонин Йержабек Константин Оленин Линейные судьи: Сергей Шелянин Дмитрий Сивов |
|                                                                                         |                            | |                              | Судьи: Алексей Анисимов Антонин Йержабек Константин Оленин Линейные судьи: Сергей Шелянин Дмитрий Сивов |
|                                                                                         |                            | |                              | Судьи: Алексей Анисимов Антонин Йержабек Константин Оленин Линейные судьи: Сергей Шелянин Дмитрий Сивов |
| 8 мин                                                                                   | Штраф                      | 10 мин                                                                                               |                              | Судьи: Алексей Анисимов Антонин Йержабек Константин Оленин Линейные судьи: Сергей Шелянин Дмитрий Сивов |
|                                                                                         |                            | |                              | |
|                                                                                         | 71                         | Броски                                                                                               | 44                           | |

## Финал Кубка Гагарина
«Ак Барс» в третий раз вышел в финал Кубка Гагарина, тогда как для СКА он стал первым в истории. Казанцы оба раза становились обладателями трофея и оба раза их тренировал нынешний главный тренер Зинэтула Билялетдинов. Наставник питерских «армейцев» Вячеслав Быков выигрывал трофей в 2011 году с «Салаватом Юлаевым». Команды в регулярном чемпионате этого сезона встречались два раза и оба раза победу праздновал «Ак Барс»: в первом матче в Казани казанцы победили со счётом 3:1, а в Санкт-Петербурге — со счётом 5:1.
| 11 апреля 2015 17:00 | Ак Барс | 2:4 (0:1, 0:2, 2:1) | СКА | «Татнефть Арена», Казань Зрителей: 8585 |

| Отчёт                                                                                  | Отчёт                         | Отчёт | Отчёт                        | Отчёт                                                                                  |
| -------------------------------------------------------------------------------------- | ----------------------------- | --- | ---------------------------- | -------------------------------------------------------------------------------------- |
|                                                                                        |                               | |                              |                                                                                        |
|                                                                                        | Андерс Нильссон (00:00-60:00) | Вратари | Микко Коскинен (00:00-60:00) | Судьи: Алексей Анисимов Константин Оленин Линейные судьи: Дмитрий Сивов Сергей Шелянин |
|                                                                                        | Голы:                         | |                              | Судьи: Алексей Анисимов Константин Оленин Линейные судьи: Дмитрий Сивов Сергей Шелянин |
| Д.Азеведо (И.Мирнов, О.Мёллер) — (5x4) 50:45 С.Захарчук (М.Варнаков, М.Глухов) — 57:58 | 0:1 0:2 0:3 0:4 1:4 2:4       | 16:01 (5x4) — А.Панарин 20:23 — П.Торесен (И.Ковальчук, А.Белов) 21:05 — Е.Дадонов (В.Шипачёв) 45:28 — В.Шипачёв (А.Панарин) |                              | Судьи: Алексей Анисимов Константин Оленин Линейные судьи: Дмитрий Сивов Сергей Шелянин |
|                                                                                        |                               | |                              | Судьи: Алексей Анисимов Константин Оленин Линейные судьи: Дмитрий Сивов Сергей Шелянин |
|                                                                                        |                               | |                              | Судьи: Алексей Анисимов Константин Оленин Линейные судьи: Дмитрий Сивов Сергей Шелянин |
|                                                                                        |                               | |                              | Судьи: Алексей Анисимов Константин Оленин Линейные судьи: Дмитрий Сивов Сергей Шелянин |
| 16 мин                                                                                 | Штраф                         | 16 мин |                              | Судьи: Алексей Анисимов Константин Оленин Линейные судьи: Дмитрий Сивов Сергей Шелянин |
|                                                                                        |                               | |                              |                                                                                        |
|                                                                                        | 65                            | Броски | 42                           |                                                                                        |

| 13 апреля 2015 19:30 | Ак Барс | 0:1 (0:1, 0:0, 0:0) | СКА | «Татнефть Арена», Казань Зрителей: 8285 |

| Отчёт  | Отчёт                         | Отчёт                               | Отчёт                        | Отчёт                                                                                |
| ------ | ----------------------------- | ----------------------------------- | ---------------------------- | ------------------------------------------------------------------------------------ |
|        |                               |                                     |                              |                                                                                      |
|        | Андерс Нильссон (00:00-60:00) | Вратари                             | Микко Коскинен (00:00-60:00) | Судьи: Юри Рённ Антонин Йержабек Линейные судьи: Александр Захаренков Сергей Шелянин |
|        | Голы:                         |                                     |                              | Судьи: Юри Рённ Антонин Йержабек Линейные судьи: Александр Захаренков Сергей Шелянин |
|        | 0:1                           | 19:01 — А.Бурдасов (Р.Рукавишников) |                              | Судьи: Юри Рённ Антонин Йержабек Линейные судьи: Александр Захаренков Сергей Шелянин |
|        |                               |                                     |                              | Судьи: Юри Рённ Антонин Йержабек Линейные судьи: Александр Захаренков Сергей Шелянин |
|        |                               |                                     |                              | Судьи: Юри Рённ Антонин Йержабек Линейные судьи: Александр Захаренков Сергей Шелянин |
|        |                               |                                     |                              | Судьи: Юри Рённ Антонин Йержабек Линейные судьи: Александр Захаренков Сергей Шелянин |
| 10 мин | Штраф                         | 8 мин                               |                              | Судьи: Юри Рённ Антонин Йержабек Линейные судьи: Александр Захаренков Сергей Шелянин |
|        |                               |                                     |                              |                                                                                      |
|        | 51                            | Броски                              | 43                           |                                                                                      |

| 15 апреля 2015 19:30 | СКА | 1:2 (1:0, 0:0, 0:2) | Ак Барс | Ледовый дворец, Санкт-Петербург Зрителей: 12 171 |

| Отчёт                            | Отчёт                        | Отчёт                                                                             | Отчёт                         | Отчёт                                                                                      |
| -------------------------------- | ---------------------------- | --------------------------------------------------------------------------------- | ----------------------------- | ------------------------------------------------------------------------------------------ |
|                                  |                              |                                                                                   |                               |                                                                                            |
|                                  | Микко Коскинен (00:00-60:00) | Вратари                                                                           | Андерс Нильссон (00:00-60:00) | Судьи: Алексей Анимисов Антонин Йержабек Линейные судьи: Константин Горденко Роман Шиханов |
|                                  | Голы:                        |                                                                                   |                               | Судьи: Алексей Анимисов Антонин Йержабек Линейные судьи: Константин Горденко Роман Шиханов |
| Т.Мортенссон (М.Чудинов) — 14:07 | 1:0 1:1 1:2                  | 46:44 — Е.Медведев (О.Мёллер, Д.Азеведо) 55:55 — А.Свитов (К.Кольцов, С.Захарчук) |                               | Судьи: Алексей Анимисов Антонин Йержабек Линейные судьи: Константин Горденко Роман Шиханов |
|                                  |                              |                                                                                   |                               | Судьи: Алексей Анимисов Антонин Йержабек Линейные судьи: Константин Горденко Роман Шиханов |
|                                  |                              |                                                                                   |                               | Судьи: Алексей Анимисов Антонин Йержабек Линейные судьи: Константин Горденко Роман Шиханов |
|                                  |                              |                                                                                   |                               | Судьи: Алексей Анимисов Антонин Йержабек Линейные судьи: Константин Горденко Роман Шиханов |
| 8 мин                            | Штраф                        | 10 мин                                                                            |                               | Судьи: Алексей Анимисов Антонин Йержабек Линейные судьи: Константин Горденко Роман Шиханов |
|                                  |                              |                                                                                   |                               |                                                                                            |
|                                  | 22                           | Броски                                                                            | 24                            |                                                                                            |

| 17 апреля 2015 19:30 | СКА | 3:2 (1:0, 1:1, 1:1) | Ак Барс | Ледовый дворец, Санкт-Петербург Зрителей: 12 477 |

| Отчёт | Отчёт                        | Отчёт                                                                                          | Отчёт                         | Отчёт                                                                       |
| --- | ---------------------------- | ---------------------------------------------------------------------------------------------- | ----------------------------- | --------------------------------------------------------------------------- |
| |                              |                                                                                                |                               |                                                                             |
| | Микко Коскинен (00:00-60:00) | Вратари                                                                                        | Андерс Нильссон (00:00-60:00) | Судьи: Юри Рённ Константин Оленин Линейные судьи: Роман Шиханов Иван Дедюля |
| | Голы:                        |                                                                                                |                               | Судьи: Юри Рённ Константин Оленин Линейные судьи: Роман Шиханов Иван Дедюля |
| П.Торесен (И.Ковальчук) — 00:38 Д.Эрикссон (И.Ковальчук, М.Коскинен) — (5x4) 33:36 Е.Дадонов (И.Ковальчук) — (5x4) 40:44 | 1:0 1:1 2:1 3:1 3:2          | 30:00 (5x4) — О.Мёллер (Д.Азеведо, И.Никулин) 59:19 (6x5) — Д.Азеведо (С.Захарчук, А.Лукоянов) |                               | Судьи: Юри Рённ Константин Оленин Линейные судьи: Роман Шиханов Иван Дедюля |
| |                              |                                                                                                |                               | Судьи: Юри Рённ Константин Оленин Линейные судьи: Роман Шиханов Иван Дедюля |
| |                              |                                                                                                |                               | Судьи: Юри Рённ Константин Оленин Линейные судьи: Роман Шиханов Иван Дедюля |
| |                              |                                                                                                |                               | Судьи: Юри Рённ Константин Оленин Линейные судьи: Роман Шиханов Иван Дедюля |
| 6 мин | Штраф                        | 4 мин                                                                                          |                               | Судьи: Юри Рённ Константин Оленин Линейные судьи: Роман Шиханов Иван Дедюля |
| |                              |                                                                                                |                               |                                                                             |
| | 23                           | Броски                                                                                         | 30                            |                                                                             |

| 19 апреля 2015 17:00 | Ак Барс | 1:6 (0:4, 1:1, 0:1) | СКА | «Татнефть Арена», Казань Зрителей: 8152 |

| Отчёт                                  | Отчёт                                                     | Отчёт | Отчёт                        | Отчёт                                                                                         |
| -------------------------------------- | --------------------------------------------------------- | --- | ---------------------------- | --------------------------------------------------------------------------------------------- |
|                                        |                                                           | |                              |                                                                                               |
|                                        | Андерс Нильссон (00:00-23:09) Эмиль Гарипов (23:09-60:00) | Вратари | Микко Коскинен (00:00-60:00) | Судьи: Антонин Йержабек Константин Оленин Линейные судьи: Александр Захаренков Сергей Шелянин |
|                                        | Голы:                                                     | |                              | Судьи: Антонин Йержабек Константин Оленин Линейные судьи: Александр Захаренков Сергей Шелянин |
| М.Глухов (П.Врана, Е.Медведев) — 21:17 | 0:1 0:2 0:3 0:4 1:4 1:5 1:6                               | 01:13 — Д.Эрикссон 06:31 (5x4) — И.Ковальчук (А.Панарин, В.Шипачёв) 10:44 — Е.Дадонов 14:05 — А.Поникаровский (П.Хохряков, А.Белов) 22:03 — И.Ковальчук (П.Торесен) 58:57 — Р.Червенка (А.Панарин, А.Белов) |                              | Судьи: Антонин Йержабек Константин Оленин Линейные судьи: Александр Захаренков Сергей Шелянин |
|                                        |                                                           | |                              | Судьи: Антонин Йержабек Константин Оленин Линейные судьи: Александр Захаренков Сергей Шелянин |
|                                        |                                                           | |                              | Судьи: Антонин Йержабек Константин Оленин Линейные судьи: Александр Захаренков Сергей Шелянин |
|                                        |                                                           | |                              | Судьи: Антонин Йержабек Константин Оленин Линейные судьи: Александр Захаренков Сергей Шелянин |
| 18 мин                                 | Штраф                                                     | 6 мин |                              | Судьи: Антонин Йержабек Константин Оленин Линейные судьи: Александр Захаренков Сергей Шелянин |
|                                        |                                                           | |                              |                                                                                               |
|                                        | 25                                                        | Броски | 36                           |                                                                                               |

## Статистика игроков

### Полевые игроки

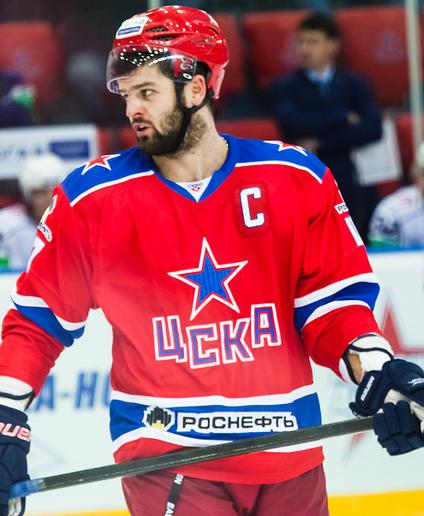
Александр Радулов — лучший бомбардир Кубка Гагарина 2015 с 21 (8+13) очком.

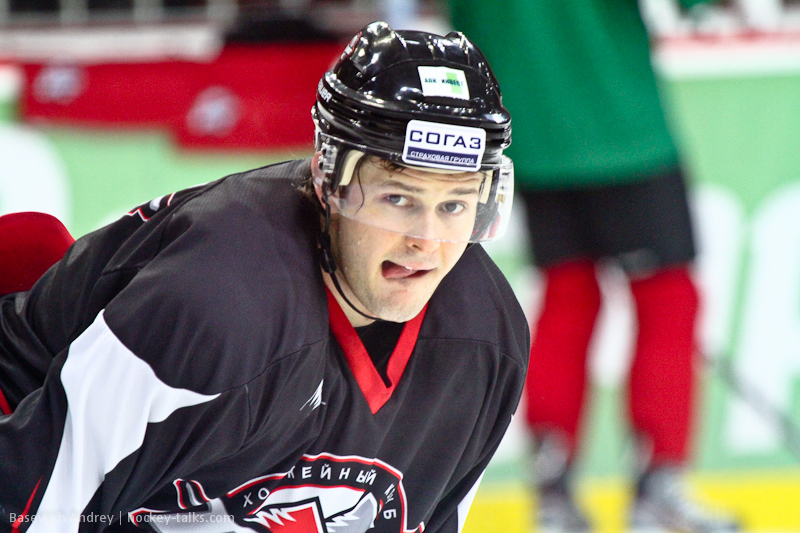
Евгений Дадонов — лучший снайпер Кубка Гагарина 2015 с 15 голами.

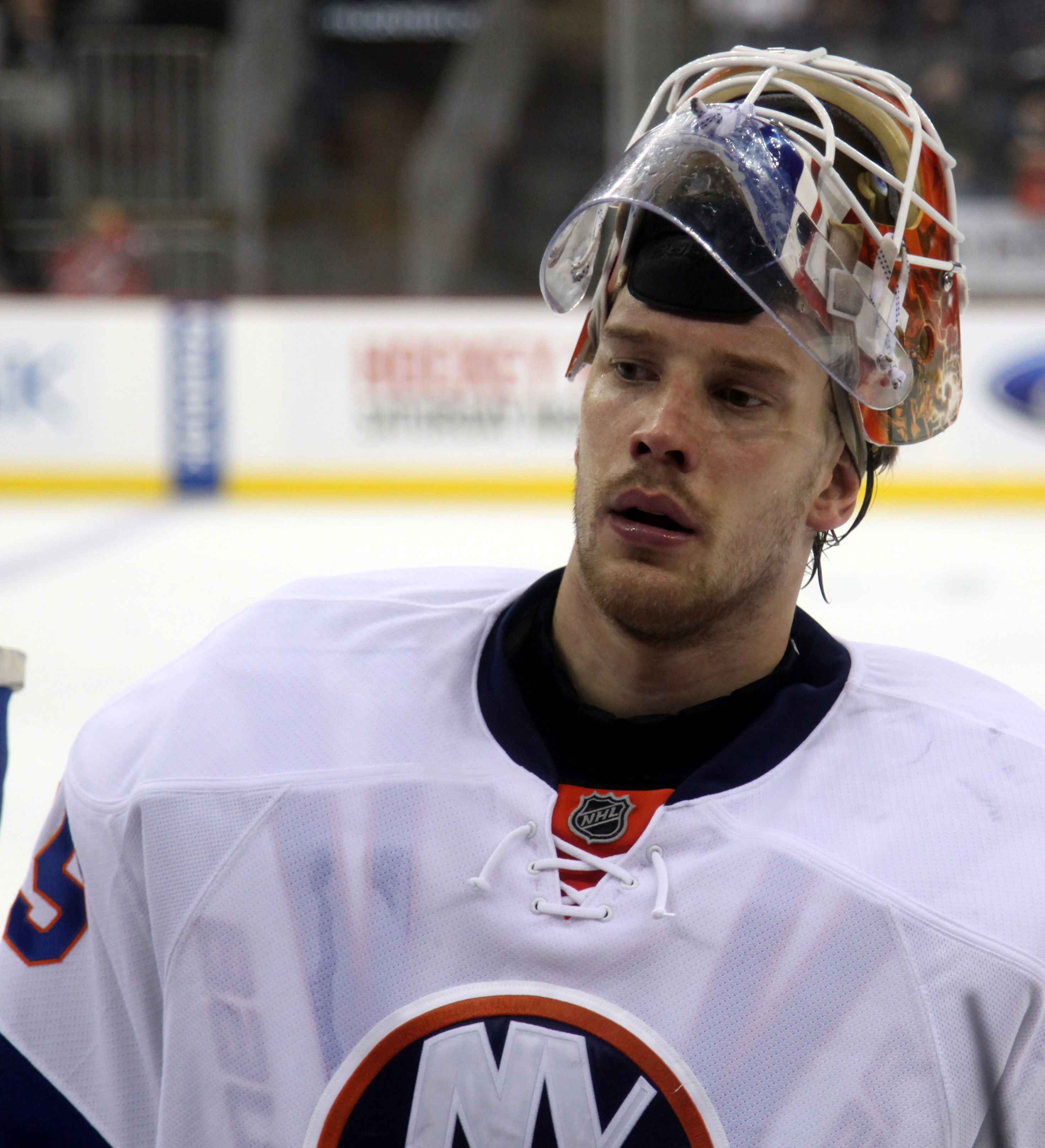
Андерс Нильссон — лучший вратарь Кубка Гагарина 2015 по коэффициенту надёжности.

В этой таблице указаны лучшие бомбардиры, отсортированные по количеству набранных очков, затем по количеству забитых голов.
| №  | Игрок             | Клуб                       | Амплуа | И  | Г  | П  | О  | +/– | Штр |
| -- | ----------------- | -------------------------- | ------ | -- | -- | -- | -- | --- | --- |
| 1  | Александр Радулов | ЦСКА                       | Н      | 16 | 8  | 13 | 21 | +7  | 20  |
| 2  | Вадим Шипачёв     | СКА                        | Н      | 22 | 6  | 15 | 21 | +11 | 2   |
| 3  | Евгений Дадонов   | СКА                        | Н      | 22 | 15 | 5  | 20 | +12 | 8   |
| 4  | Игорь Григоренко  | ЦСКА                       | Н      | 14 | 10 | 9  | 19 | +6  | 8   |
| 5  | Илья Ковальчук    | СКА                        | Н      | 22 | 8  | 11 | 19 | +6  | 12  |
| 6  | Артемий Панарин   | СКА                        | Н      | 20 | 5  | 14 | 19 | +9  | 4   |
| 7  | Патрик Торесен    | СКА                        | Н      | 22 | 9  | 9  | 17 | +8  | 14  |
| 8  | Сергей Мозякин    | «Металлург» (Магнитогорск) | Н      | 10 | 8  | 5  | 13 | +1  | 0   |
| 9  | Оскар Мёллер      | «Ак Барс»                  | Н      | 20 | 9  | 3  | 12 | +5  | 4   |
| 10 | Данис Зарипов     | «Металлург» (Магнитогорск) | Н      | 10 | 5  | 6  | 11 | +1  | 2   |

### Вратари
В этой таблице указаны лучшие вратари, отсортированные по среднему количеству пропущенных шайб (коэффициент надёжности).
| № | Игрок             | Клуб              | И  | В  | П | ОБ  | ПШ | КН   | %ОБ  | И"0" | ВП      |
| - | ----------------- | ----------------- | -- | -- | - | --- | -- | ---- | ---- | ---- | ------- |
| 1 | Андерс Нильссон   | «Ак Барс»         | 20 | 13 | 7 | 444 | 32 | 1.54 | 93.5 | 6    | 1206:41 |
| 2 | Александр Салак   | «Сибирь»          | 14 | 8  | 5 | 349 | 21 | 1.57 | 94.3 | 1    | 803:14  |
| 3 | Микко Коскинен    | СКА               | 22 | 16 | 6 | 539 | 37 | 1.61 | 93.6 | 2    | 1376:41 |
| 4 | Александр Лазушин | «Динамо» (Москва) | 10 | 5  | 5 | 254 | 16 | 1.63 | 93.7 | 2    | 538:51  |
| 5 | Кевин Лаланд      | ЦСКА              | 11 | 6  | 4 | 224 | 17 | 1.67 | 92.9 | 2    | 611:42  |

## Достижения

### Индивидуальные
- 13 марта нападающий ПХК ЦСКА Игорь Григоренко установил рекорд розыгрышей Кубка Гагарина по количеству матчей с двумя заброшенными шайбами (3).
- 17 марта защитник ХК «Сибирь» Ренат Мамашев забросил самую «быструю» шайбу в овертайме в истории плей-офф чемпионата страны и Кубка Гагарина (60:22).
- 4 апреля вратарь ХК «Ак Барс» Андерс Нильссон установил рекорд розыгрышей Кубка Гагарина по количеству «сухих матчей» (6).
- 19 апреля нападающий ХК СКА Евгений Дадонов установил рекорд розыгрышей Кубка Гагарина по количеству заброшенных шайб в плей-офф (15).

### Командные
- 17 марта ХК «Ак Барс» установил рекорд по продолжительности «сухой» серии (178 минут и 15 секунд).